# Église Saint-Michel-et-Saint-Vaast de Catenoy
Pour les articles homonymes, voir Église Saint-Vaast.
L'église Saint-Michel-et-Saint-Vaast est une église catholique paroissiale située à Catenoy, dans le département de l'Oise, en France. C'est l'une des plus anciennes églises du Beauvaisis.
Son transept, son clocher central et son chœur n'ont subi que peu de modifications depuis leur construction à la fin du XIe siècle, et constituent des témoignages intéressants de l'architecture romane de cette époque. La croisée du transept prend le jour par deux fenêtres hautes côté est, et l'église Saint-Vaast possède donc l'une des rares tours-lanternes du département. Le clocher est l'un des premiers à fenêtres géminées. Le chœur est recouvert d'une voûte en berceau suivie d'une voûte d'arêtes. La façade a été ajoutée une soixantaine d'années plus tard, et reflète le style roman à son apogée. Son portail à six voussures décoré de bâtons brisés est l'un des plus aboutis dans la région. Dans la nef, de dimensions considérables, des grandes arcades très élégantes dans le style gothique du début du XIIIe siècle assurent la communication avec le bas-côté ajouté à cette époque. Si le plafond lambrissé apporte une note d'austérité, les arcatures plaquées qui animent les murs de la première travée de la nef et du bas-côté apportent une note de raffinement. L'église Saint-Vaast a été classée au titre des monuments historiques par arrêté du 10 septembre 1913.

## Localisation
L'église Saint-Michel-et-Saint-Vaast est située en France, en région Hauts-de-France et dans le département de l'Oise, sur la commune de Catenoy, à la limite sud du village, au pied du versant nord du plateau de Liancourt, au bout d'une courte impasse partant de la place de la Mairie, derrière celle-ci. Elle est entourée du cimetière de la commune, dont la partie comprise entre l'élévation septentrionale de l'église est la mairie est aujourd'hui désaffectée. Le chœur est enclavé dans une propriété privée, et n'est que très partiellement visible depuis le domaine public. Les autres élévations de l'église sont dégagées de constructions mitoyennes, et bien mises en valeur.

## Historique

### L'histoire de la paroisse

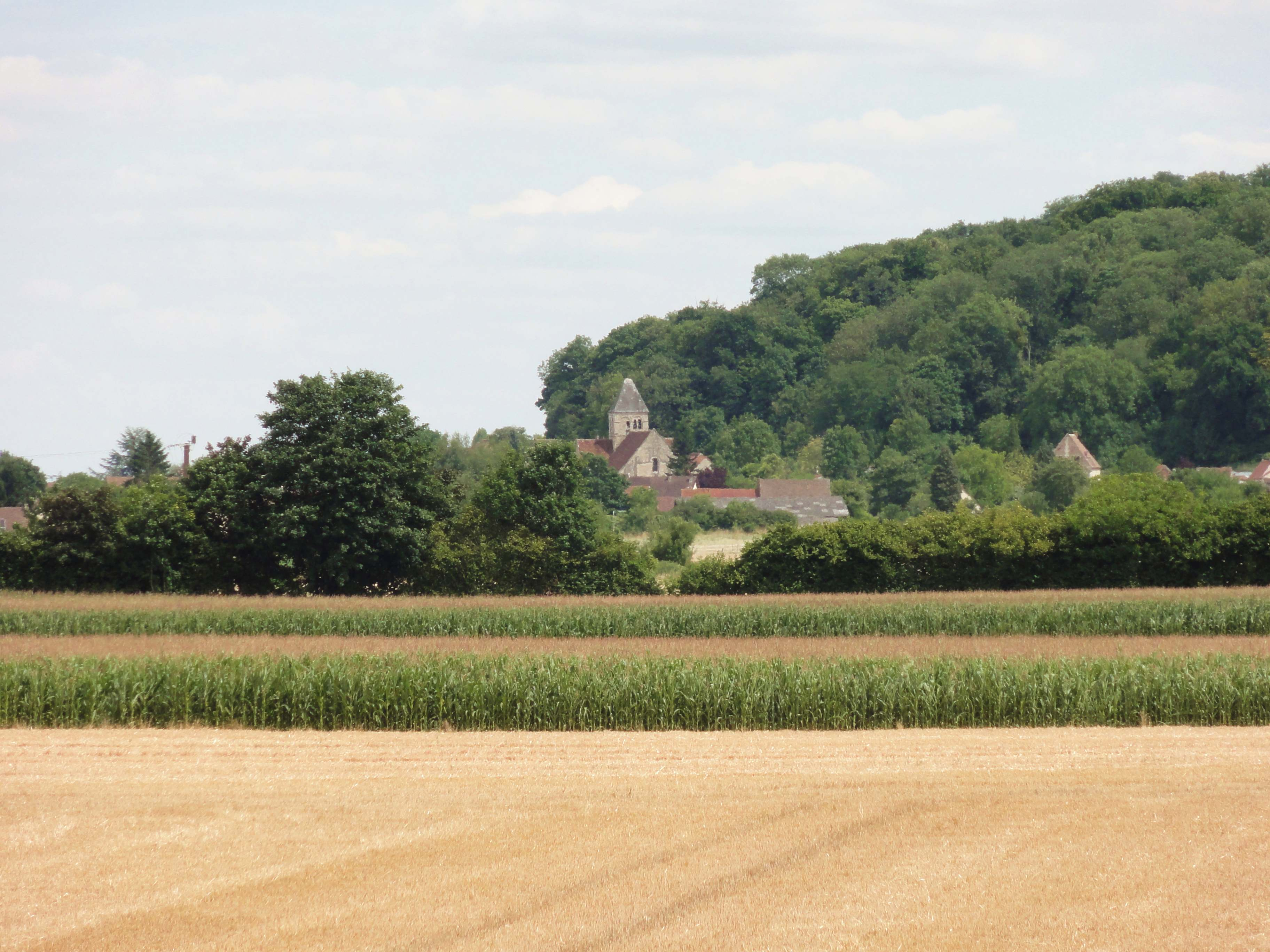
Approche par l'ouest.

Au Moyen Âge central, Catenoy est une châtellenie dépendant du comté de Beauvais. Sous le nom de Villa Castiniaco, le village est mentionné dans une charte du roi Robert II le Pieux datée de 1015, qui confirme la donation du comté à l'évêché de Beauvais. L'évêque possède une maison à côté de l'église, transformée ultérieurement en château (dévasté sous la Grande Jacquerie en 1358, quelques vestiges en restent debout jusqu'au milieu du XIXe siècle). Les rois de France y ont droit de gîte. Vers 1060, l'évêque Guilbert, dont l'apostolat dure de 1059 à 1063, y accueille les parents de l'historien Guibert de Nogent, qu'il affectionne beaucoup. L'on ignore la date de l'érection de la paroisse, mais elle ne saura être postérieure à la fin du XIe siècle, quand sont édifiés le transept, le clocher et le chœur de l'église actuelle. Elle est placée sous l'invocation de saint Michel archange et de saint Vaast d'Arras, comme l'église voisine de Nointel. En 1150, le pape Eugène III confirme les droits d'Henri de France, évêque de Beauvais, à Castanetum. En 1161, un an avant sa nomination comme archevêque de Reims, Henri de France confie la collation de la cure au chapitre de la cathédrale Saint-Pierre de Beauvais. La paroisse relève du doyenné de Pont-Sainte-Maxence, de l'archidiaconé de Breteuil et du diocèse de Beauvais. Comme particularité, elle n'est pas visitée par le doyen et par l'archidiacre, mais uniquement par le chapelain particulier de l'évêque,.
Dans le passé, l'église Saint-Michel-et-Saint-Vaast n'est pas la seule église de Catenoy : il y a aussi l'église Saint-Antoine du prieuré que l'ordre hospitalier de Saint-Antoine a établi à l'extrémité opposée de la rue principale du village, au nord. Il a été réuni ultérieurement à l'église Saint-Antoine de Paris. Son église est à la collation de l'évêque de Beauvais. À  la fin du XVe siècle, elle est entièrement reconstruite dans le style gothique flamboyant. Désaffectée au culte sous la Révolution française et transformée en grange, elle a subi maintes mutilations, mais tient encore debout, et sa toiture a été réparée. — Au début du XXe siècle déjà, l'église de Catenoy est desservie par le curé de Nointel. Avec la création de quarante-cinq nouvelles paroisses à l'échelle du diocèse en 1996, Nointel devient le siège d'une grande paroisse au titre de saint Thomas More, qui s'étend sur huit autres communes (Avrigny, Catenoy, Choisy-la-Victoire, Épineuse, Fouilleuse, Labruyère, Maimbeville et Sacy-le-Grand). Mais en raison du faible nombre d'habitants du secteur et du manque de prêtres, la paroisse Saint-Thomas-More est bientôt rattachée au paroisse Sainte-Maxence de Pont-Sainte-Maxence. Elle est desservie par le curé ou le vicaire de Pont-Sainte-Maxence. Les messes dominicales anticipées du samedi soir sont célébrées à tour de rôle dans l'un des petits villages. Le dimanche à 11 h 00, l'Eucharistie est célébrée en alternance à Nointel ou Sacy-le-Grand. La paroisse Saint-Thomas-More de Nointel cesse définitivement d'exister au 1er janvier 2018 avec la répartition de ses huit villages entre quatre paroisses voisines. L'église Saint-Michel-et-Saint-Vaast rejoint la paroisse du Cœur du Christ de Clermont.

### L'histoire de l'église

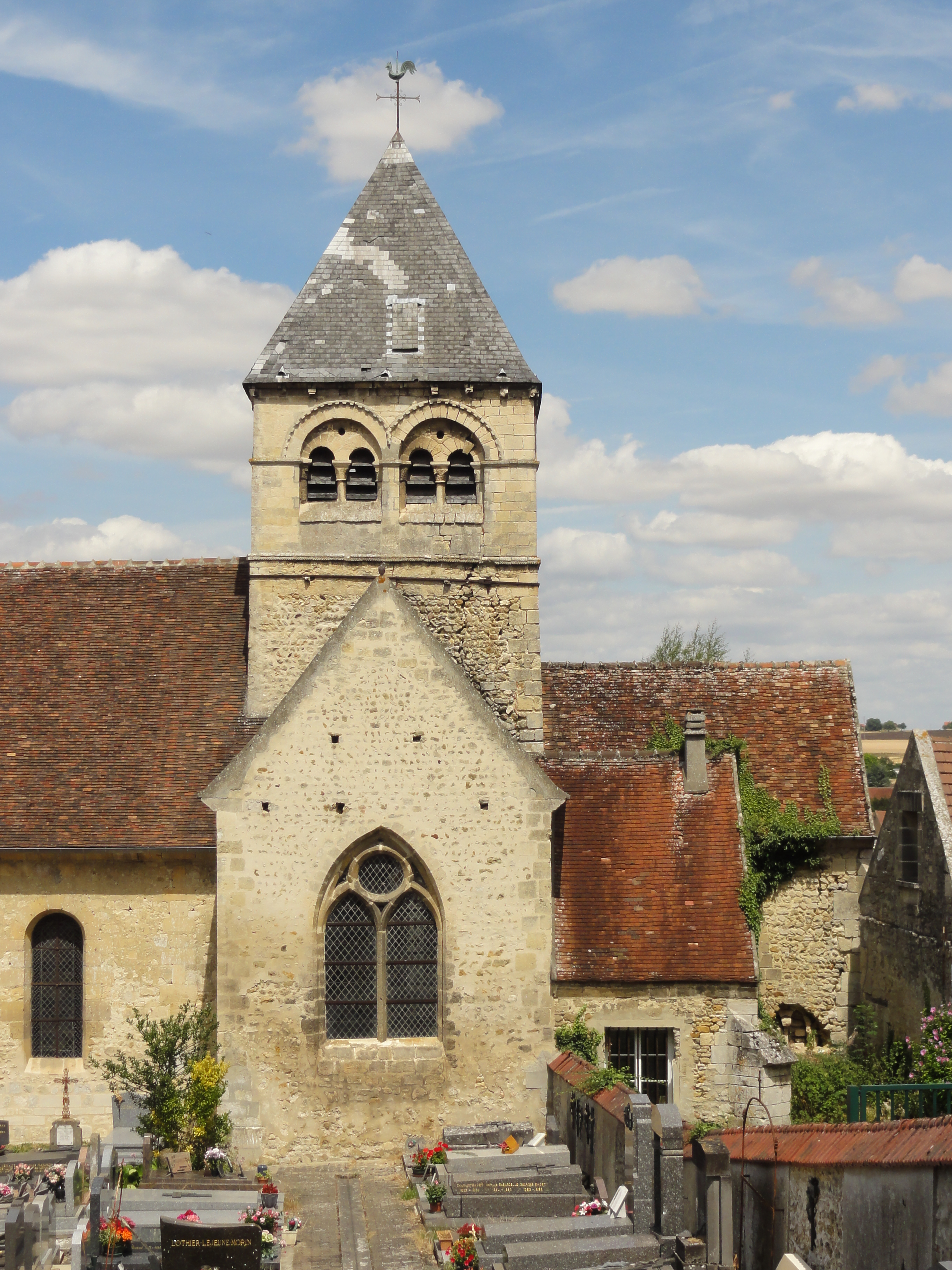
Clocher et parties orientales.

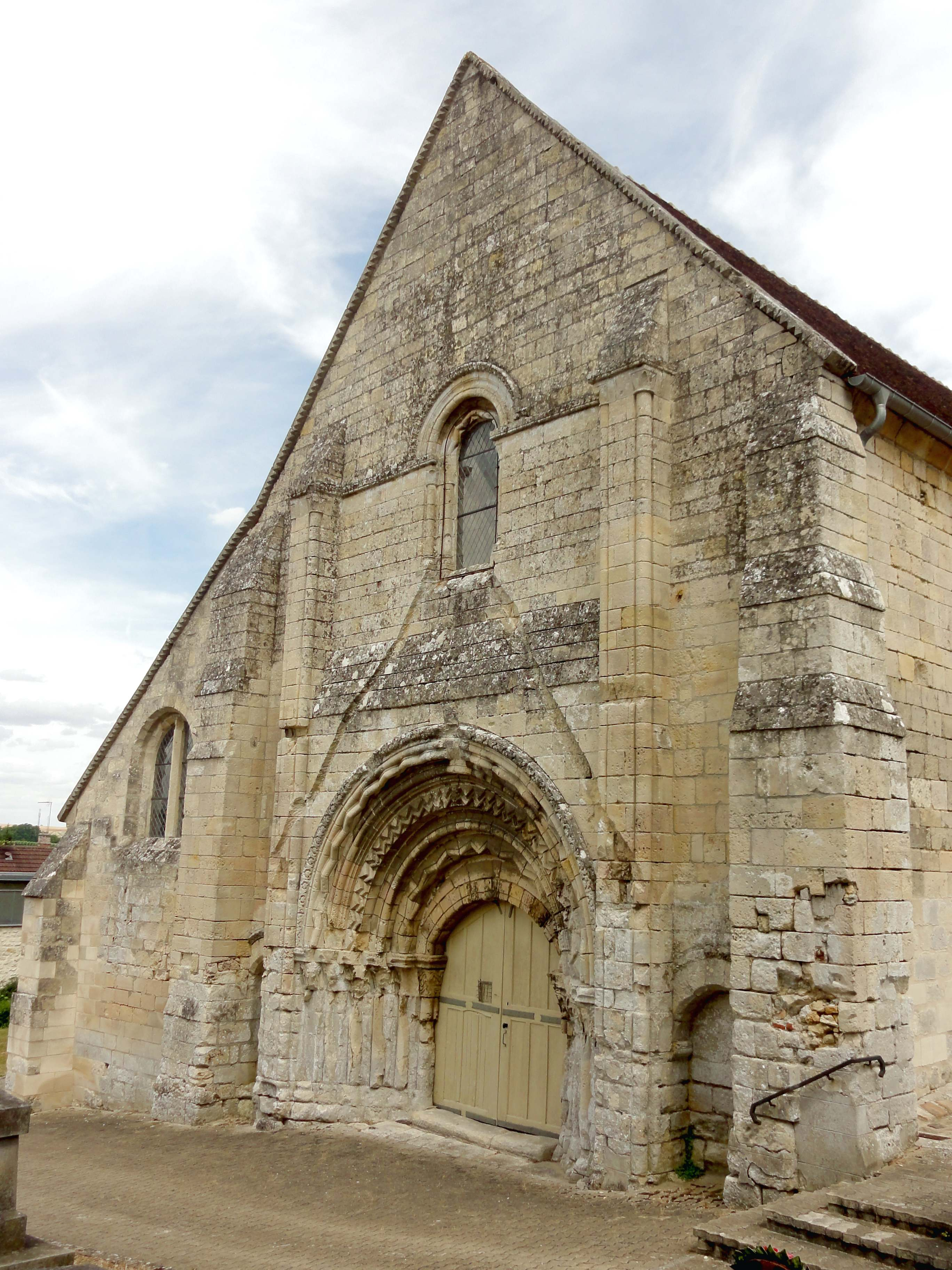
Façade occidentale.

Vers la fin du XIe siècle, le transept, le clocher s'élevant au-dessus de la croisée du transept et le chœur sont bâtis dans le style roman. La base du clocher dépasse nettement en hauteur les travées adjacentes, ce qui permet l'éclairage direct par deux petites fenêtres au-dessus de l'arcade ouvrant dans le chœur. Il s'agit donc de l'un des derniers exemples de tours-lanternes encore conservées dans l'Oise. L'église Saint-Étienne de Beauvais et l'abbatiale de Morienval en possédaient aussi. La disposition est surtout répandue en Normandie, ainsi que dans les anciens diocèses de Laon, Noyon et de Soissons. Le chœur comporte deux rares exemples de voûtes proprement romanes dans le département, à savoir une voûte en berceau et une voûte d'arêtes, qui sont un peu plus fréquentes sous les clochers. La façade occidentale est d'une soixantaine d'années plus jeune que les parties orientales. Elle reflète l'architecture romane à son apogée, et son portail compte parmi les réalisations les plus abouties de son genre, avec celui de l'église voisine de Nointel. La première travée de la nef forme corps avec la façade, et date certainement de la même époque, soit du milieu du XIIe siècle. Elle est bâtie en pierre de taille, et délimitée à l'est par un contrefort, alors que le reste du mur gouttereau sud en est dépourvu. Les dernières modifications importantes de l'église remontent au XIIIe siècle, et n'ont pas été datées avec précision par les différents auteurs. Le mur gouttereau nord est alors remplacé par quatre grandes arcades, qui communiquent avec le bas-côté ajouté au nord. La base du clocher est voûtée d'ogives. Il s'agit toujours de l'unique voûte d'ogives de l'église. En outre, les deux fenêtres aux extrémités du croisillon sud et du chœur sont repercées et munies d'un remplage de style gothique rayonnant. Enfin, la fenêtre à l'extrémité du croisillon nord est à son tour refaite pendant la première moitié du XVIe siècle.
L'église n'a connu que peu de modifications depuis. Il s'agit surtout de l'agrandissement des fenêtres au sud de la nef, à l'époque moderne, et de l'adjonction d'une sacristie dans l'angle entre chœur et croisillon sud. En 1904, l'abbé Amédée Beaudry commente ainsi l'état de l'église : « L'intérieur de l'édifice est minable : les lambris de la voûte cintrée de la nef sont pourris en maints endroits ; les murs sont couperosés par l'humidité car, du côté de l'Est et du Sud, l'église est au-dessous du niveau des terrains avoisinants ». En 1910, Marie-Élisabeth et Léon Houdart ont l'impression qu'« il semble, quand on a visité son église triste et désolée, ses habitants, sans avoir la forcennerie des Jacquiers - pour employer le langage de Froissart - n'ont au cœur nul souci du seul monument qui attire chez eux le touriste et l'archéologue. Le jour, personne n'en franchit le seuil ; la nuit, les hiboux, les chats-huants, les chouettes et les hulottes s'en sont constitués les séquestres jaloux. Et cependant le pays est riche, les maisons ont une air d'aisance, et, dans le cimetière qui entoure l'église d'une atmosphère de mort, nous pouvons voir quelques tombes d'un grand choix. On les veut confortables, perpétuelles, plus durables, plus solides - ære perennius - que la pauvre église qui pourtant les broiera toutes dans son effondrement final... ». Les mêmes auteurs sont par ailleurs persuadés que la légende, qui veut que l'église abrite la sépulture de l'amiral Jean de Chepoix, mort à Catenoy au cours du XIVe siècle, ne soit pas fondée. L'église Saint-Michel-et-Saint-Vaast est classée au titre des monuments historiques par arrêté du 10 septembre 1913. L'absence de restaurations au XIXe siècle s'est avérée favorable à l'authenticité du monument, et son état s'est largement amélioré depuis un siècle.

## Description

### Aperçu général

Plan de l'église.

Régulièrement orientée, l'église se compose d'une large nef de quatre travées, accompagnée d'un unique bas-côté au nord ; d'un transept débordant, dont la croisée sert de base au clocher ; et d'un étroit chœur de deux courtes travées, se terminant par un chevet plat. La cage d'escalier du clocher se situe dans l'angle nord-est de la nef, et est accessible depuis le bas-côté. La sacristie occupe l'angle entre croisillon sud et chœur. La longueur totale dans-œuvre de l'édifice est de 33,25 m, dont 22,00 m pour la nef ; 4,45 m pour la croisée du transept ; et 6,80 m pour le chœur. La nef mesure 7,95 m de largeur ; et le chœur 4,15 m dans la première travée, et 3,70 m dans la seconde travée. Le transept atteint une longueur de 15,50 m du nord au sud. La nef, le bas-côté et les croisillons du transept ne sont pas voûtés, et munis de plafonds lambrissés, avec une charpente partiellement apparente. Les murs gouttereaux de la nef ont 6,30 m de hauteur ; et ceux des croisillons, 8,00 m. La base du clocher est voûté d'ogives à une grande hauteur, soit 11,70 m, ce qui permet son éclairage direct par deux petites fenêtres côté est (tour-lanterne). La première travée du chœur, peu profonde, est voûtée en berceau. La seconde travée est voûtée d'arêtes. La hauteur du chœur sous les voûtes ne dépasse pas 6,05 m. L'on accède à l'église par le portail occidental de la nef, ou par le portail latéral nord, dans la seconde travée du bas-côté. La nef, les croisillons et le chœur possèdent des toitures à deux rampants, avec des pignons aux quatre points cardinaux. Le bas-côté est pourvu d'un toit en appentis prenant appui contre le mur gouttereau nord de la nef, qu'il dissimule entièrement.

### Intérieur

#### Nef et bas-côté

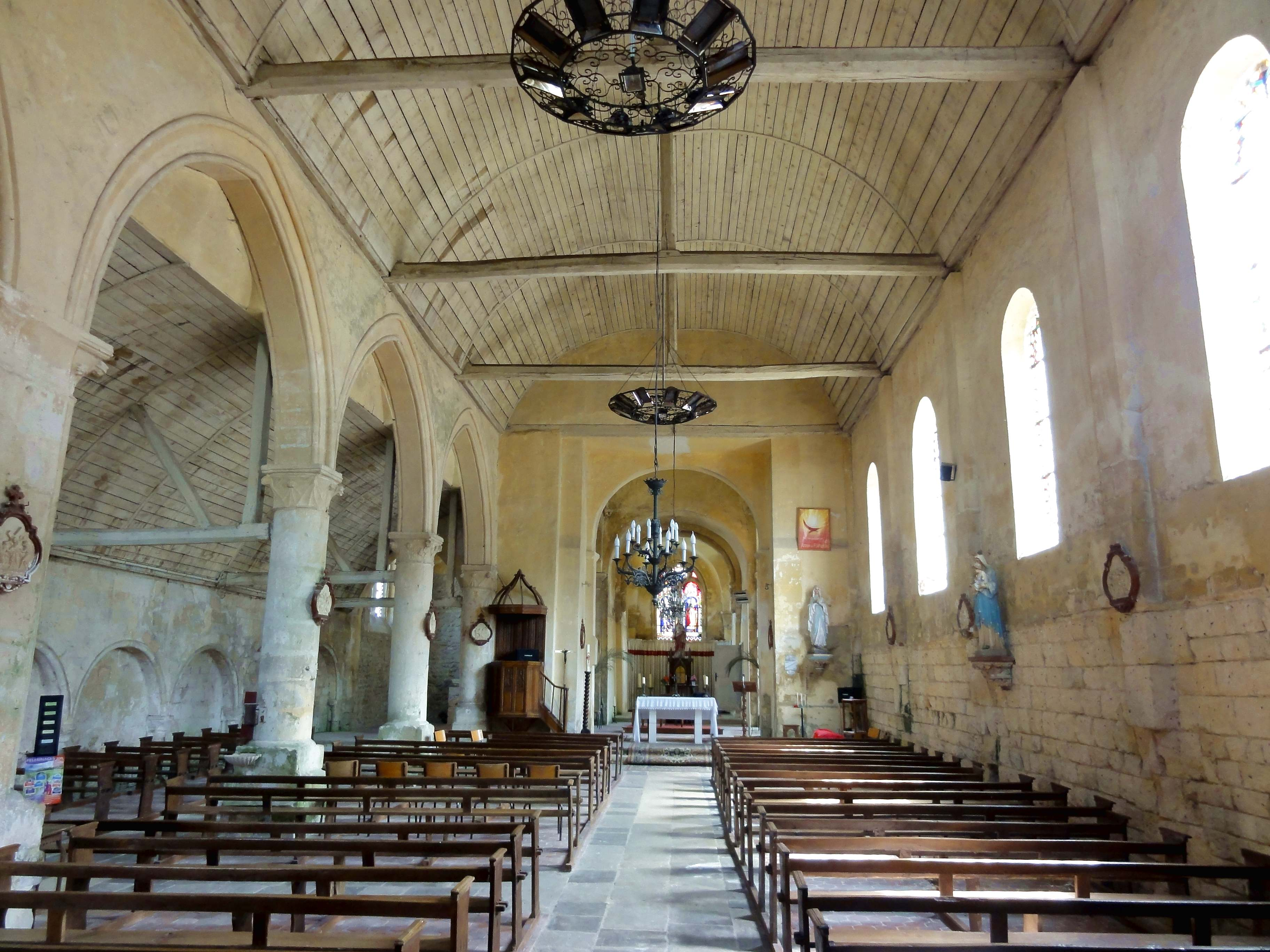
Vue vers l'est.

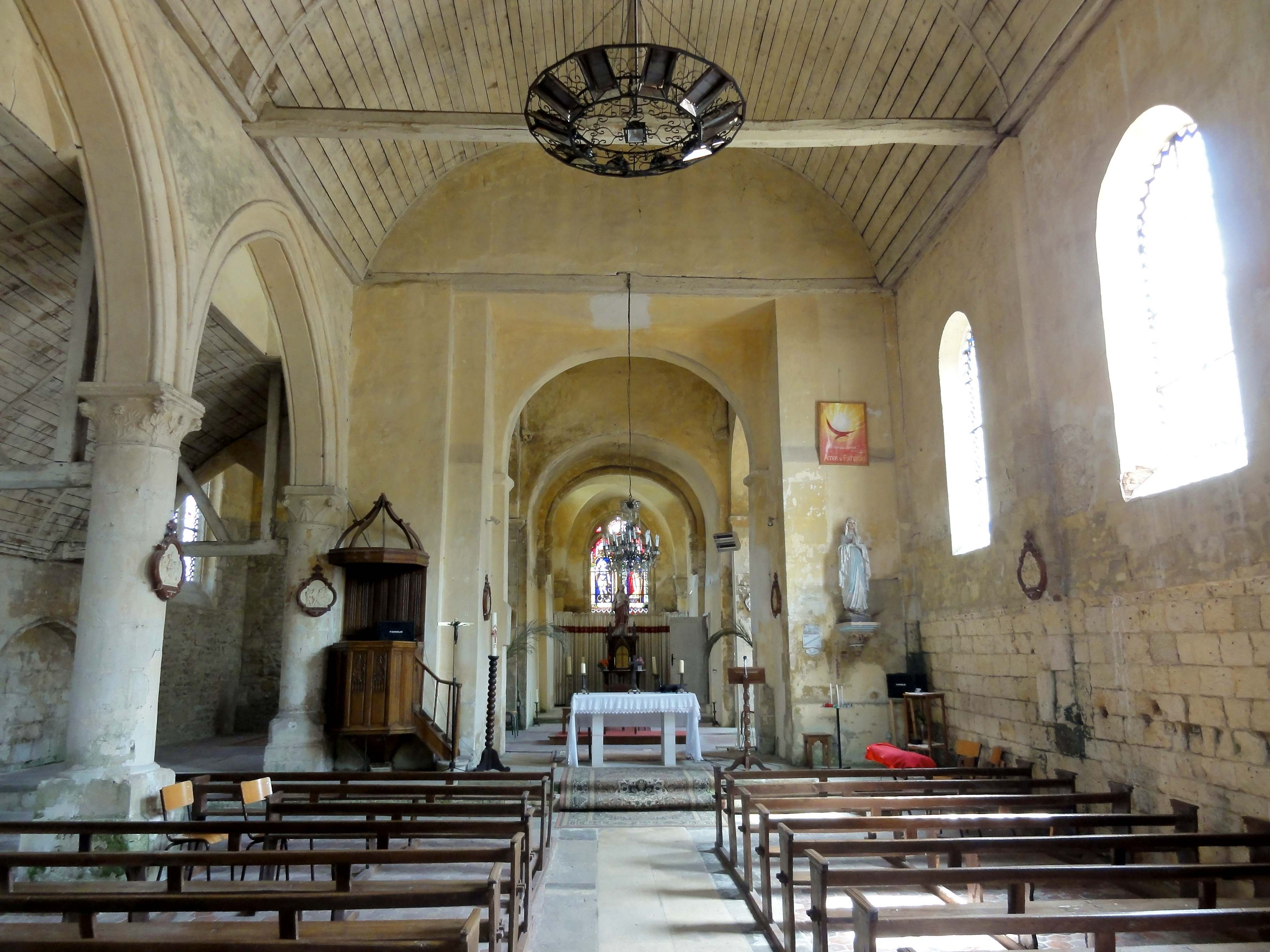
Vue vers l'est.

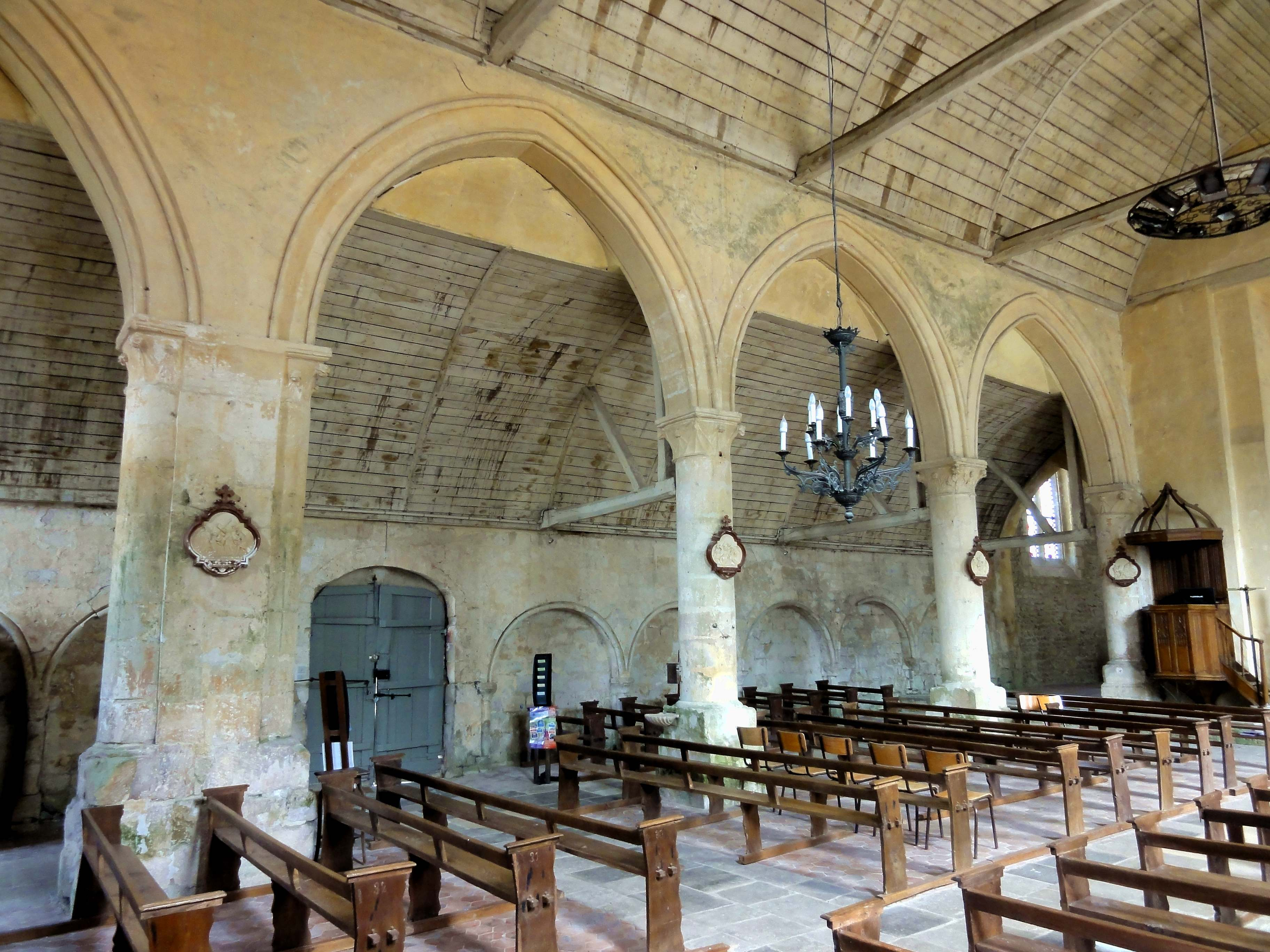
Grandes arcades.

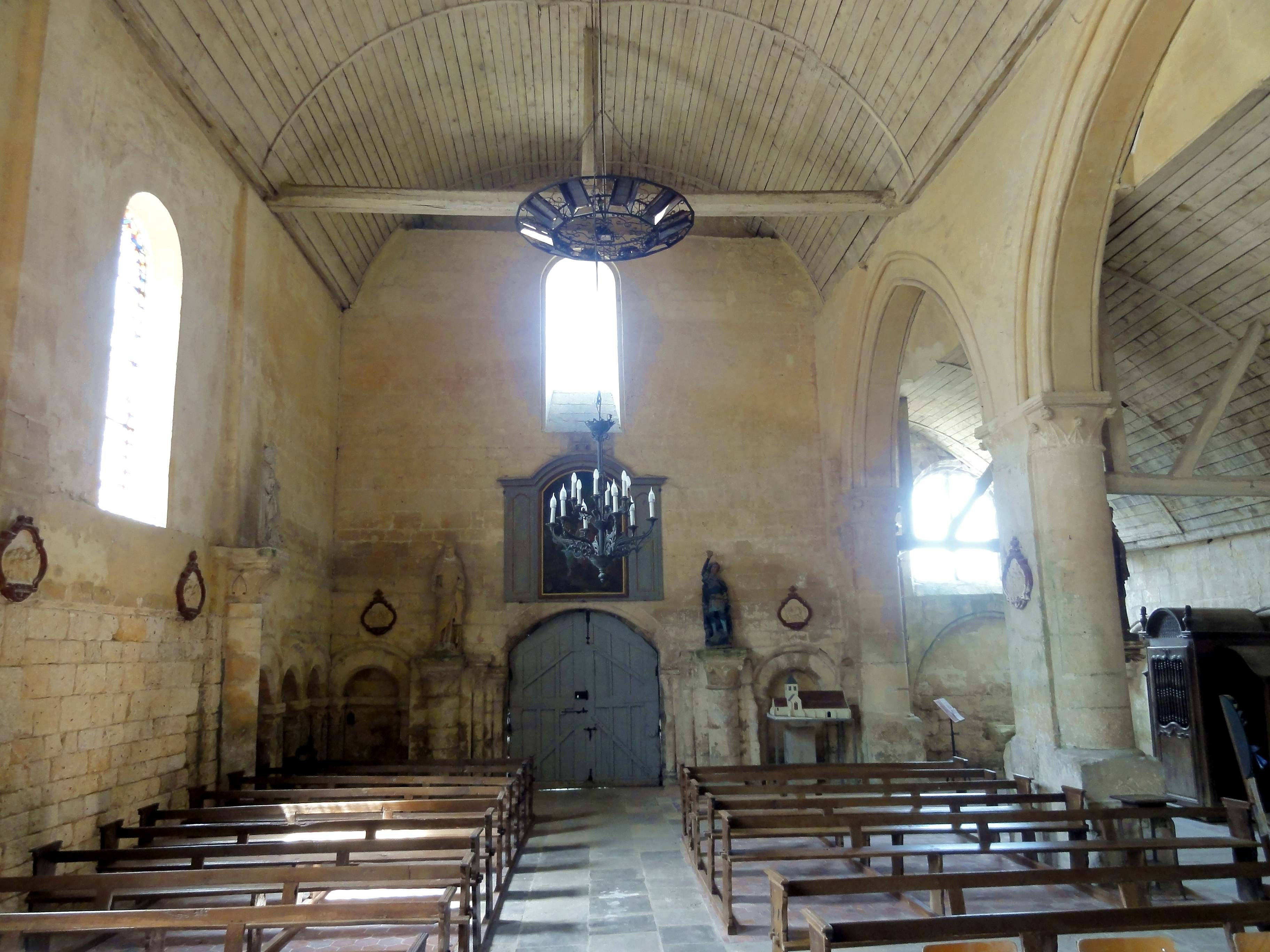
Vue vers l'ouest.

À l'intérieur, la nef ne correspond pas à ce qu'annonce la façade romane, car l'élément stylistique dominant sont les grandes arcades, purement gothiques. Sauf au niveau de la première travée (voir ci-dessous), le mur gouttereau sud est sans caractère, de même que ses fenêtres. On peut seulement noter la présence de pilastres au niveau des entraits de la charpente. Le plafond lambrissé en forme de berceau, avec quatre entraits et poinçons, ne renvoie pas à une époque spécifique, mais a cours pendant toute la période gothique. À la période classique, se répand l'usage de couvrir les lambris de plâtre pour suggérer une voûte, comme à Béthancourt-en-Valois, Béthisy-Saint-Martin, Boran-sur-Oise, Cauffry, Nogent-sur-Oise, Rully, Saint-Vaast-de-Longmont etc. ; et au XIXe siècle, se développe une prédilection pour les fausses voûtes d'ogives, comme on peut en voire à Ansacq, Balagny-sur-Thérain, Beaumont-sur-Oise, Breuil-le-Vert, Clermont, Fitz-James, Néry, La Neuville-en-Hez, Nointel, Venette, etc. D'autres exemples de berceaux lambrissés existent encore à Bailleval, Heilles, Hodenc-en-Bray, Mogneville, Monchy-Saint-Éloi, Roberval, Saint-Martin-des-Champs (Paris). Ils ne sont pas nombreux dans la région. À côté des charpentes apparentes, les plafonds plats et des solutions intermédiaires, ils constituent l'une des formes de couverture au cas où le voûtement d'ogives ne peut être envisagé, que ce soit parce que les proportions de la nef n'y sont pas propices, ou parce que les moyens financiers ne sont pas suffisants, sachant que les nefs sont à la charge des paroissiens, tandis que les gros décimateurs doivent pourvoir aux frais de construction et d'entretien des chœurs. Malgré sa simplicité, ce type de plafond est donc appréciable pour son authenticité et son absence de prétention. Comparé au voûtement d'ogives, il n'a pas seulement l'avantage d'être plus économique, mais apporte aussi une hauteur sous plafond plus importante avec une hauteur des murs gouttereaux égale.
Les grandes arcades sont au nombre de quatre, alors que l'élévation méridionale extérieur suggère cinq travées, avec une première travée sans fenêtre, puis quatre fenêtres. Les arcades ne sont donc pas axées sur les fenêtres. Elles ont sinon la particularité d'occuper toute la hauteur de l'élévation septentrionale, comme dans certaines autres nefs à bas-côté unique d'origine romane, dont Bailleval, Courcelles-sur-Viosne, Duvy, Nointel, Ully-Saint-Georges. Plus que l'arc brisé, qui apparaît dans la région peu avant 1130, ce sont la modénature et la sculpture des chapiteaux qui indiquent l'époque de construction. Le profil est d'un mince tore pour le rouleau supérieur, et un méplat entre deux minces tores pour l'intrados. On le retrouve exactement sur les grandes arcades du sud de Nointel. Ce n'est qu'une variante de l'un des profils les plus répandus de la première période gothique, avec une réduction importante du diamètre des tores. Les tailloirs carrés sont de très faible hauteur, et profilés d'une plate-bande et d'un boudin. Les corbeilles des chapiteaux sont de plan circulaire, tant en haut qu'en bas, et sculptées de feuilles striées aux extrémités recourbées en crochets, sauf sur le chapiteau du dernier pilier libre, où l'on voit des feuilles d'une facture plus naturaliste. Au début et à la fin des grandes arcades, les chapiteaux sont engagés, mais aussi autour du premier pilier libre, qui comporte deux demi-colonnes adossées à un massif de maçonnerie. Les deux autres piliers libres sont monocylindriques, et appareillés en tambour. Les bases, extrêmement aplaties, sont flanquées de griffes végétales aux angles, ce qui indique une construction à la première période gothique. En tenant compte des chapiteaux, dont la stylisation des crochets et la forme arrondie des corbeilles annonce le style rayonnant, l'on peut conclure à une construction autour de 1220-1230. Restent à évoquer le revers de la façade ; et l'extrémité orientale de la nef, où l'arc triomphal en plein cintre, moitié moins large que la nef, s'insère entre les deux contreforts occidentaux du clocher, qui se retraitent une fois par un fruit. Sur le plan d'Eugène Woillez, paraît encore un passage berrichon vers le croisillon sud
La fenêtre en plein cintre en haut du mur occidental est assez grande et faiblement ébrasée, mais s'ouvre au-dessus d'un glacis pentu. Le portail paraît intérieurement comme étant en anse de panier. Ses claveaux sont moulurés d'un tore non dégagé, qui retombe sur deux colonnettes à chapiteaux. Cette décoration intérieure des portails constitue l'exception (un autre exemple étant Saint-Clair-sur-Epte). Encore plus curieuses sont les deux colonnettes identiques qui flanquent celles du portail, et les deux colonnettes à fort diamètre qui suivent ensuite. Dominique Vermand estime que ces colonnettes proviennent d'une ancienne tribune. Il y a aussi une forte colonnette à la limite entre la première travée et la partie plus ancienne de la nef. Dans toute la première travée, les parties basses des murs sont animées par des arcatures plaquées en plein cintre de 30 cm de profondeur. Il y en a une à droite et une à gauche du portail, et trois au sud. Leurs claveaux ne sont pas moulurés, et seulement chanfreinés.
Au sud, le claveau inférieur est partagé par deux arcatures voisines. Chacune est surmontée d'un bandeau doublement biseauté, et retombe sur les tailloirs carrés de colonnettes à chapiteaux. Entre deux arcatures contigües, la colonnette à chapiteau est partagée. Le profil des tailloirs se continue sur un bandeau sur le fond du mur. Les chapiteaux sont sculptés de feuilles plates et de volutes d'angle. Ils sont portés par des fûts monolhitiques, dont les bases sont posées sur une assise de pierres au-dessus du sol. Pour Eugène Woillez, cette première travée reste d'origine, mais Dominique Vermand a démontré qu'elle a été ajoutée après coup, avec la façade actuelle. Les arcatures datent donc des dernières années de la période romane. Sans être la règle, elles représentent une disposition fréquente dans les environs, et se rencontrent aussi à Cambronne-lès-Clermont, Rocquemont, Saint-Vaast-de-Longmont, Trumilly et Villers-Saint-Paul. La comparaison avec les arcatures plaquées du bas-côté permet de se rendre compte de sa date plus récente. Ici, elles sont plus larges ; moulurées d'un tore ; et les chapiteaux se rapprochent de ceux des grandes arcades. Seule l'arcade à gauche du portail latéral est en arc brisé. Les autres sont donc en plein cintre, ce qui ne s'explique guère. Il y a une arcade à l'ouest ; deux et demi à gauche du portail ; et quatre à droite du portail. La demi-arcade, qui se trouve tout au début du mur gouttereau, est une arcade d'un diamètre réduit de moitié, qui n'a pas de colonnette à chapiteau à l'intersection avec l'arcade suivante. À part ces arcatures, le bas-côté ne montre pas de particularités, si ce n'est la hauteur très faible de son mur gouttereau, et l'absence totale de fenêtres latérales, qui n'y semblent jamais avoir existé,.

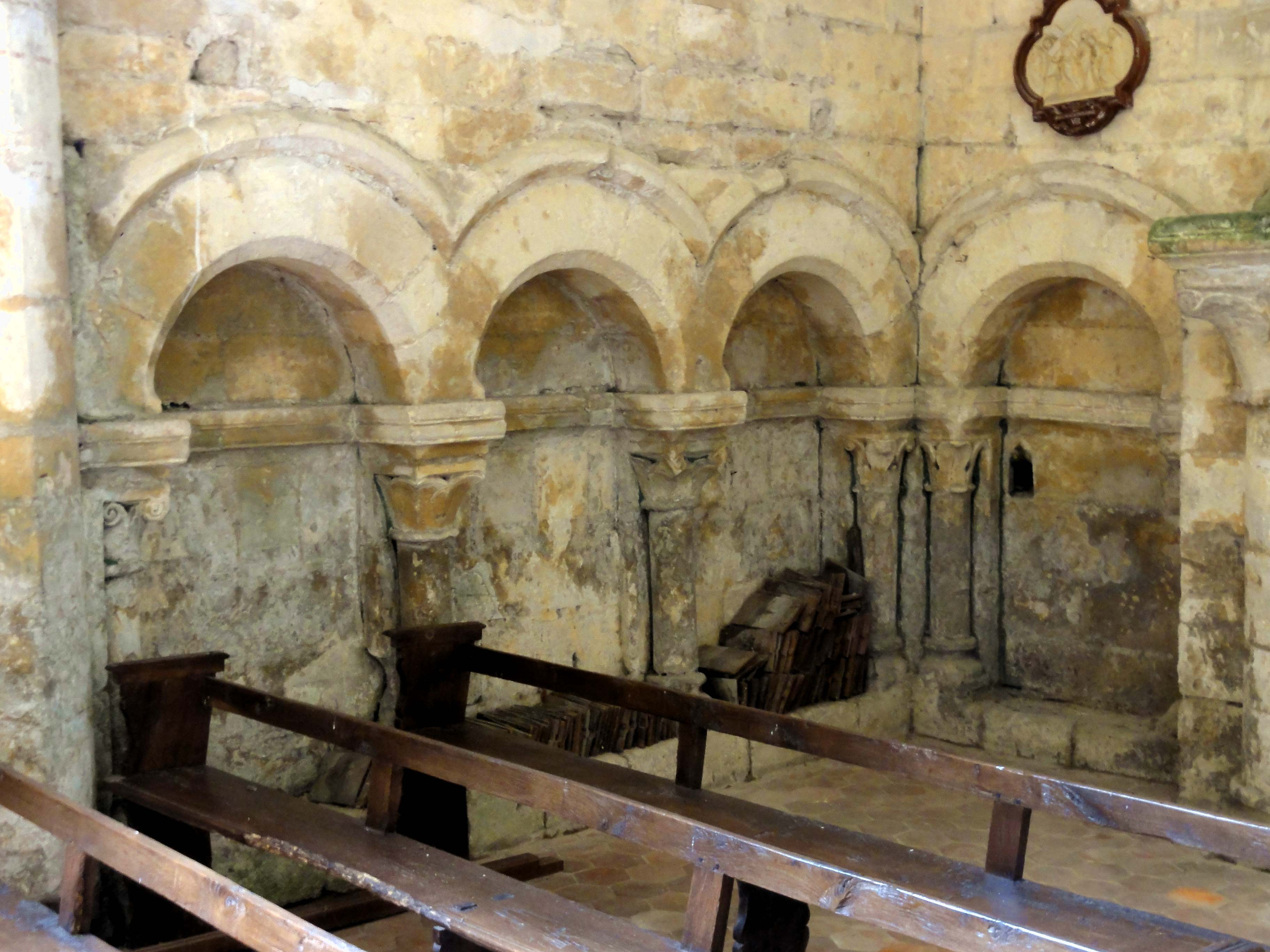
Arcatures plaquées de la nef.
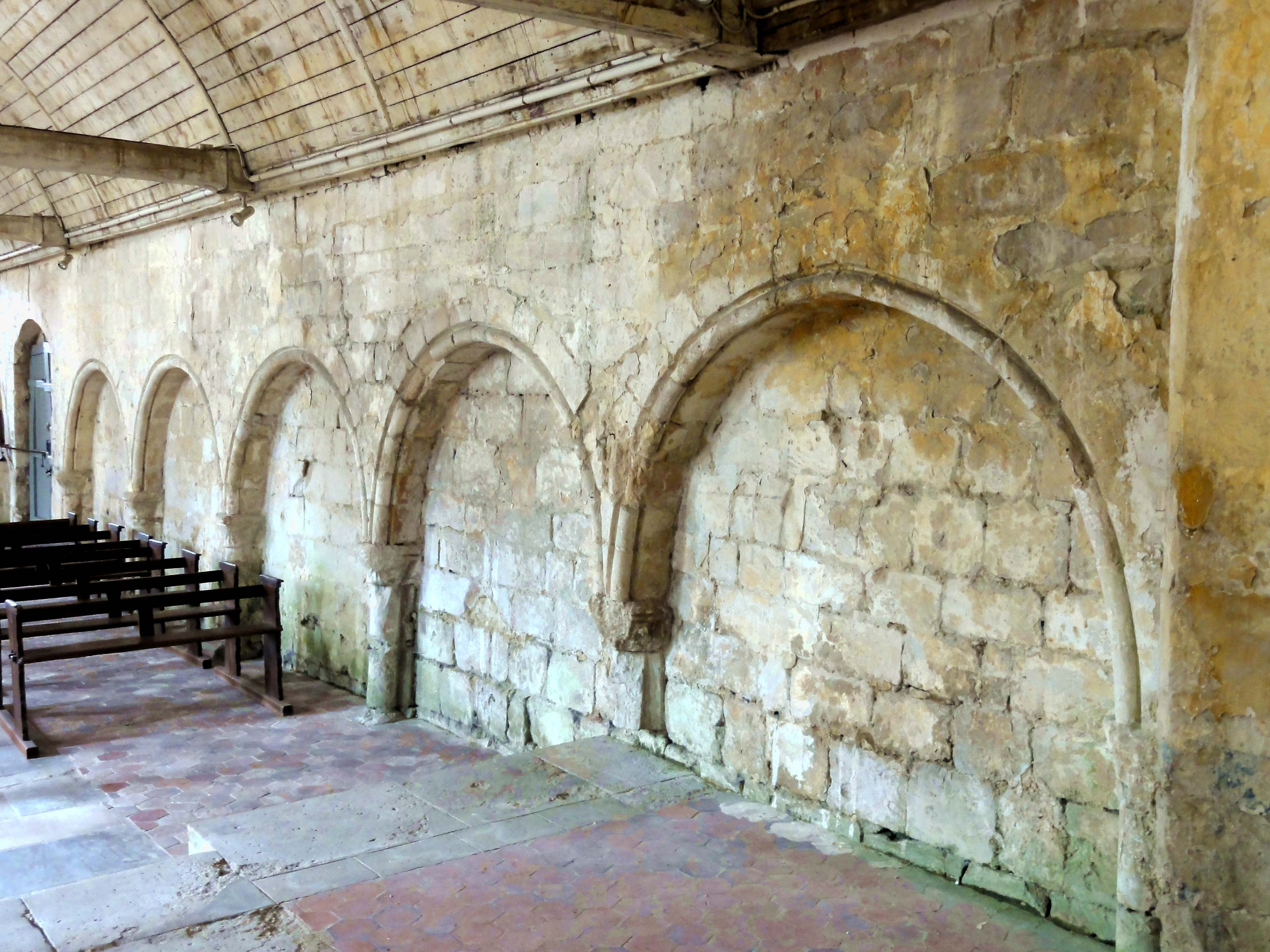
Arcatures plaquées du bas-côté.
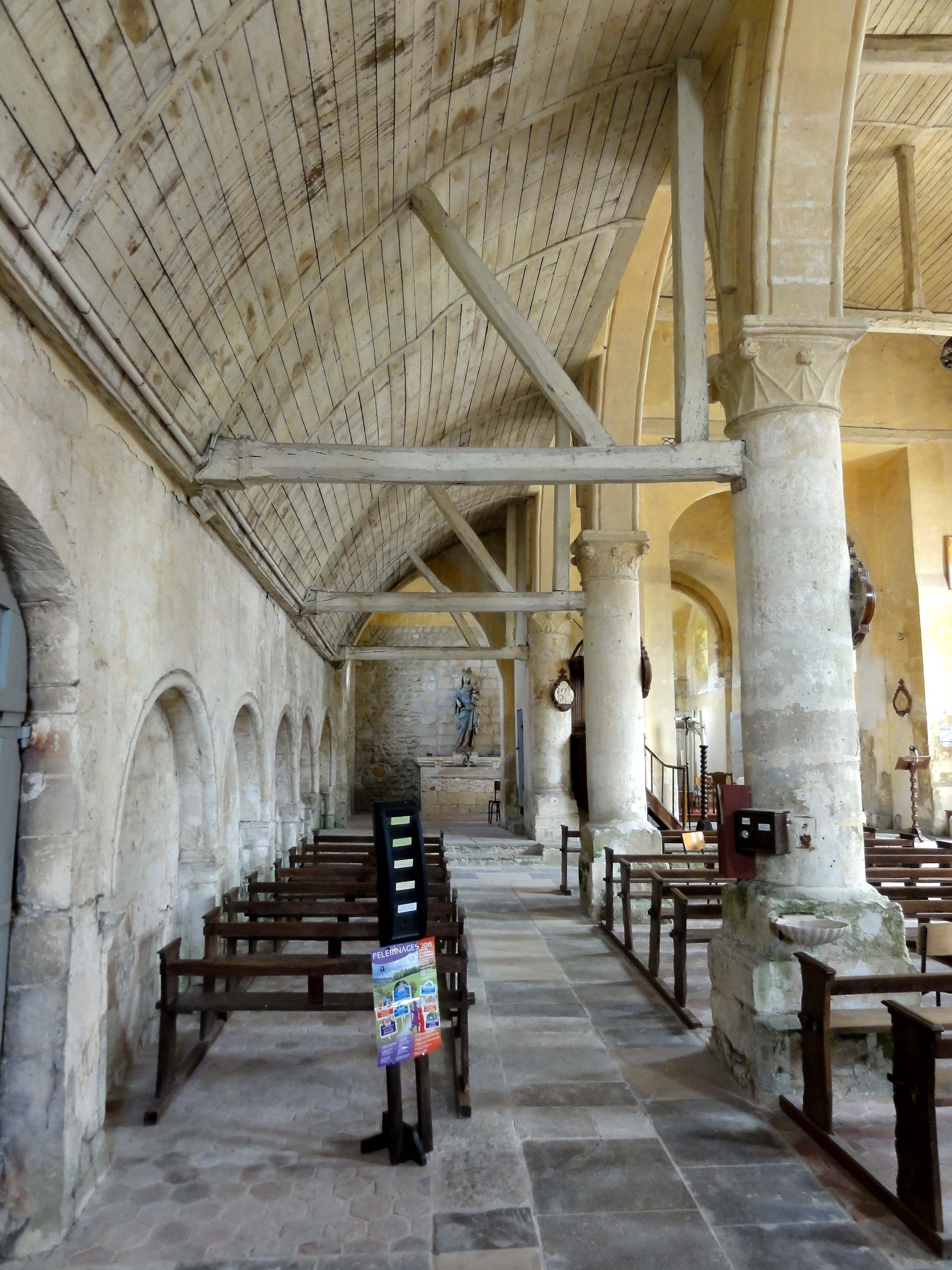
Bas-côté, vue vers l'est.
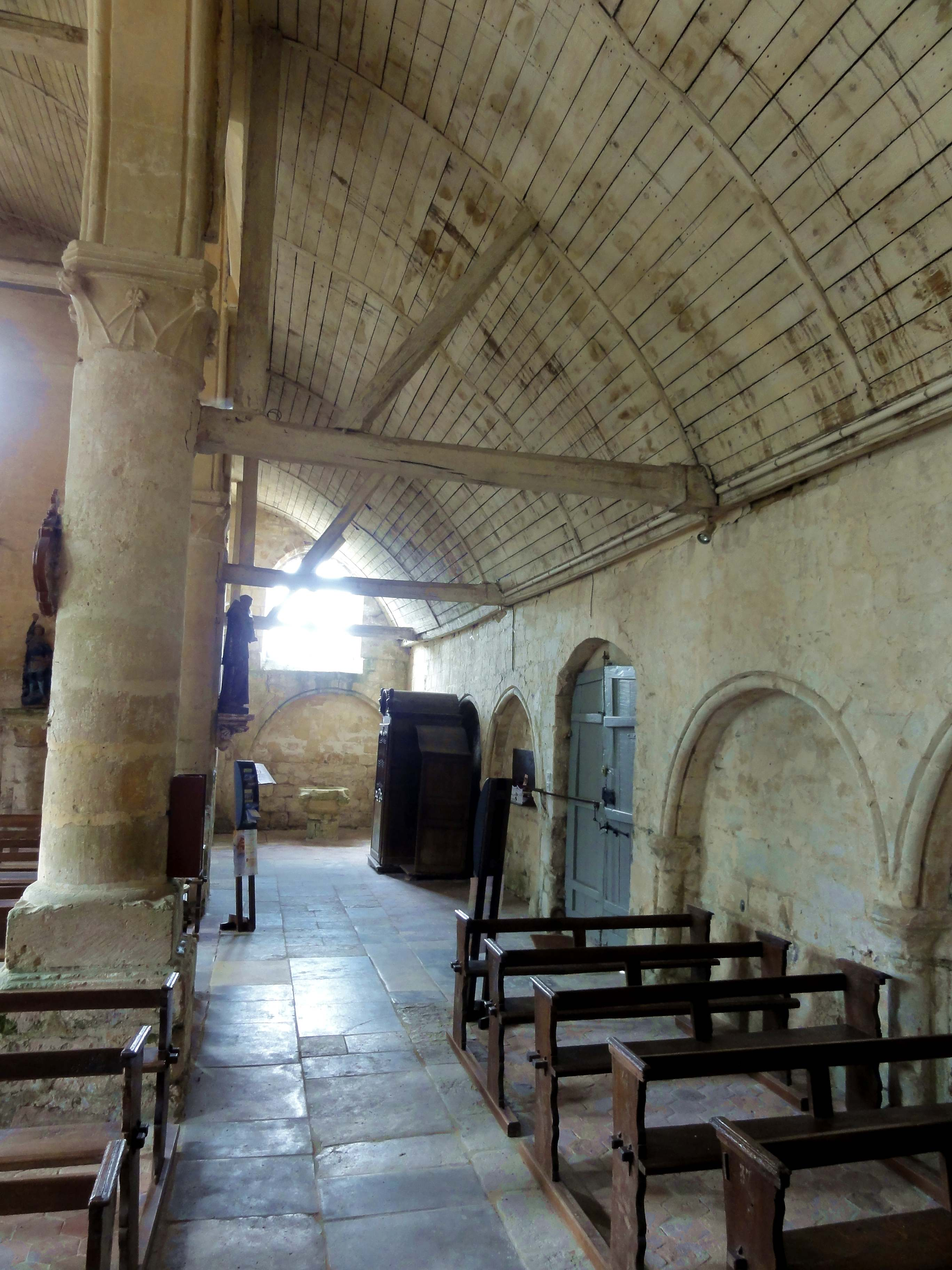
Bas-côté, vue vers l'ouest.
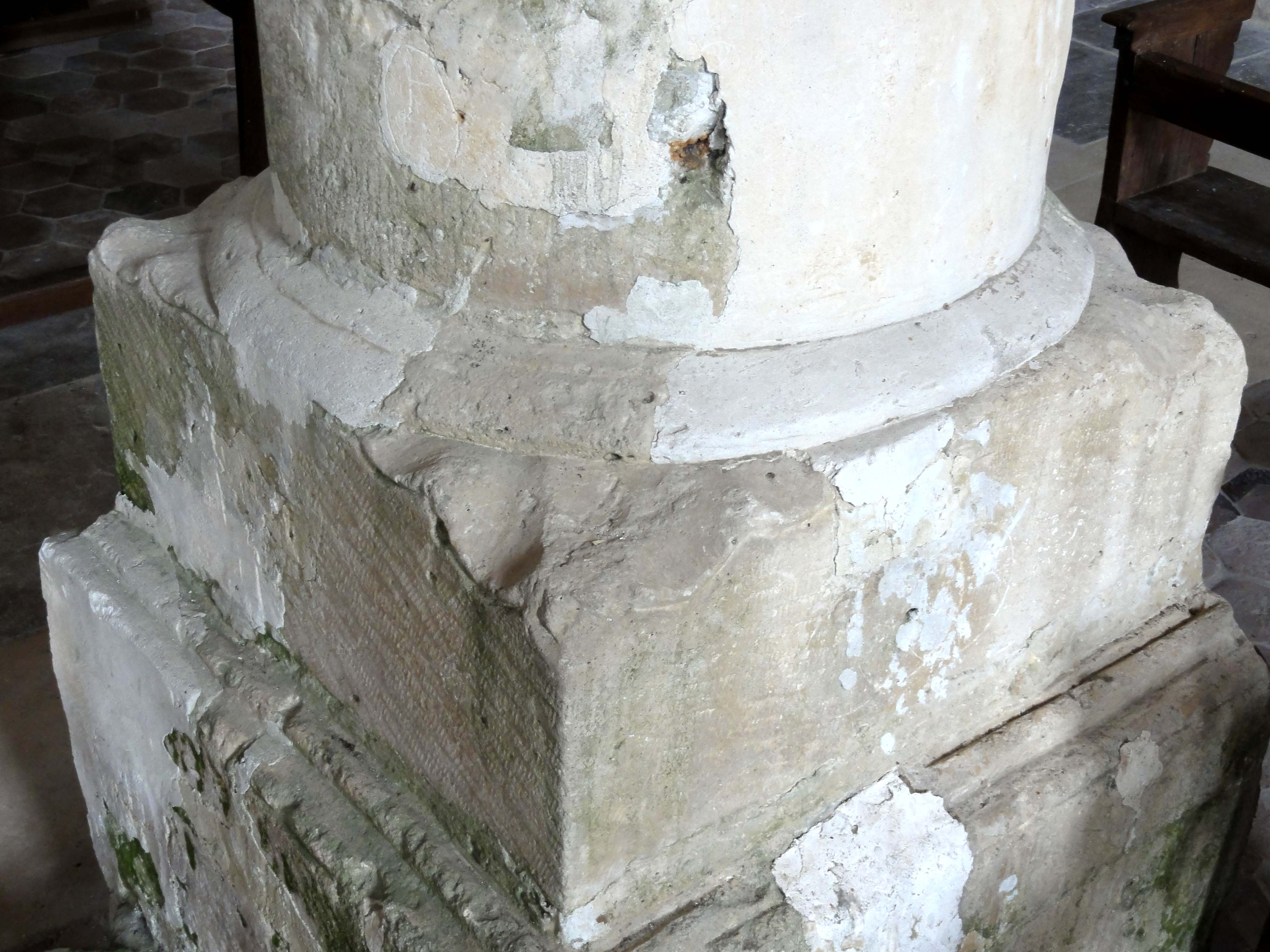
Base du 3e pilier libre des grandes arcades.
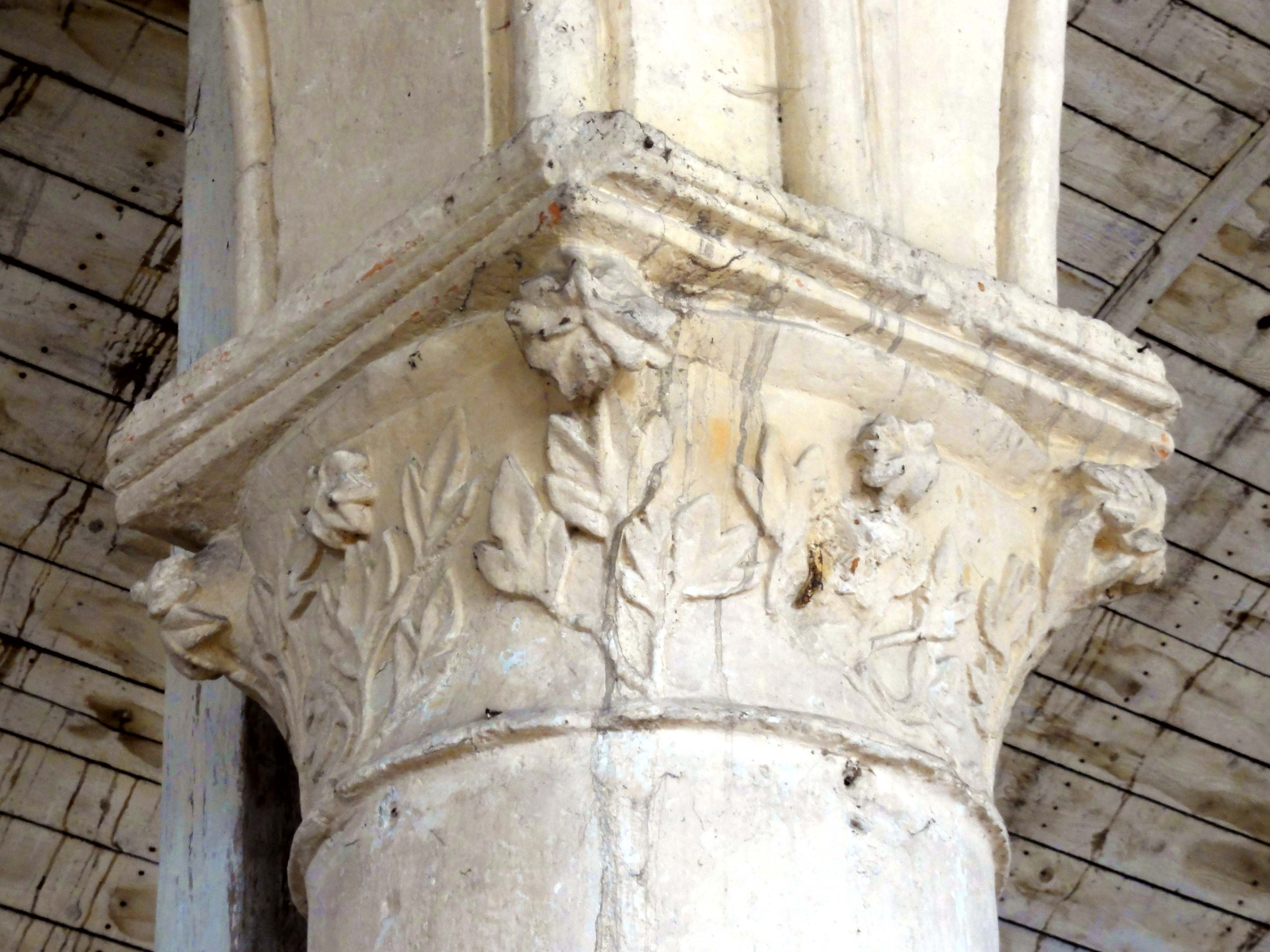
Chapiteau du même pilier.

#### Base du clocher

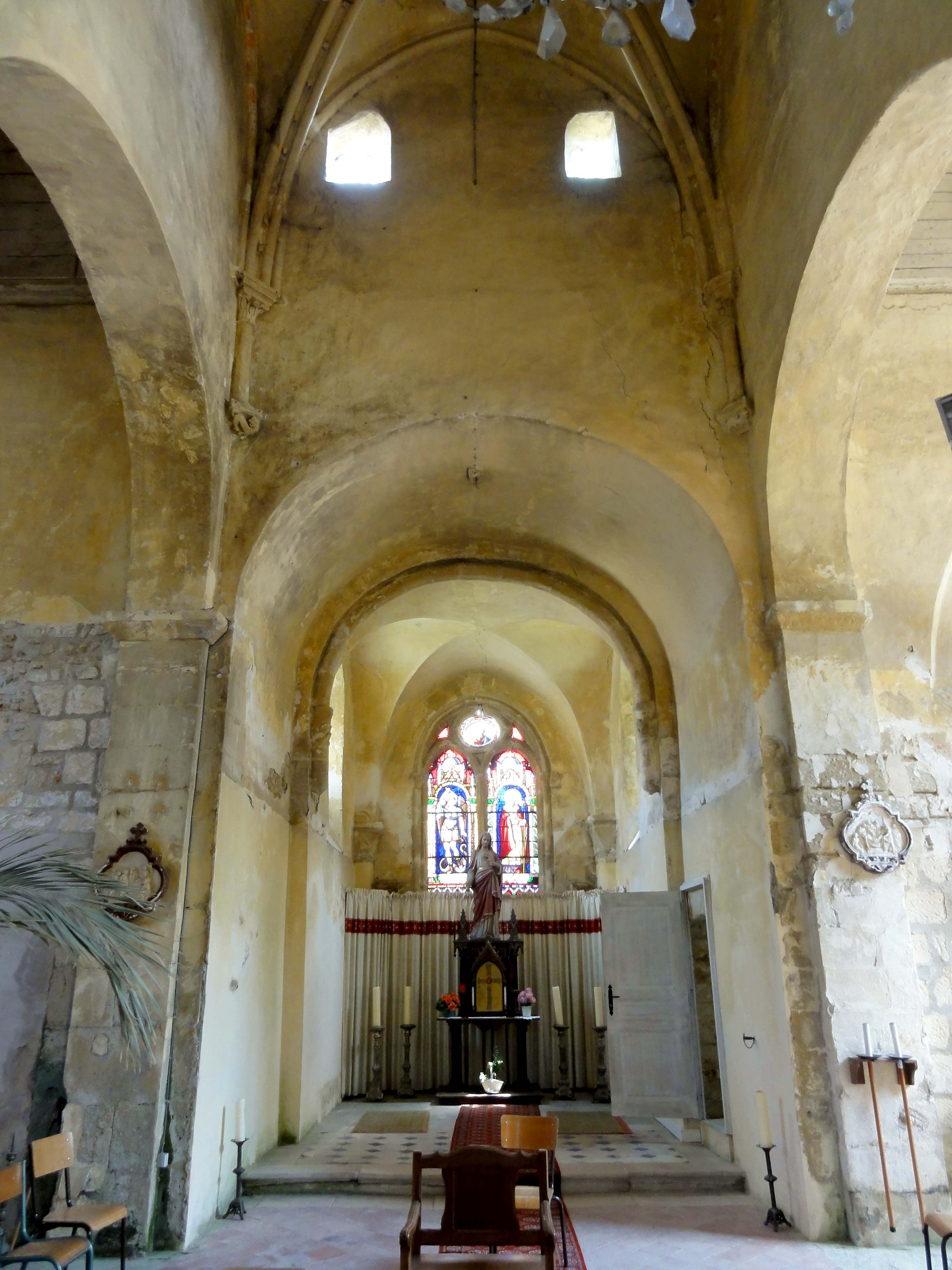
Vue vers l'est.

La base du clocher, en même temps croisée du transept, est plus élevée que les croisillons : on parle dans ce contexte d'un transept-bas. Elle est également plus élevée que le sanctuaire, et comporte, au-dessus de ses doubleaux, une partie formant lanterne : deux fenêtres font entrer le jour à l'est, près des angles, de part et d'autre du doubleau vers le chœur. Ces tours-lanternes sont d'influence normande autant que carolingienne, et sont rares dans la région : on ne peut guère citer que l'église Saint-Étienne de Beauvais, et l'abbatiale de Morienval. La voûte d'ogives actuelle n'est pas citée parmi les plus anciennes du département, et sa forme en tiers-point indique de toute façon une date pas beaucoup antérieure au milieu du XIIe siècle. Les ogives affichent le profil rare de deux tores flanquant une gorge (comme certains doubleaux de Saint-Martin-des-Champs, ou les ogives de la quatrième travée de Bouillancy, de la troisième travée de Crouy-en-Thelle, de la quatrième travée de Mareuil-sur-Ourcq et de la travée droite du chœur d'Auvers-sur-Oise), qui est garnie de perles régulièrement espacées, un peu comme à Saint-Germer-de-Fly. Des formerets toriques existent des quatre côtés. Ogives et formerets retombent ensemble sur de hauts tailloirs carrés, disposés obliquement dans les angles, et portés par de courtes colonnettes à chapiteaux reposant sur des culs-de-lampe. Les chapiteaux sont sculptés d'une feuille aux extrémités enroulées en crochets à chaque angle et au milieu de la face frontale. Dans chaque feuille, est découpée à jour une feuille de chêne, ce qui n'est pas sans originalité. Les fûts sont monolithiques. Les culs-de-lampe sont sculptés de monstres et de feuilles de chêne. L'austérité des quatre arcades autour de la croisée du transept contraste avec le soin extraordinaire apporté à la voûte. Elles sont en cintre légèrement surbaissé, et à arêtes vives.
À l'est, il n'y a pas d'arcade à proprement parler. La voûte en berceau de la première travée du chœur tient en même temps lieu d'arcade, et aucune moulure ne souligne l'entrée du sanctuaire. Les trois autres arcades retombent sur des impostes rustiques au profil d'une plate-bande et d'un chanfrein. Sur certains se distingue encore un décor géométrique gravé, comme à Cinqueux, Moussy, Rhuis et Saint-Maximin. En l'occurrence, il est constitué de triangles imbriqués. Sur les autres impostes, ce décor pourrait encore subsister sous les couches de badigeons successives. Dans les angles nord-ouest et sud-ouest, les impostes des arcades voisines se touchent. Ils reposent sur des pilastres nus.

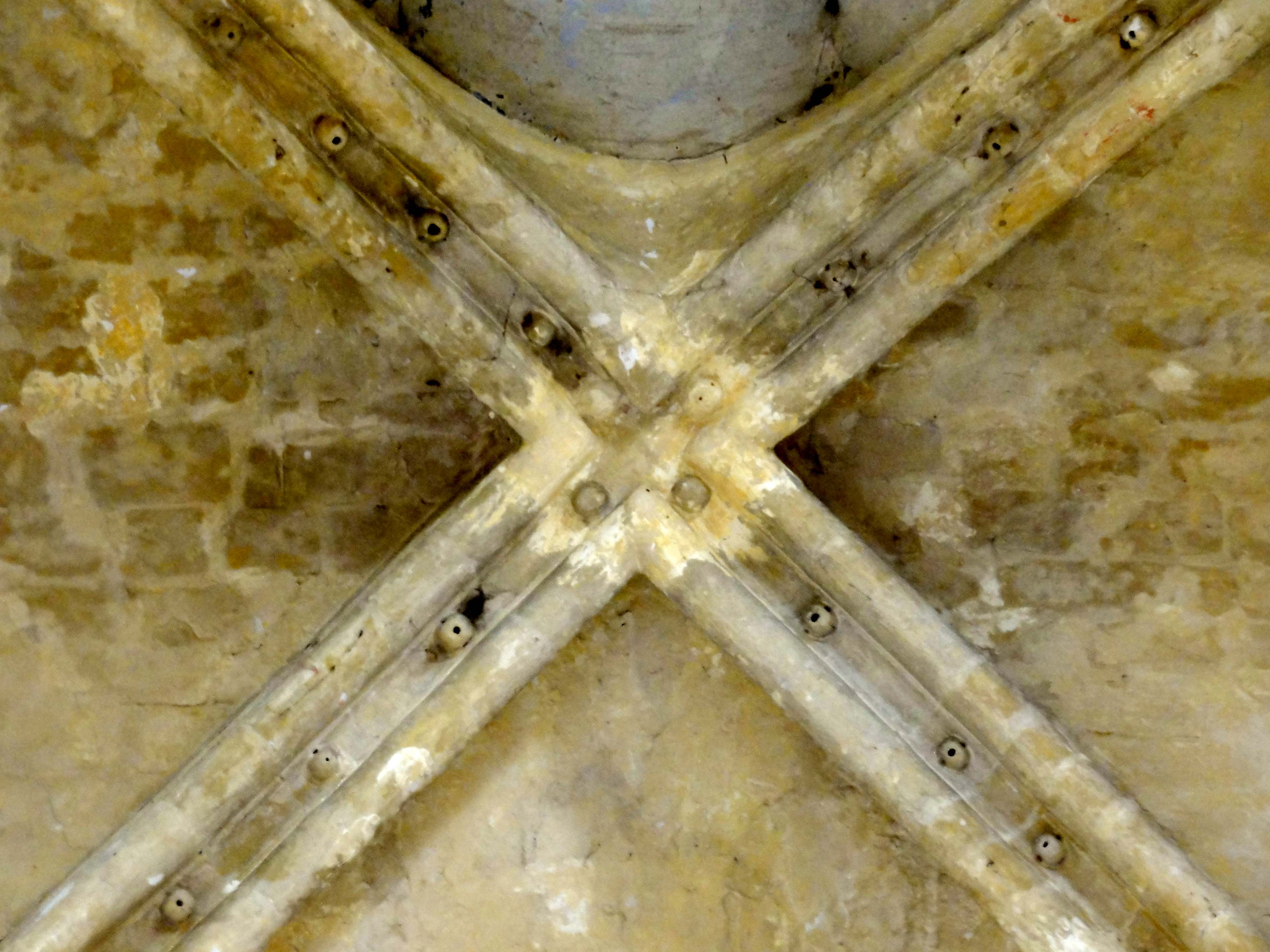
Clé de voûte.
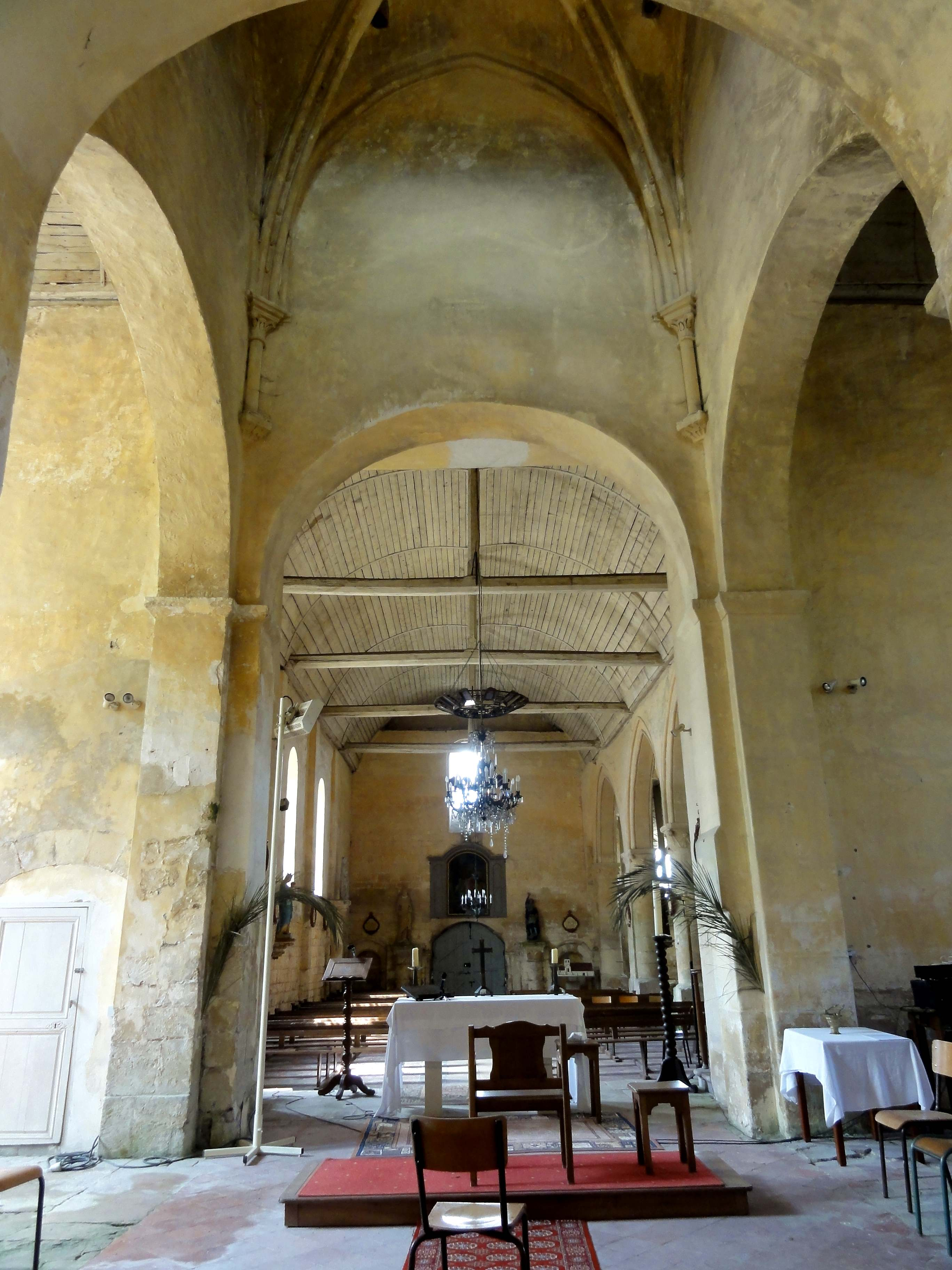
Vue vers l'ouest.
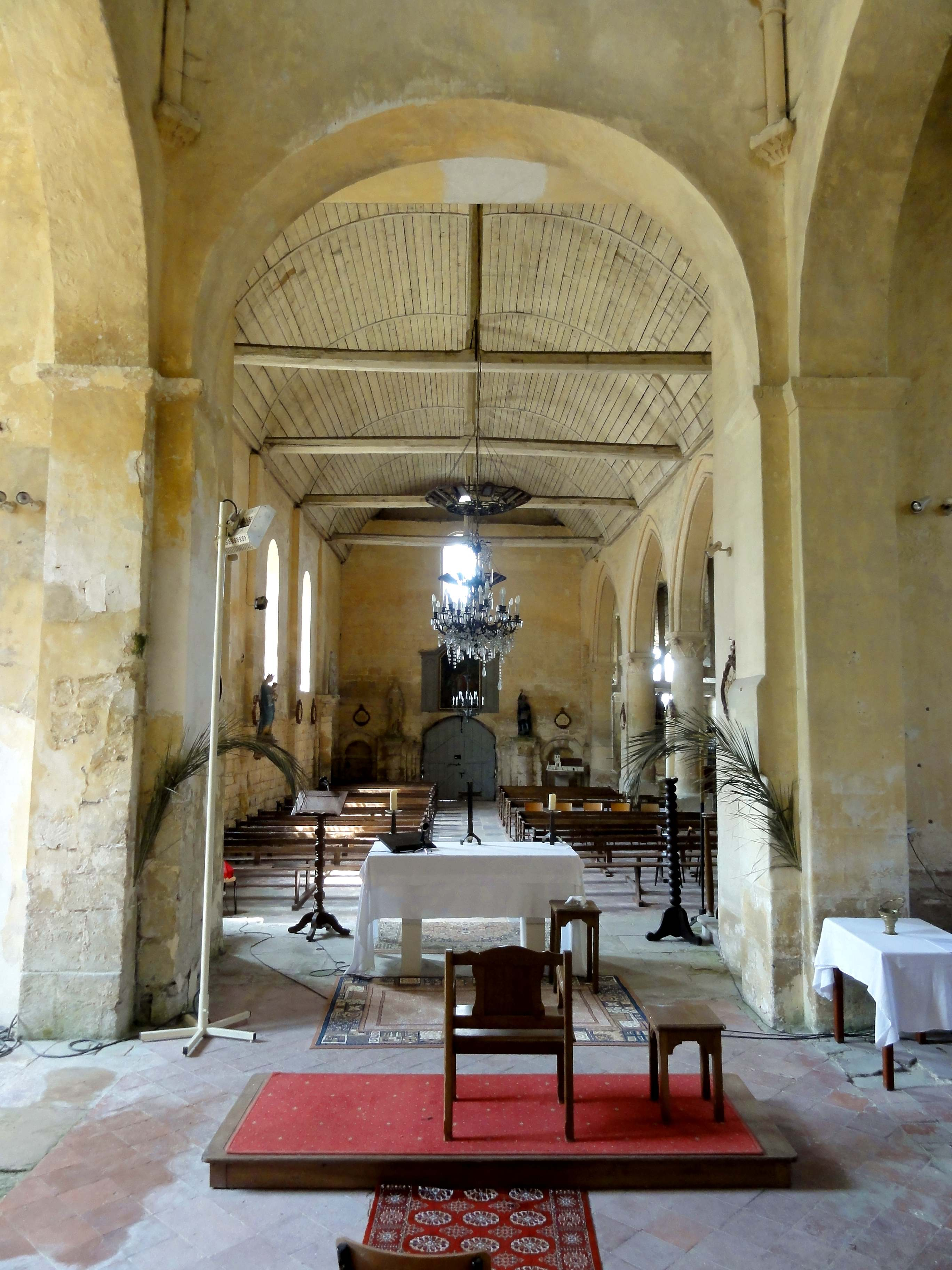
Vue vers l'ouest.
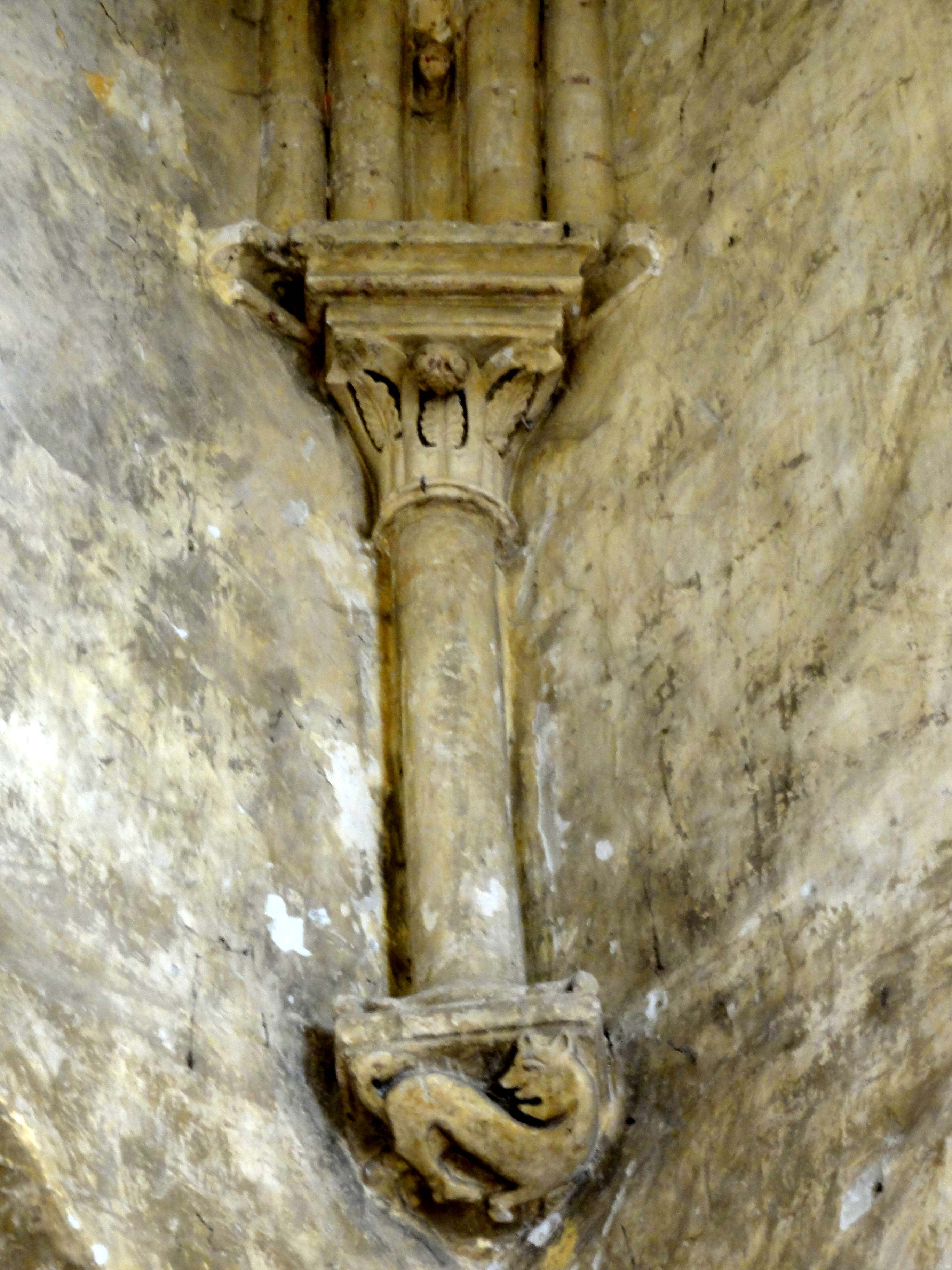
Colonnette à chapiteau.
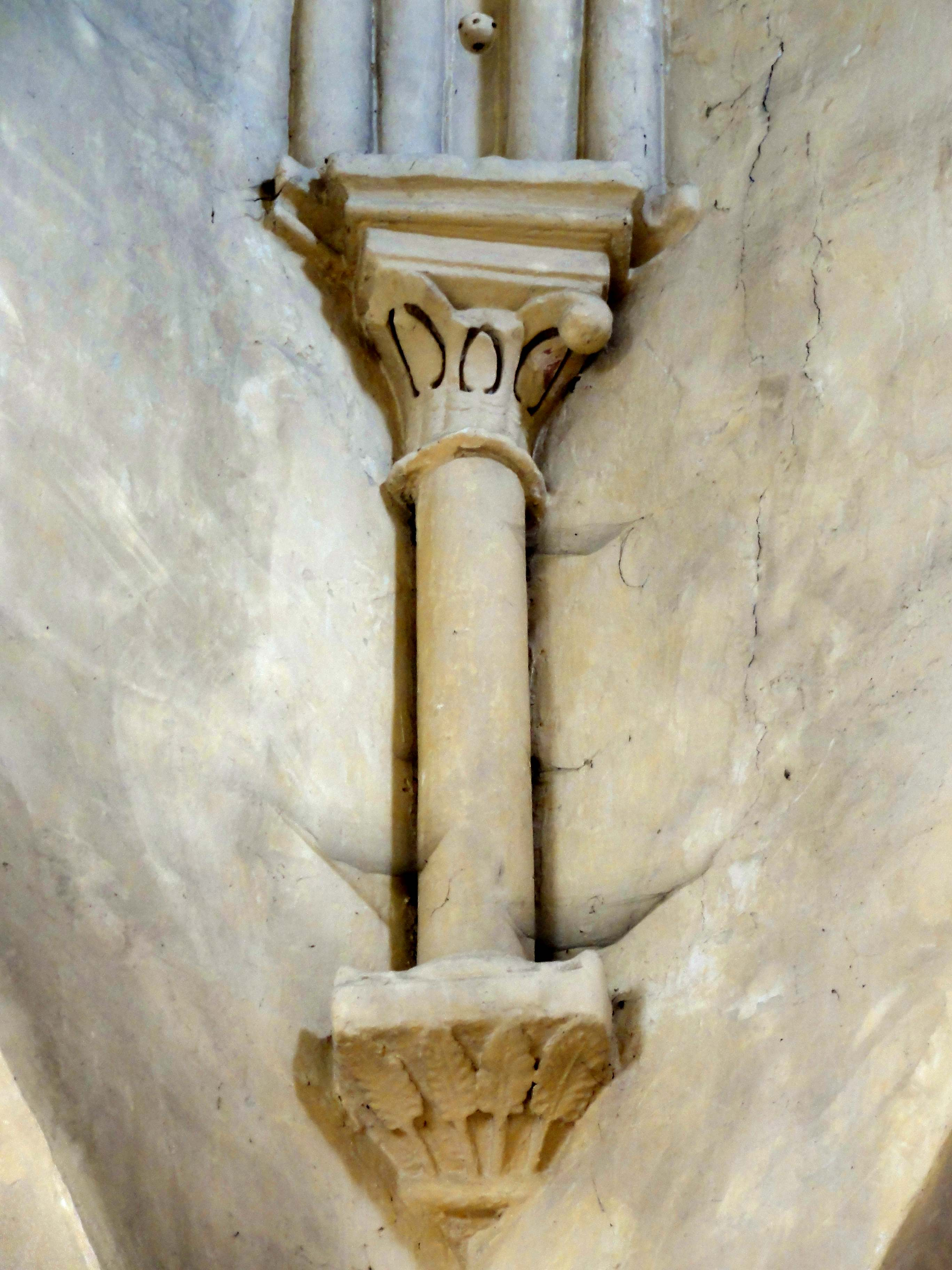
Colonnette à chapiteau.
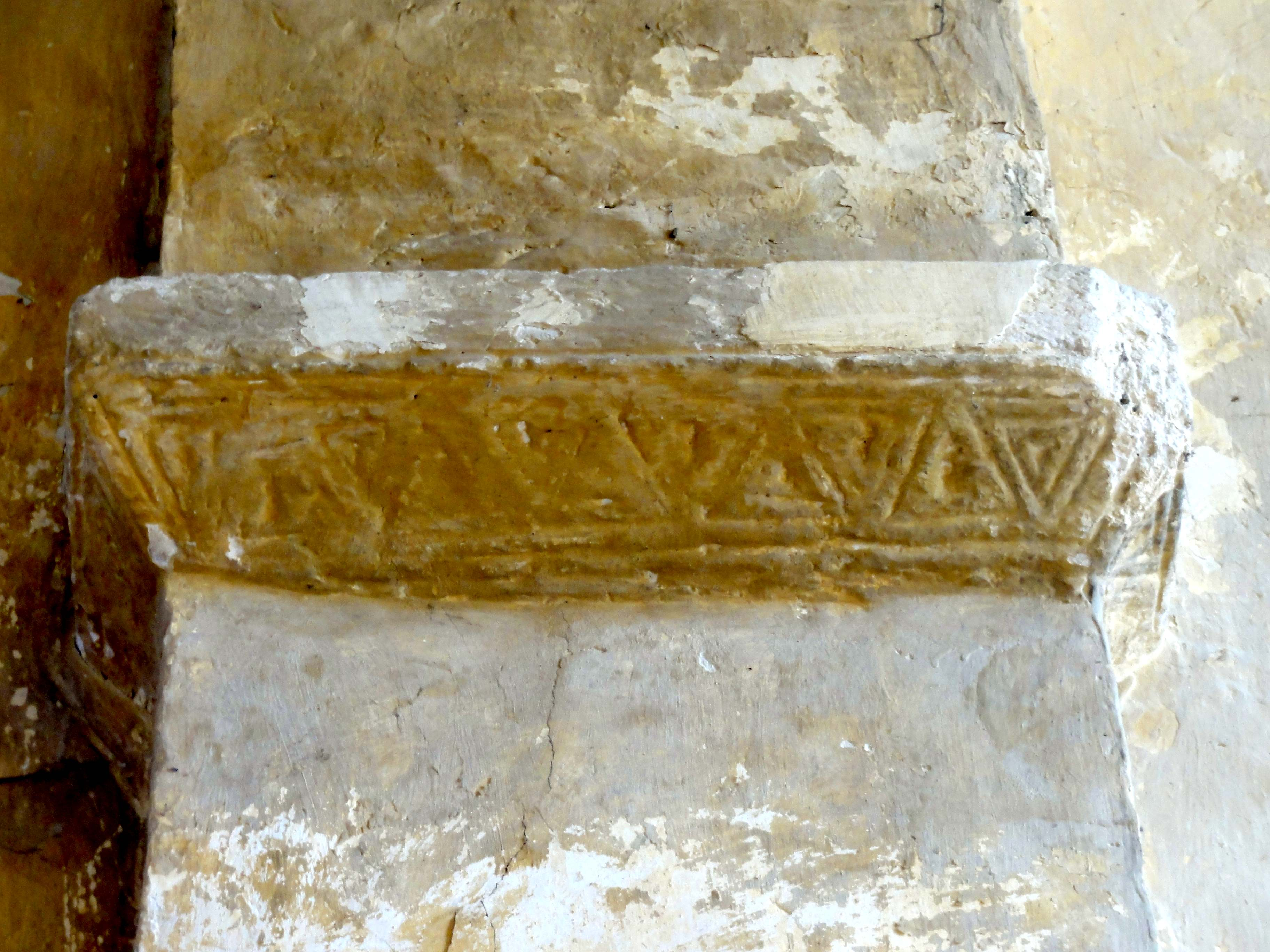
Imposte à décor géométrique.

#### Croisillons du transept

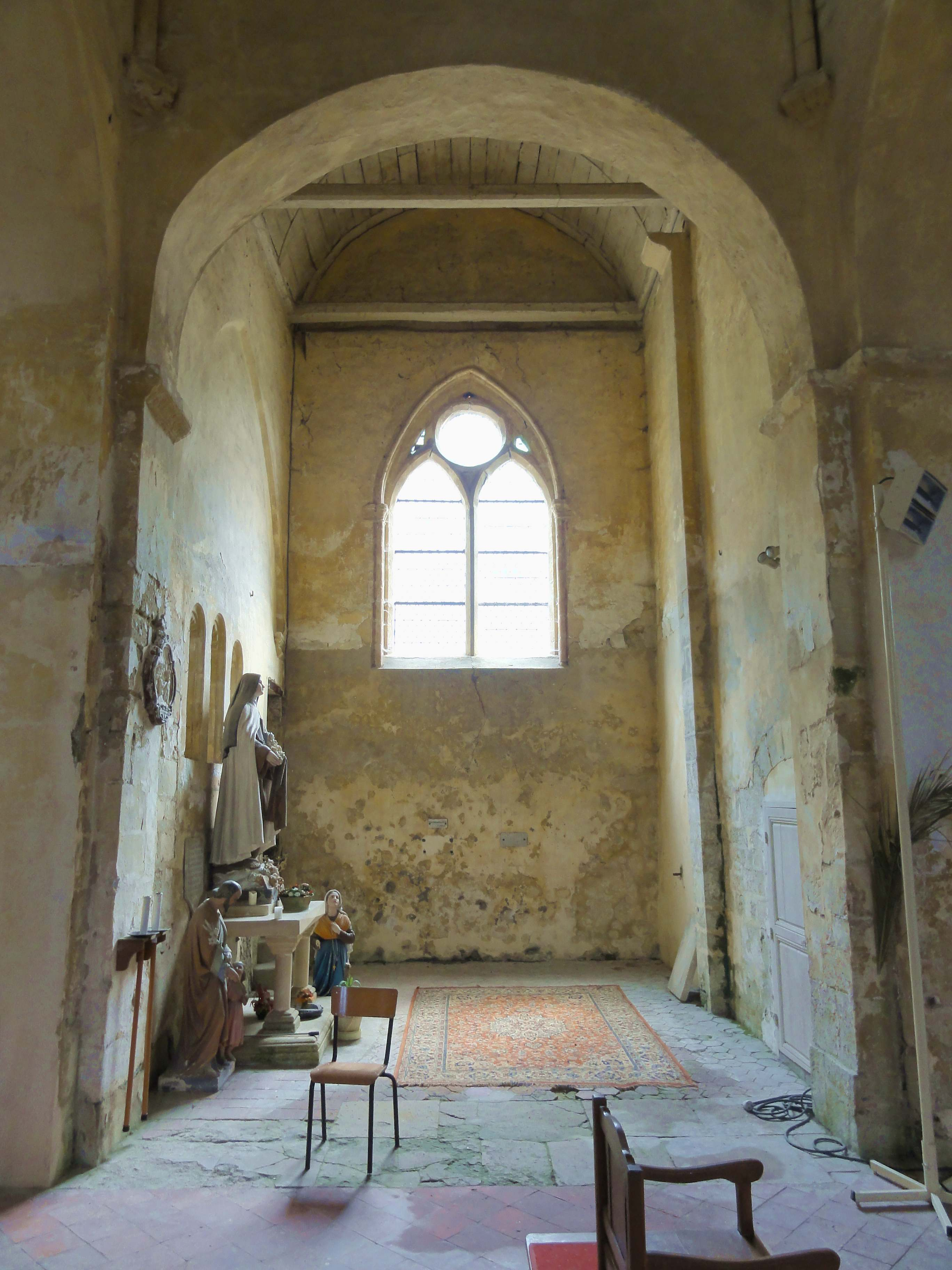
Croisée, vue vers le sud.

Les deux croisillons sont aujourd'hui très dépouillés. Ni l'un ni l'autre ne subsistent dans leur disposition d'origine. Au sud, la fenêtre a été refaite à la période rayonnante, comme en témoignent le tore qui l'entoure, avec des chapiteaux aux tailloirs octogonaux et aux corbeilles sculptées de feuilles polylobées, et le remplage de deux lancettes surmontées d'un oculus circulaire entre deux écoinçons ajourés. Comme particularité, il y a trois chapiteaux de chaque côté : celui du milieu est porté par le tore, tandis que les autres sont aux trois quarts engagés dans le mur. Les meneaux affectent une modénature chanfreinée, ce qui indique généralement une période avancée du XIIIe siècle ou le XIVe siècle, mais peut aussi bien traduire un souci d'économie, qu'une réfection tardive. Au nord, la fenêtre a seulement été refaite à la période flamboyante. Elle est entourée d'une gorge, et munie d'un réseau de deux lancettes terminées en accolade, surmontées d'un soufflet et de deux étroites mouchettes, actuellement bouchées. Les meneaux affectent la même modénature chanfreinée aigüe qu'au sud. À droite de la fenêtre, l'on observe la moitié droite d'une petite baie en plein cintre bouchée, qui se situe à un niveau inhabituellement bas par rapport à la hauteur de la travée. On ne peut pas en déduire la disposition primitive des fenêtres. Ce qui paraît certain, est l'existence ancienne d'absidioles ou chapelles orientées. Dans le croisillon nord, l'arcade en plein cintre bouchée, assez étroite, en constitue un vestige. (En face, l'arcade vers le bas-côté est en tiers-point, et a les arêtes chanfreinées).
Dans le croisillon sud, la haute et large arcade en tiers-point, également bouchée, montre que l'absidiole a été remplacée par une chapelle plus grande à la période gothique, disparue à son tour. L'arcade n'était pas moulurée, et simplement chanfreinée, et retombait à droite sur un tailloir sculpté de fleurs à cinq pétales. Ce remaniement pourrait remonter à la même époque que la construction de la voûte d'ogives sous la base du clocher. Trois niches à statues terminées en coquille Saint-Jacques et une petite piscine sont ménagées dans le mur qui bouche l'arcade. C'est donc vraisemblablement dès la Renaissance que la chapelle a été supprimée, ou transformée en sacristie (qui occupe actuellement son emplacement). 
Quant aux plafonds, ils sont analogues à ceux de la nef. Rien ne permet de dire si les lambris se substituent à d'anciennes voûtes en berceau. La fonction du pilastre sommé d'une console à l'ouest du croisillon sud n'est pas claire. Les croisillons voûtés en berceau sont rares dans la région (des exemples existent à Banthelu, Champlieu (églises ruinées), Moussy et Santeuil). Tout aussi rares sont les croisillons non voûtés.

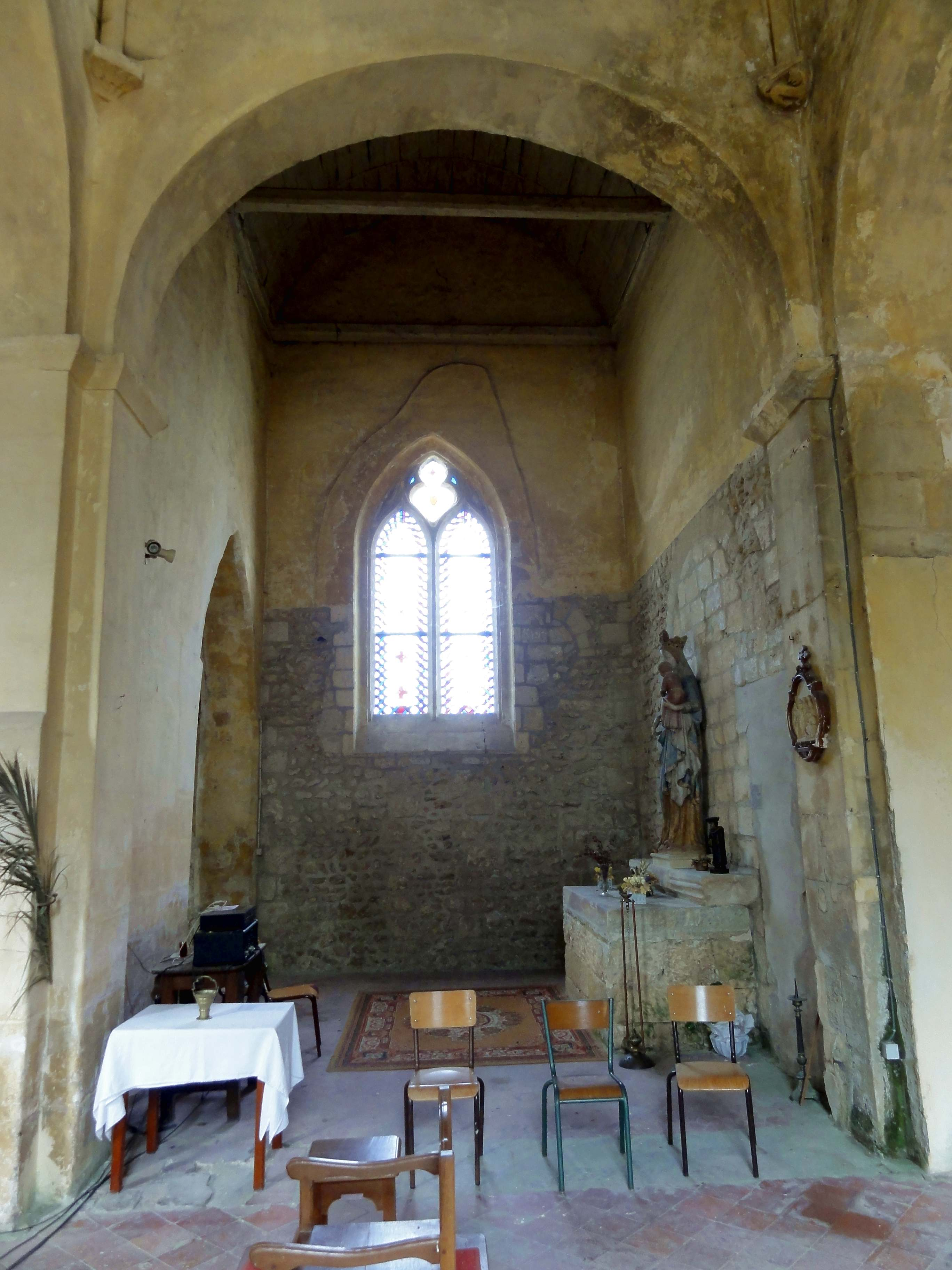
Croisée, vue vers le nord.
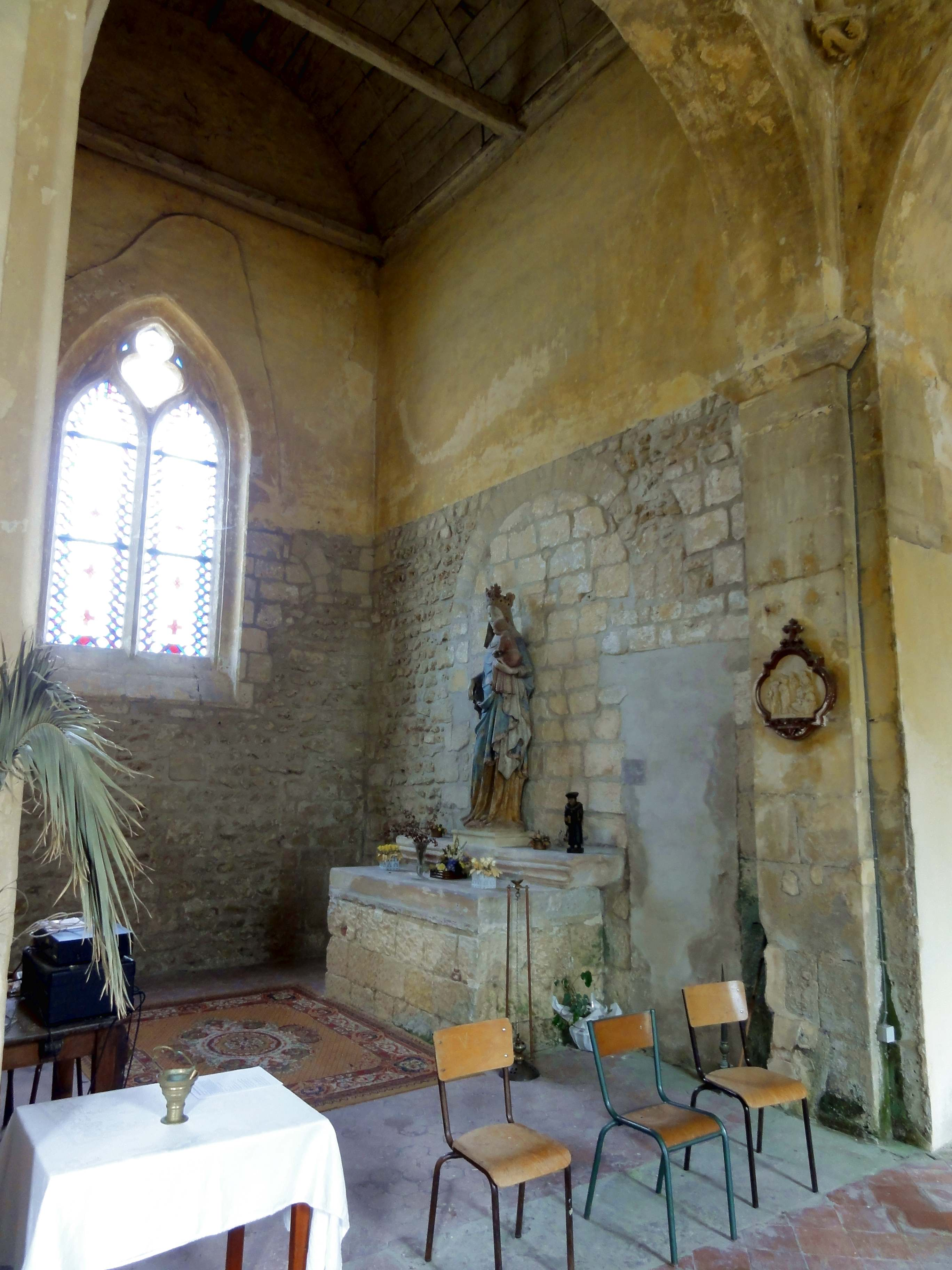
Croisillon nord, vue vers le nord-est.
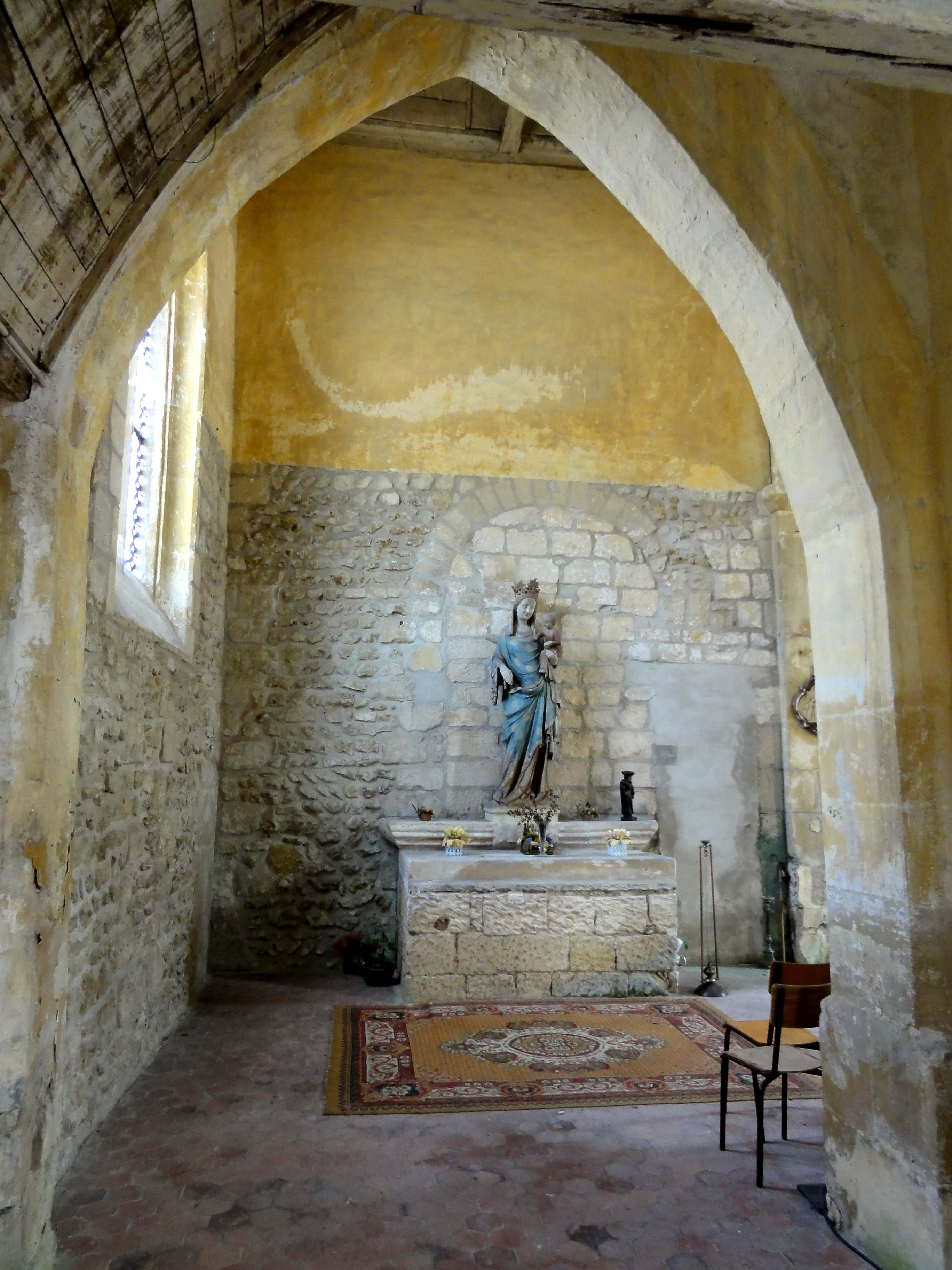
Bas-côté nord, vue dans le croisillon.
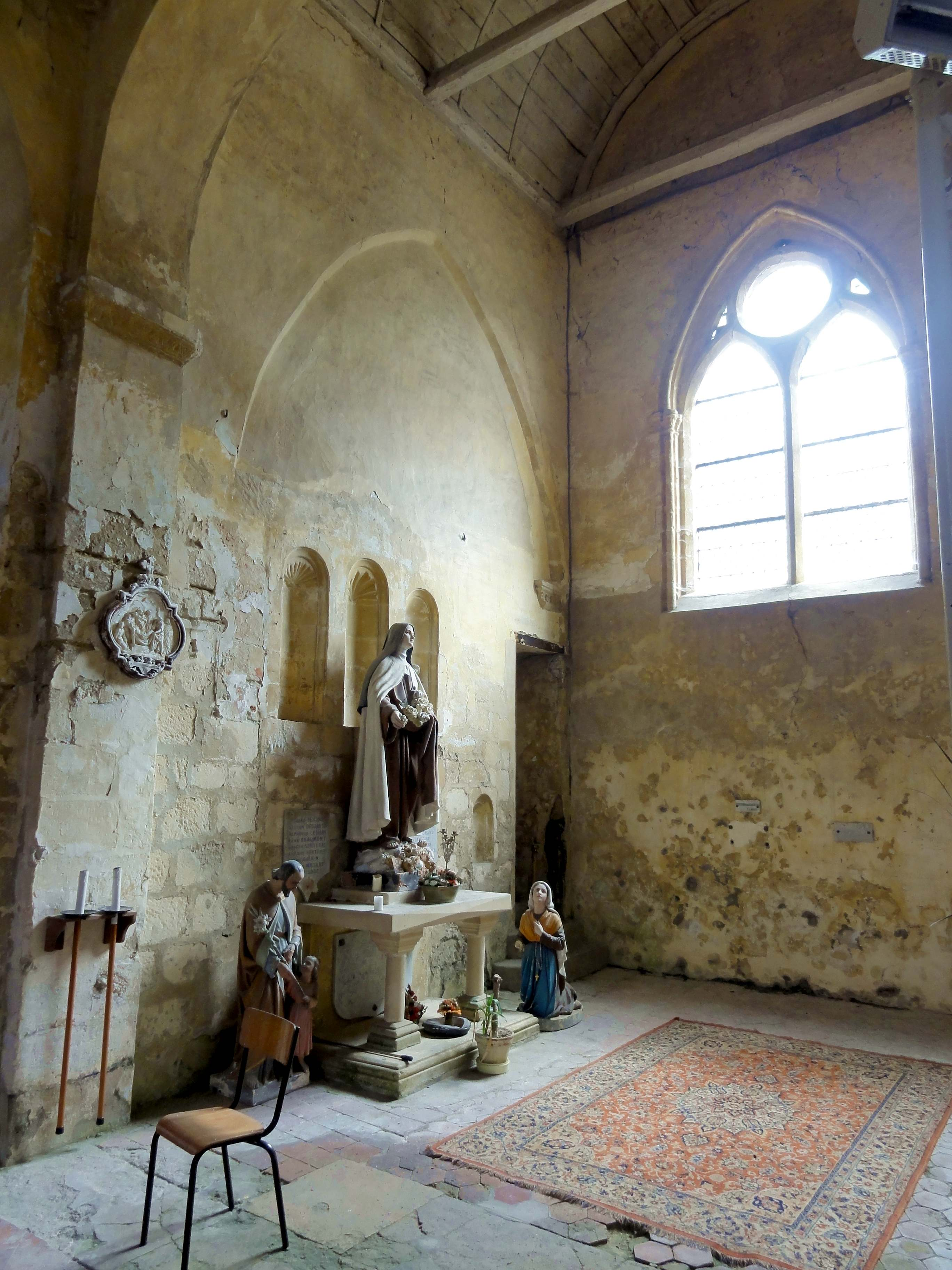
Croisillon sud, vue vers le sud-est.
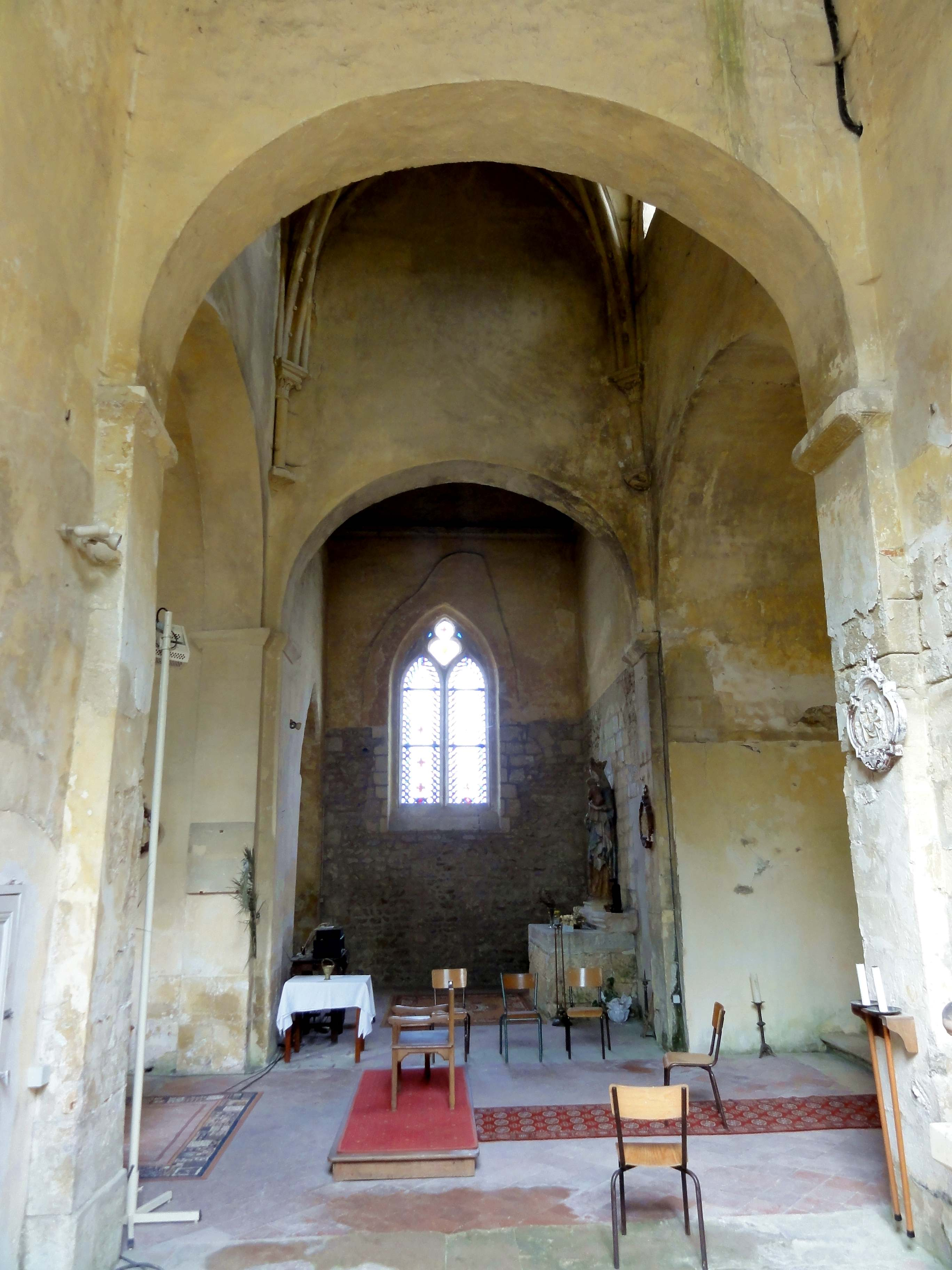
Croisillon sud, vue vers le nord.
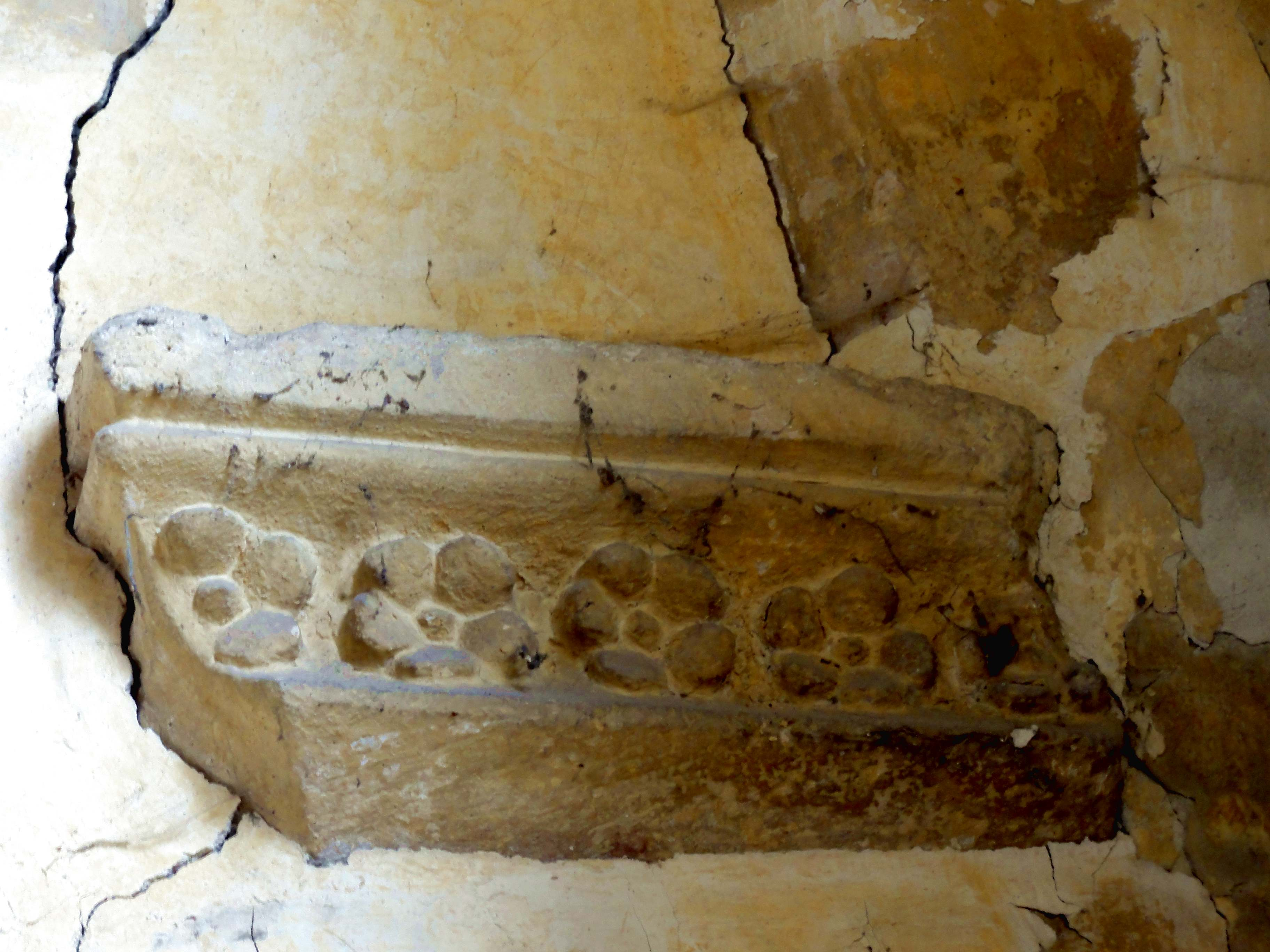
Croisillon sud, tailloir sans emploi.

#### Chœur

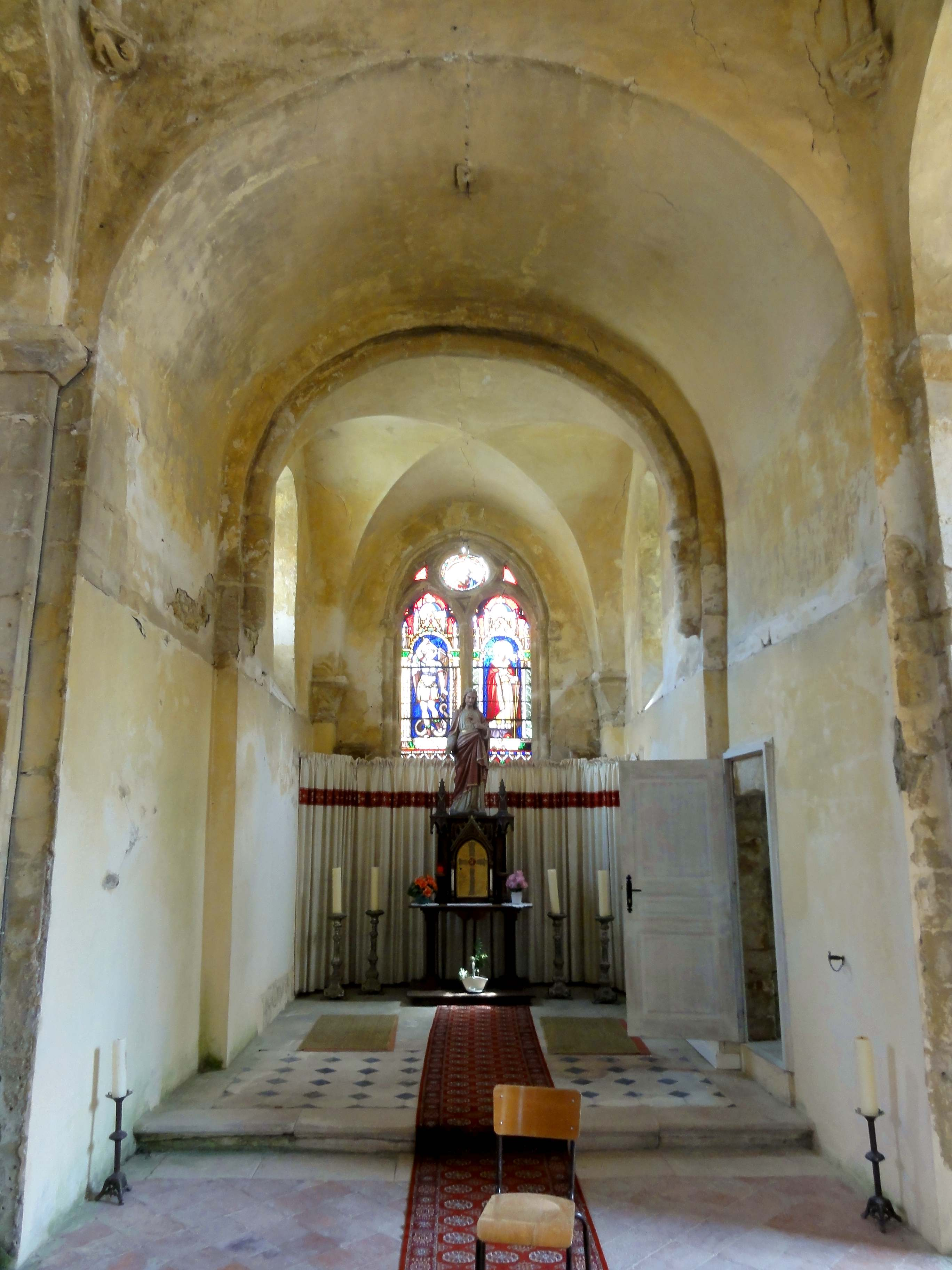
Croisée, vue vers l'est.

Le sanctuaire, presque aussi sobre que les croisillons, offre la disposition exceptionnelle de la succession d'une voûte en berceau et d'une voûte d'arêtes. En effet, les voûtes d'arêtes sont plus habituellement employées pour les bases des clochers (Arthies, Boubiers, Chamant, Condécourt, Cormeilles-en-Vexin, Feucherolles, Follainville, Limetz, Moussy, Orgeval, Reilly, Saint-Gervais. Seraincourt, Tessancourt…). Les chœurs sont souvent voûtés en berceau à la période romane, mais peu d'exemples se sont conservés dans la région, où l'essor de l'architecture gothique est allé de pair avec la reconstruction de la plupart des chœurs romans. Restent encore Asnières-sur-Oise, Bray, Labruyère, Laigneville, Monchy-Saint-Éloi, l'ancienne chapelle du manoir de Rouffiac à Pontpoint, Rieux, Saint-Clair-sur-Epte, Santeuil, la première travée de la chapelle de la Vierge de Saint-Vaast-de-Longmont, etc. La voûte en berceau n'a pas de supports. Comme souvent à l'entrée des absides voûtes en cul-de-four, le diamètre de la voûte se réduit ici, mais il n'y a pas d'arc-doubleau à proprement parler. Néanmoins, un tore à vocation décorative a été disposé sous le ressaut de la voûte (et non devant, ce qui aurait pu le gommer), et le maître d'œuvre l'a fait retomber sur deux colonnettes à chapiteaux, dont la partie inférieure est tronquée. Les chapiteaux sont ronds, comme à la période rayonnante, mais ce semble plutôt être fortuit, car la facture est rustique, et la sculpture se limite à deux rangs de feuilles simples. Des chapiteaux existent aussi dans les angles du chevet. Ici, les tailloirs sont carrés, et ont le même profil sommaire que les impostes de la croisée du transept.
Dans l'angle nord-est, la corbeille est seulement épannelée. En face au nord, elle est sculptée, mais en mauvais état, et des couches de badigeons multiples recouvrent la moitié de la surface. Les deux chapiteaux reposent sur des piliers engagés carrés, aux arêtes émoussées, de 3,40 m de hauteur. Au nord et au sud de la deuxième travée, le jour entre par des baies en plein cintre largement ébrasées, et relativement grandes. Le chevet est éclairé par une baie rayonnante analogue à celle du croisillon sud. Les soubassements n'étaient pas toujours nus, mais allégés par des arcatures plaquées, comme dans les chœurs de Parnes et Saint-Clair-sur-Epte : on le les aperçoit plus que depuis l'extérieur, où une brèche est ouverte dans le mur, et permet d'apercevoir trois de ces arcatures, reposant sur les chapiteaux de colonnettes monolithiques. Eugène Woillez ne les signale pas.

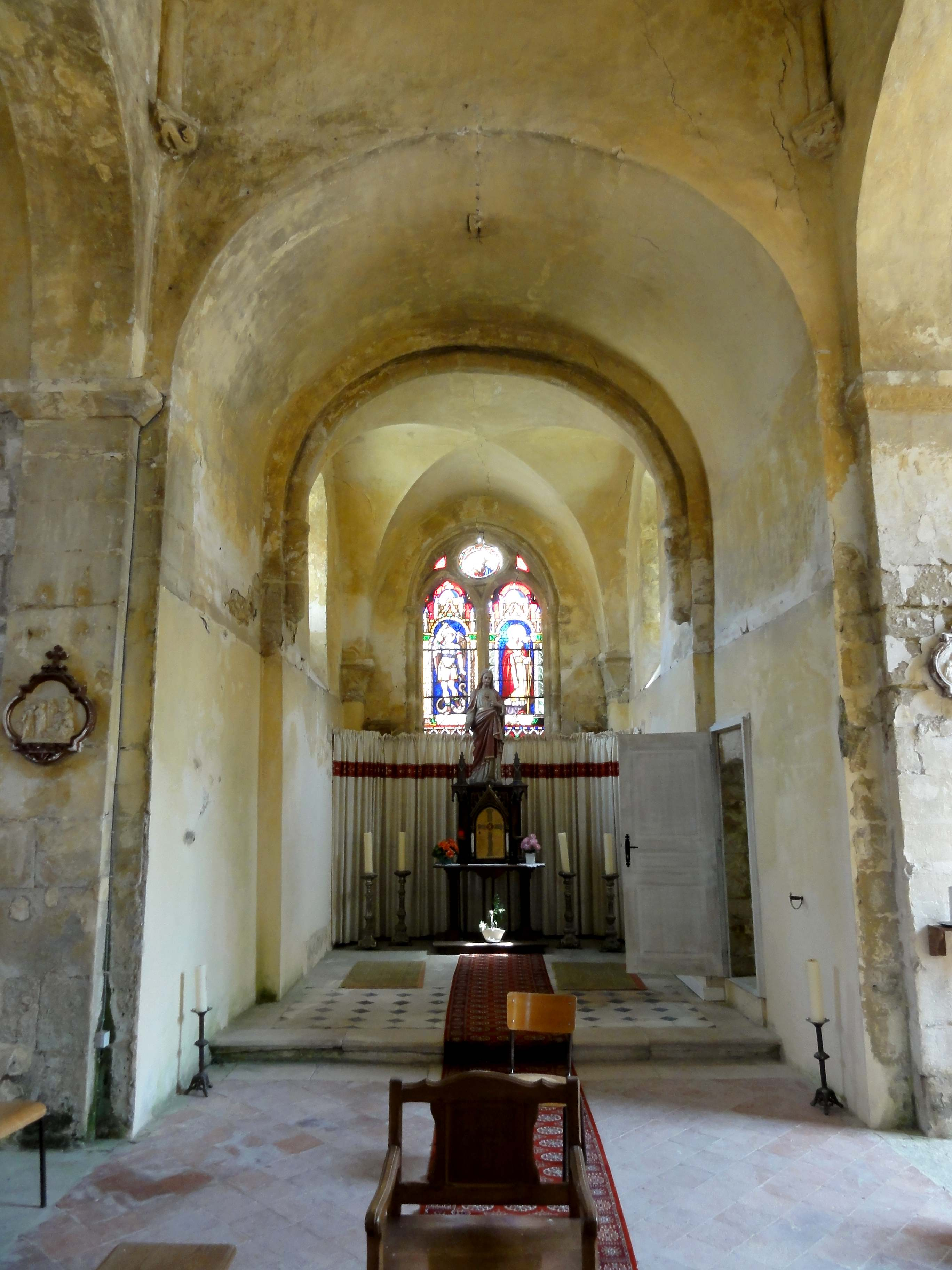
Croisée, vue vers l'est.
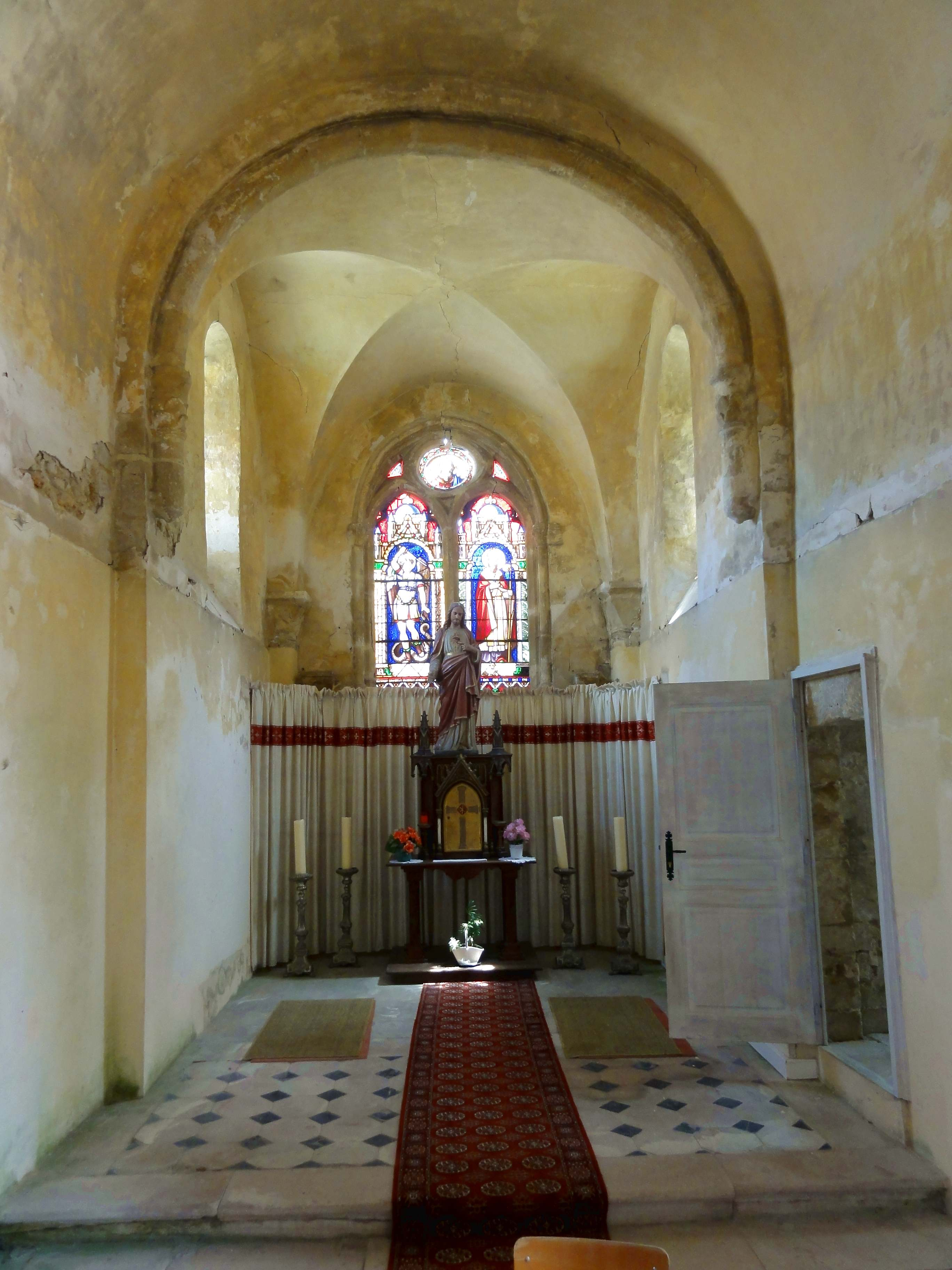
Vue vers l'est.
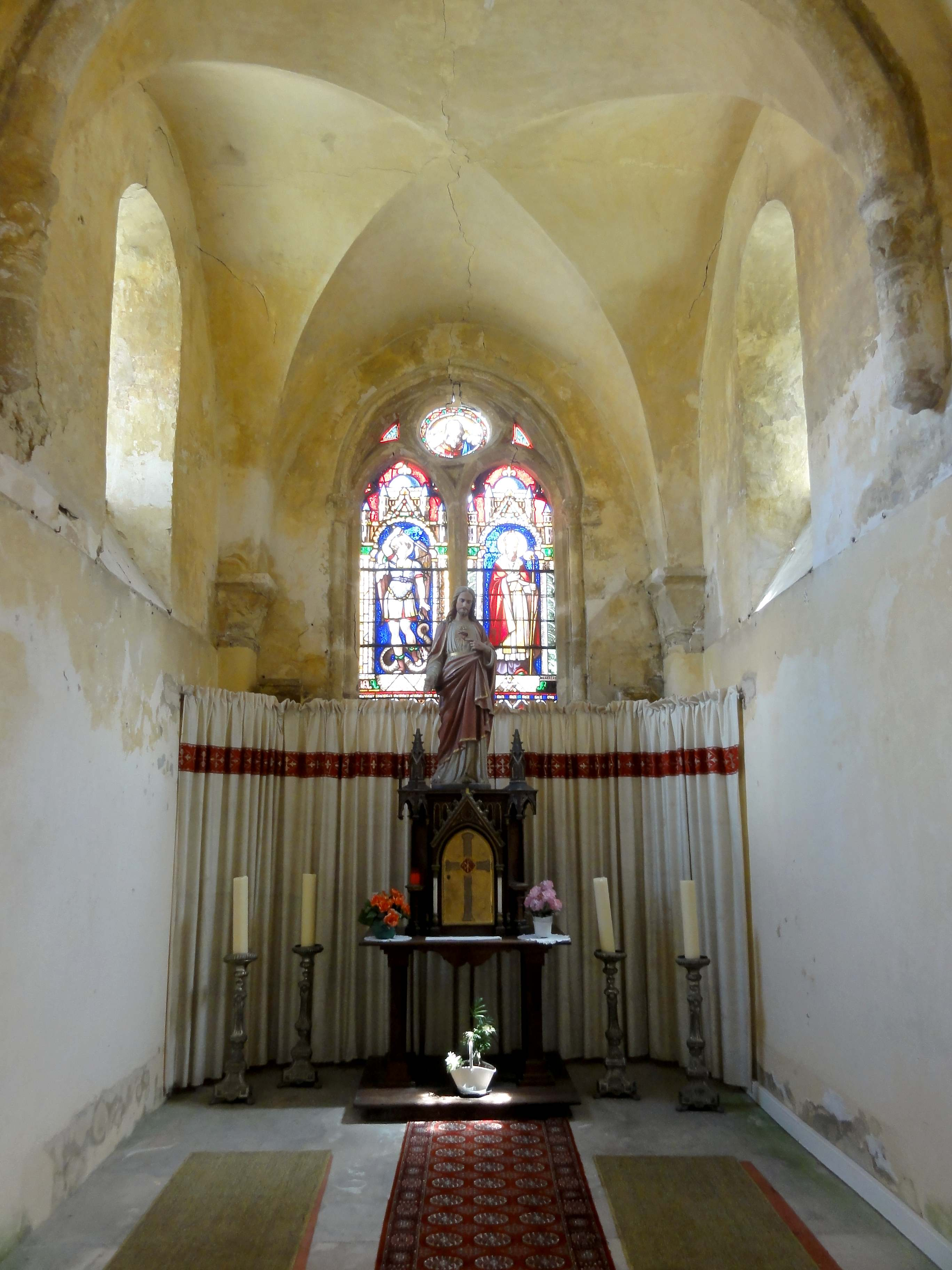
Vue vers l'est.
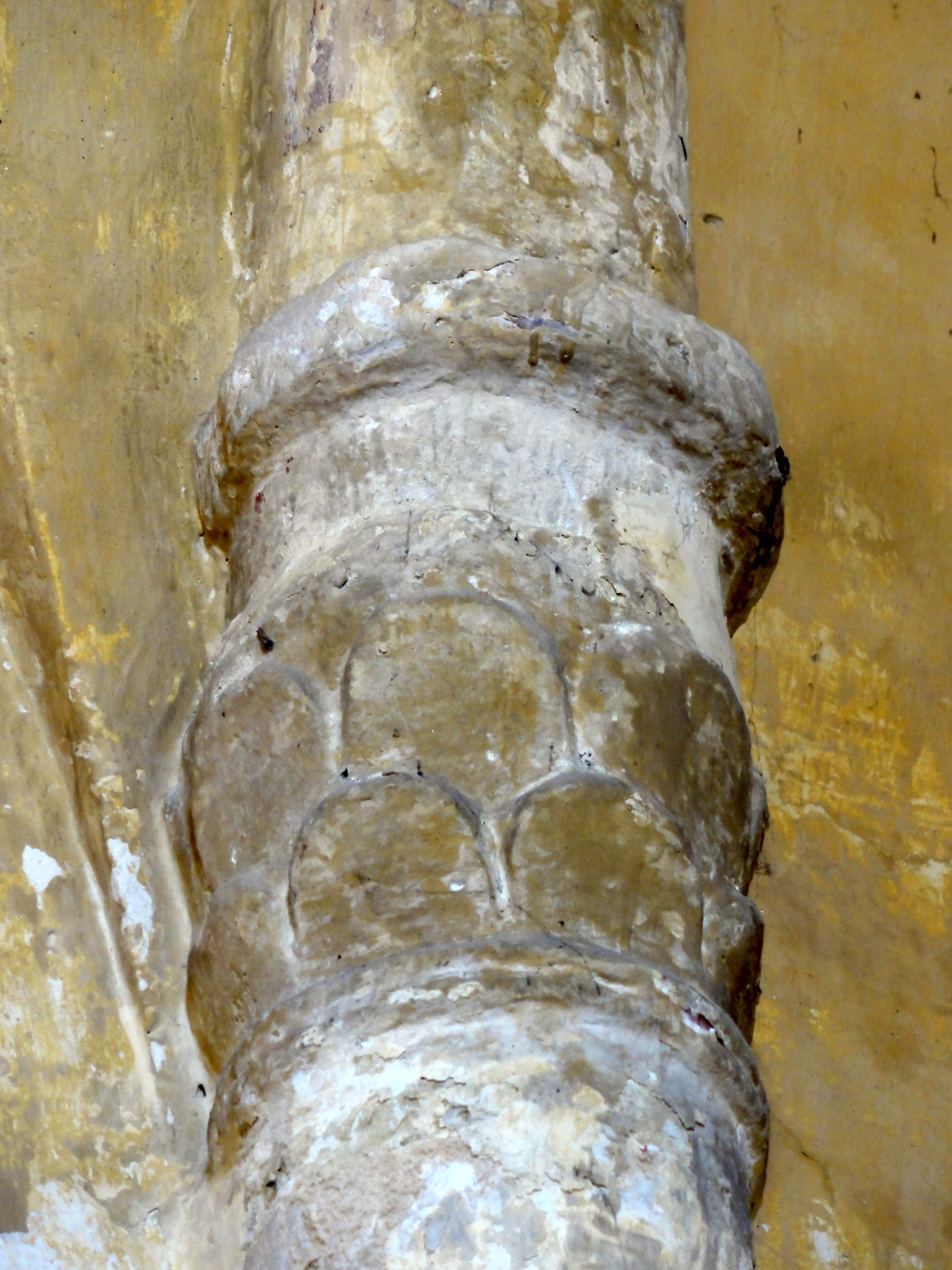
Chapiteau du doubleau.
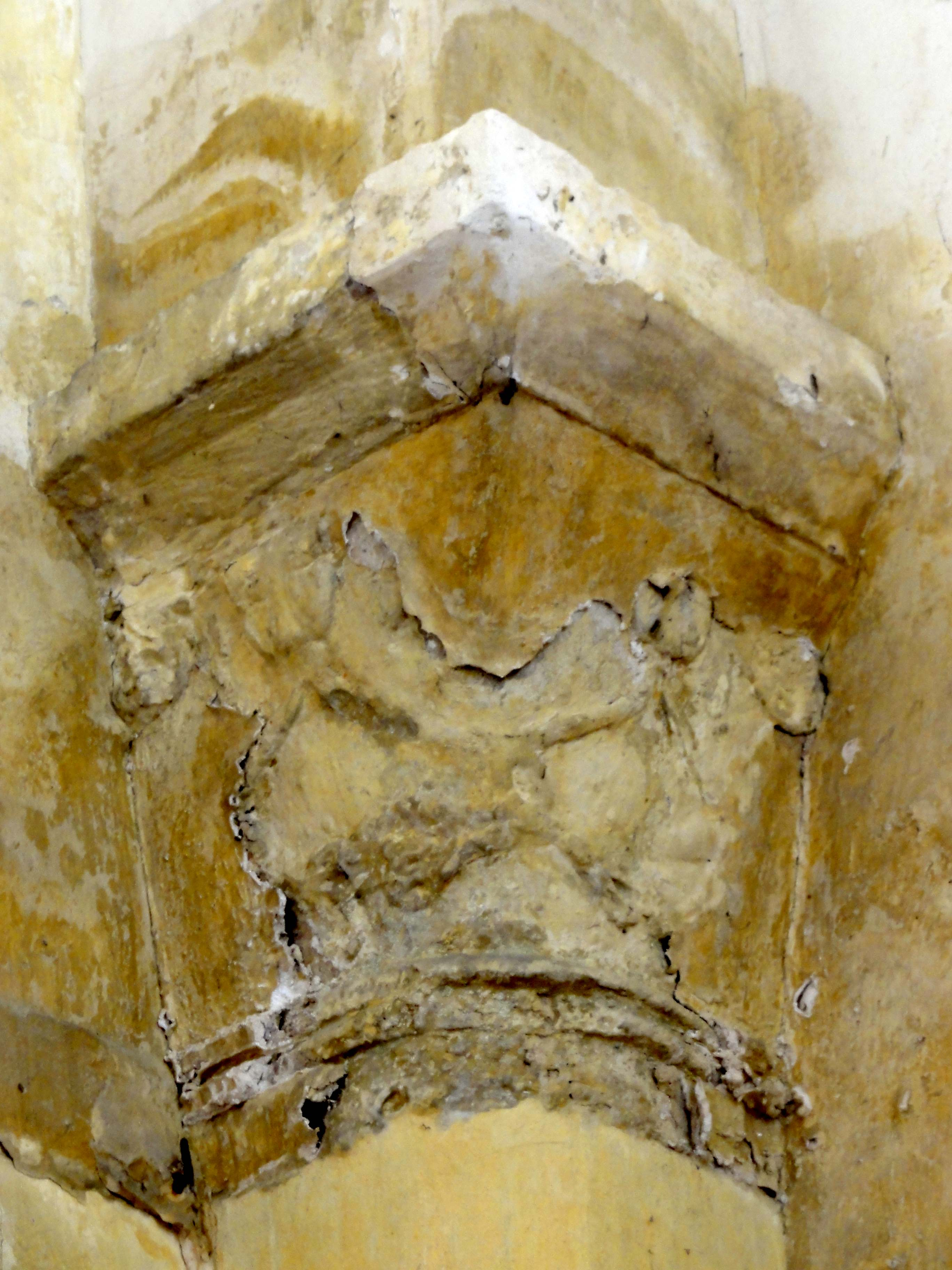
Chapiteau dans l'angle.
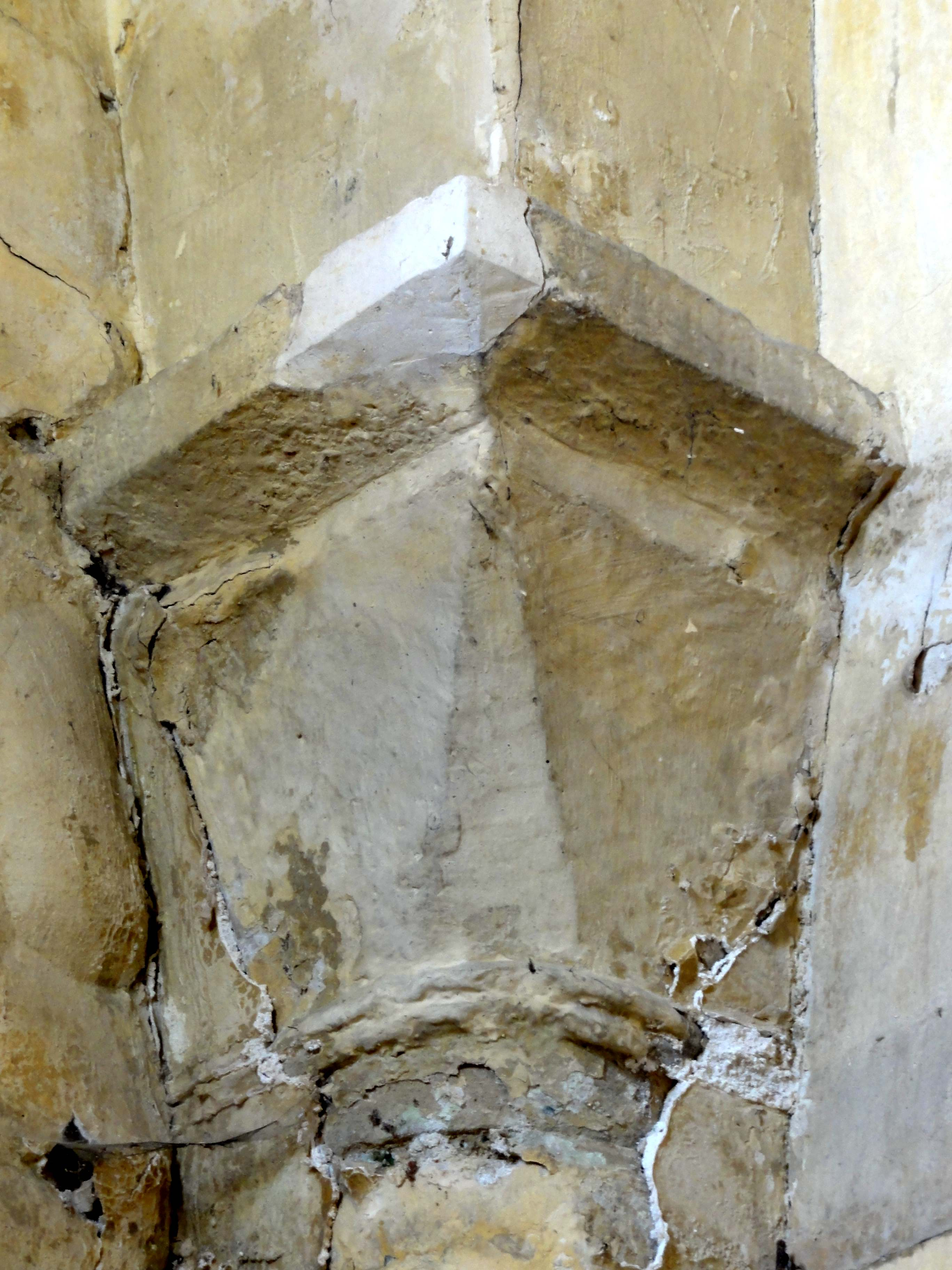
Chapiteau dans l'angle.

### Extérieur

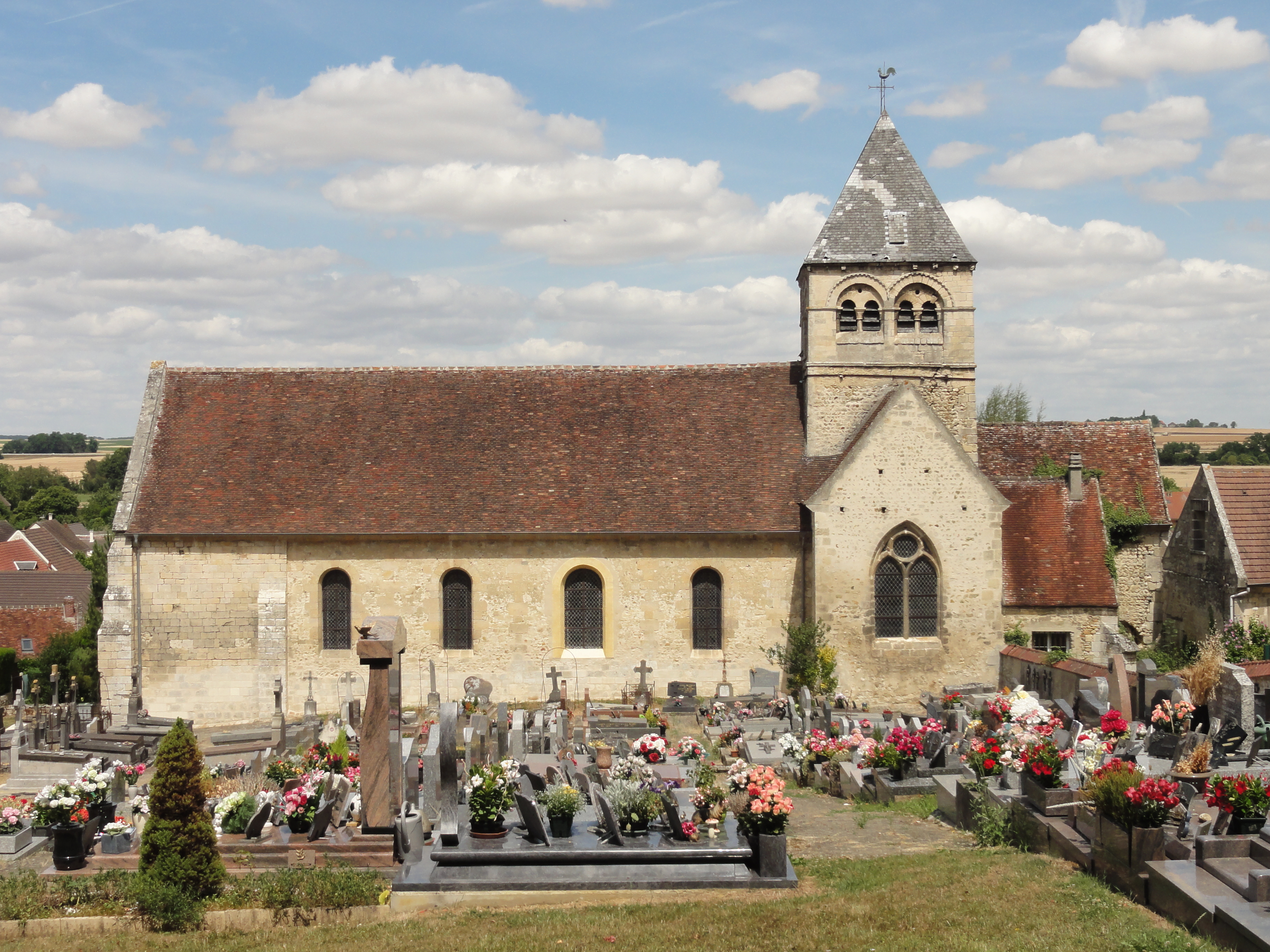
Vue générale depuis le sud.

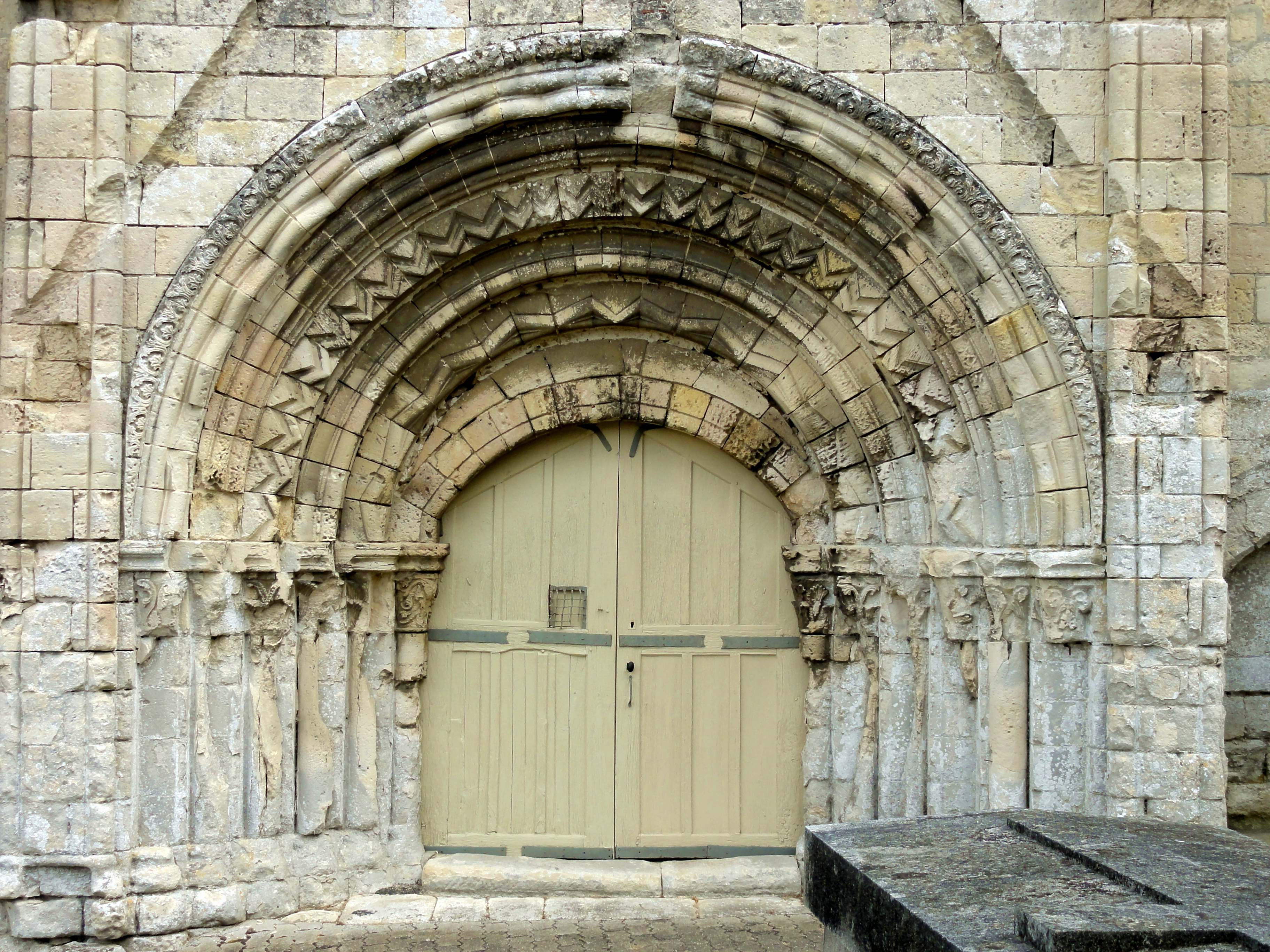
Portail occidental.

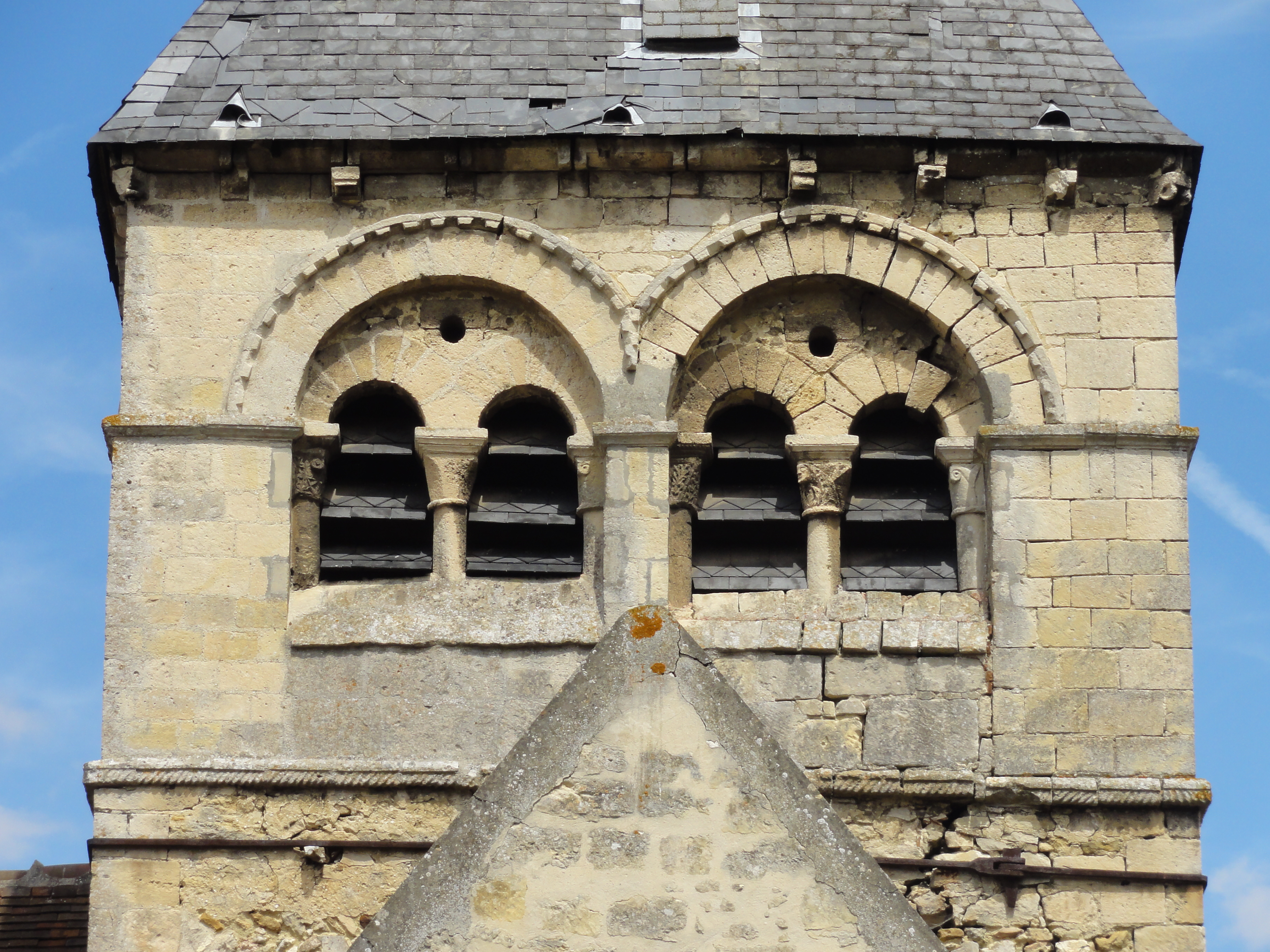
Clocher, étage de beffroi, côté sud.

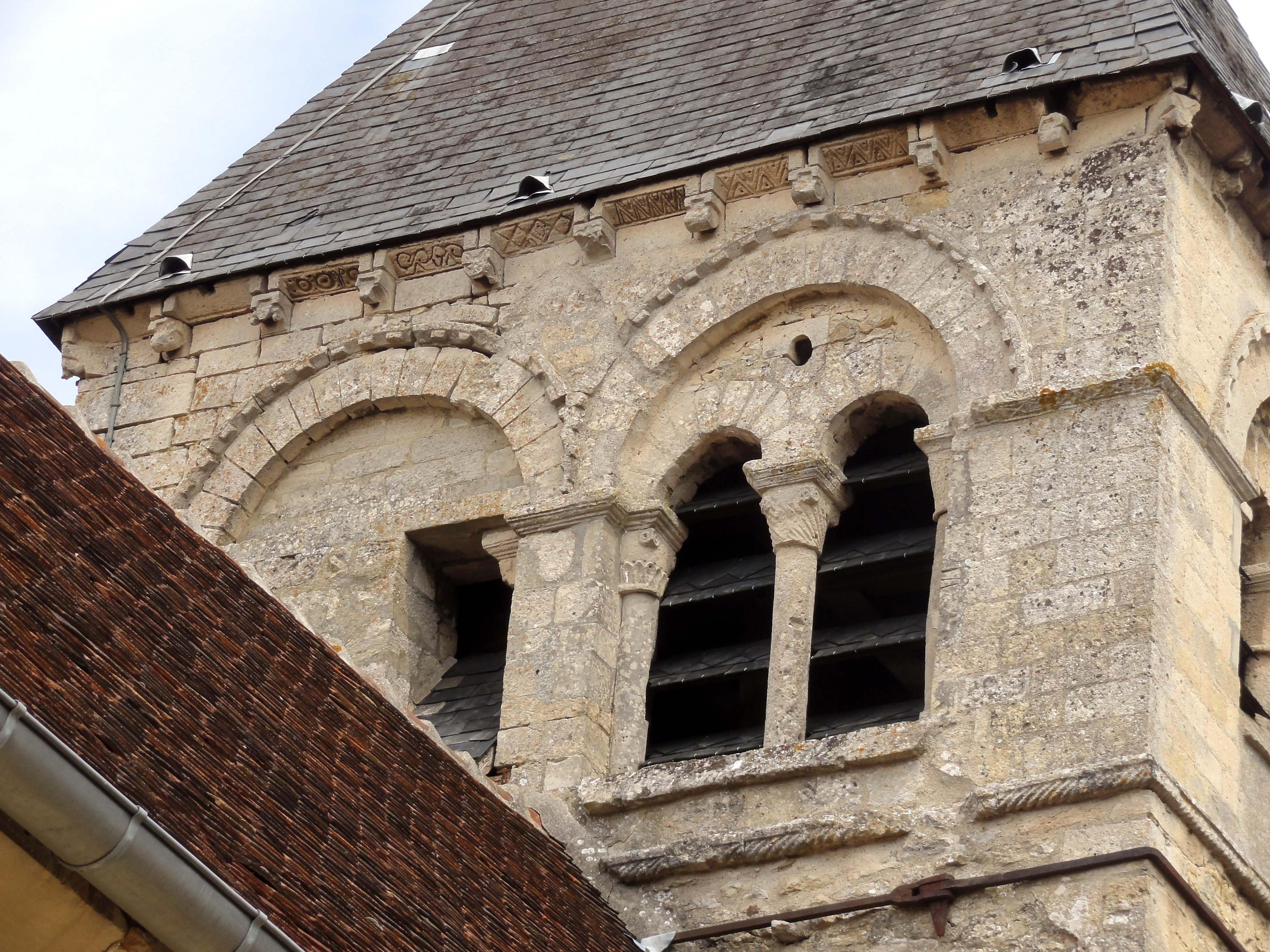
Clocher, étage de beffroi, côté ouest.

Ce que l'église Saint-Michel-et-Saint-Vaast offre de remarquable à l'extérieur, sont la façade occidentale et le clocher. La façade est soigneusement bâtie en pierre de moyen appareil, avec des assises de différente hauteur, et des joints très minces. La première travée au sud est homogène avec la façade, et se termine, à l'est, par un contrefort plat roman. À gauche de la façade de la nef, le mur occidental du bas-côté nord présente un appareil similaire. Le contrefort de gauche, qui est amorti par un long glacis, a été partiellement repris, mais devrait pour le reste remonter à la période gothique. La fenêtre occidentale du bas-côté est inclassable : elle est en plein cintre, mais trop grande pour la période romane, et subdivisée verticalement par un meneau, ce qui n'est pas conforme général à l'usage à la période gothique. Les deux rampants du pignon occidental sont marqués par un rang de têtes de clous, qui ne s'interrompt pas à l'intersection entre bas-côté et nef. Ce type d'ornement est déjà connu à la fin de la période romane, et reste utilisé jusqu'au premier quart du XIIIe siècle, si bien qu'il ne soit pas possible d'affirmer s'il a été ajouté sur le pignon de la nef au moment de la construction du bas-côté. Deux contreforts romans, nettement plus saillants que l'exemplaire visible au sud, délimitent le mur occidental de la nef. Ils ne sont pas identiques, mais assez semblable. Celui à gauche se retraite deux fois par un fruit, proche du sol et à deux tiers de sa hauteur, puis par un court glacis très pentu, et s'achève par un long glacis également très pentu. Le contrefort de droite est en fait un massif de maçonnerie de plan carré, qui tient lieu de contrefort pour la façade et le mur latéral sud à la fois. Il se retraite deux fois par un court glacis très pentu, et s'amortit par un glacis un peu moins long que sur l'autre contrefort roman de la façade. La largeur importante de celle-ci a motivé la conception de deux contreforts supplémentaires, qui délimitent le portail, et masquent sa saillie devant la surface murale. Les contreforts voisins sont reliés par un arc de décharge en plein cintre, qui se situe au même niveau que les arcatures plaquées à l'intérieur, et qui est surmonté d'une frise de fleurs de violette, ce qui fait penser à de petits portails bouchés (ce qui n'est probablement pas le cas).
Au-dessus du portail, sa saillie est rachetée par un glacis, et non par un gâble. Les angles des deux contreforts proches du portail sont adoucis par des colonnettes appareillés, qui portent des chapiteaux à volutes d'angle en dessous du glacis sommital. Une tablette moulurée continue tient lieu de tailloir. Elle relie visuellement les deux contreforts entre eux, mais est de fait interrompue par la baie occidentale de la nef, et sert également de tailloir aux deux colonnettes à chapiteaux de son archivolte supérieure. Les deux colonnettes à chapiteaux de l'archivolte inférieure sont curieusement dépourvues de tailloirs. Les corbeilles sont sculptées de feuilles plates. L'archivolte inférieure est sculptée de bâtons brisés, et l'archivolte supérieure, d'un tore et d'une gorge. L'ensemble est surmonté d'un cordon de fleurs de violette, qui constitue l'un des motifs ornementaux les plus répandus sur les églises romanes des environs. On le trouve aussi à Bailleval (chevet), Bury (portail sud), Cambronne-lès-Clermont (fenêtres du nord), Nointel (portail occidental), Saint-Vaast-lès-Mello (portail occidental), Saint-Vaast-de-Longmont (fenêtres hautes de la façade). Les bâtons brisés sont un motif d'origine normande, qui est présent sur de nombreux portails de la région, dont notamment Bury, Villers-Saint-Paul et Saint-Vaast-lès-Mello (il n'y en a en revanche pas à Nointel). Le décor du portail est encore plus riche. Les voussures sont généralement au nombre de trois ou de quatre, ou très rarement au nombre de cinq, comme à Villers-Saint-Paul ; à Catenoy, elles sont au nombre de six. Étant donné ce nombre important de voussures, il paraît étonnant que la saillie du portail ne soit pas plus prononcée ; il est en grande partie pris dans l'épaisseur du mur. Sans doute pour éviter une hauteur trop importante, le maître d'œuvre a renoncé à un tympan. L'archivolte inférieure adopte seulement un tracé surbaissé, en anse de panier, ce qui l'éloigne des voussures suivantes, qui sont en plein cintre. Il n'y a qu'un boudin à faible relief sur l'archivolte inférieure. Suivent trois variantes des bâtons brisés, séparées par des archivoltes plus sobres profilées seulement d'un tore et de quelques ressauts. Les bâtons brisés de la deuxième archivolte sont à angle très ouvert. Ceux de la quatrième archivolte sont à angle droit, et s'accompagnent d'un deuxième rang en négatif. Sur l'archivolte supérieure, les bâtons brisés, à angle très ouvert, sont placés perpendiculairement au portail, et paraissent de profil en regardant depuis le bas. C'est une disposition assez unique. Suivent un tore et une frise de petites palmettes. Les chapiteaux sont également sculptés de différents types de palmettes, très élaborées, ainsi que de crossettes perlées et de rinceaux, combinés à une tête de monstre à l'angle. Les colonnettes manquent, sauf une, qui est en délit. Dans son ensemble, le portail de Catenoy est l'un des plus aboutis du nord de l'Île-de-France à la fin de la période romane, devancé seulement par Saint-Étienne de Beauvais,.
Les parties orientales sont bâties en moellons irréguliers, y compris le clocher jusqu'en bas de l'étage de beffroi. Ici, court un cordon tressé, que l'on voit aussi sur les clochers de Nogent-sur-Oise et Saint-Vaast-lès-Mello, et sur le chevet de Labruyère. À partir du cordon, l'étage est appareillé en pierre de taille. Chacune de ses faces est ajourée de deux baies en plein cintre géminées, dont la partie inférieure est depuis longtemps bouchée par deux assises de pierre de taille, et un glacis pentu. Comme à Béthisy-Saint-Martin, Chamant, Glaignes, Jaux, Néry, Orrouy et Saint-Vaast-de-Longmont, ces baies sont réséquées en deux étroites arcades en plein cintre par une colonnette à chapiteau centrale. Selon Dominique Vermand, Catenoy serait l'un des premiers exemples de clochers de ce type. Mais contrairement à certains autres cas, il y a également deux colonnettes latérales. Les trois colonnettes sont monolithiques, et portent des chapiteaux d'une grande variété, dont le style indique l'appartenance à une période plus ancienne que celle du portail. Les motifs sont des tiges portant de nombreuses petites feuilles ; des rinceaux combinés avec des têtes d'angle ; ou des lignes diagonales, des feuilles plates ou des godrons, combinés avec des volutes d'angle. Des tablettes continues font le tour de l'étage, et servent de tailloirs aux colonnettes. Elles sont au profil d'une plate-bande et d'un cavet entre deux ressauts, sauf au-dessus des colonnettes médianes, où l'on trouve un cavet supplémentaire. À quelques endroits, le cavet arbore un décor géométrique de lignes brisées. Les archivoltes des étroites arcades sont appareillées, non moulurées, et supportent des tympans appareillés en petits moellons, percés d'un oculus assemblé de deux pierres échancrées. Les archivoltes des baies se composent d'un rang de claveaux et d'un rang de billettes. Le décor ne se limite pas aux fenêtres : il y a également une corniche très intéressante, dont les éléments sont taillés en biseau, et reposent sur des modillons sculptés de motifs géométriques et décoratifs, ou de têtes grotesques, parfois accompagnées de mains, comme au chevet de Labruyère. Cette disposition est fréquente. Ce qui fait l'intérêt de la corniche, est son décor gravé, qui subsiste notamment sur la plupart des éléments à l'ouest. En plus des différentes variations de la ligne brisée, habituelle sur les tailloirs du XIe siècle, l'on y voit des cercles et des palmettes. Eugène Woillez a aussi vu des postes, motif antique qui est redécouvert à la Renaissance, et dont la présence sur un édifice roman est inattendue. Le toit à la hache couverte d'ardoise est moderne, et devrait remplacer une bâtière,. Il n'y a plus de corniche sur la nef, les croisillons et le chœur. Le croisillon sud est dépourvu de contreforts, tandis que le croisillon nord est épaulé par deux contreforts particulièrement volumineux, sans doute pour lutter contre un déversement du clocher vers le nord. Au nord, l'on peut encore signaler le portail latéral à double archivolte torique, dont la voussure inférieure est en plein cintre, et l'archivolte supérieure en arc brisé. La retombée s'effectue sur des chapiteaux mutilés, qui ont perdu leurs chapiteaux.

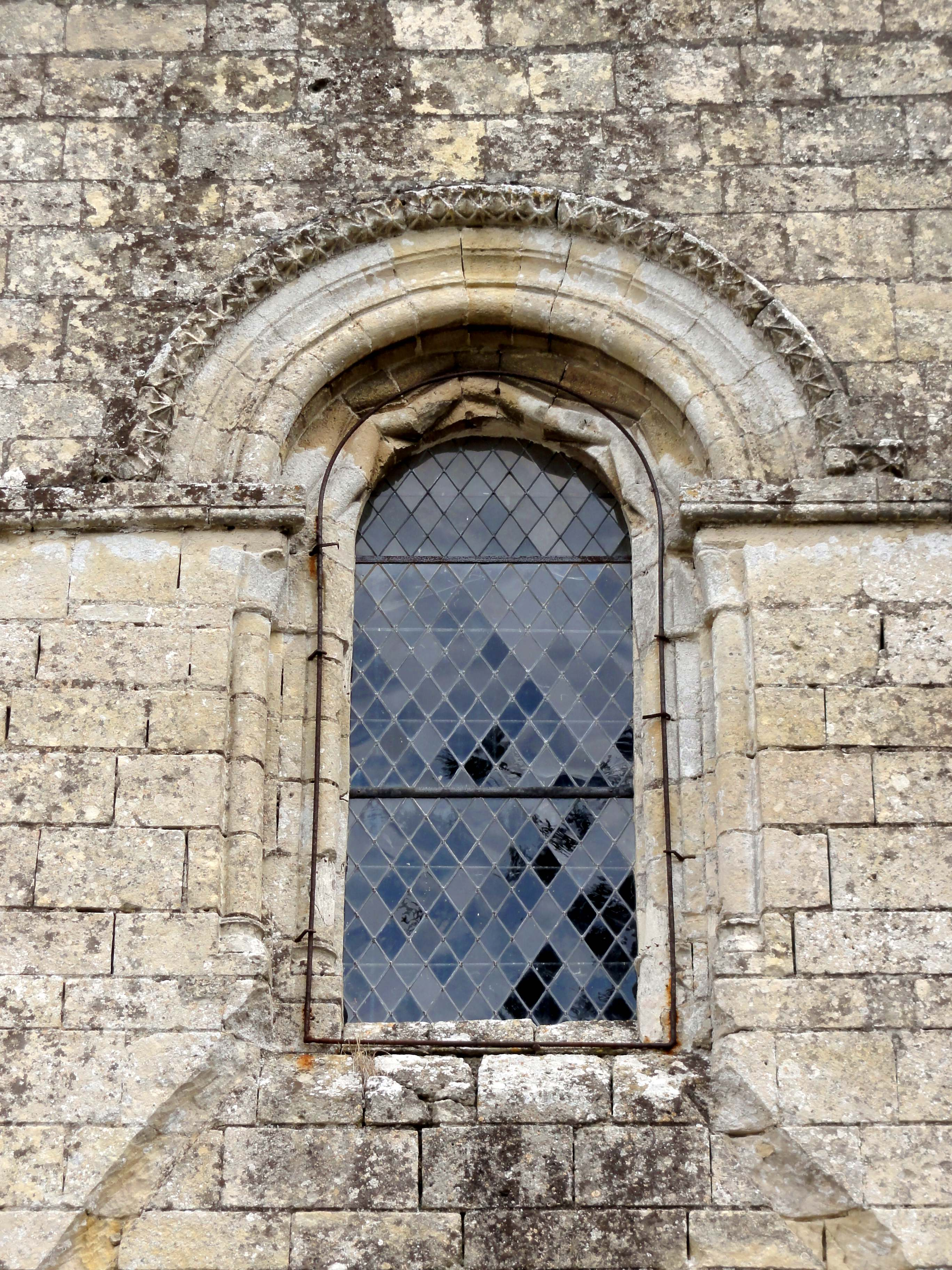
Façade, fenêtre haute.
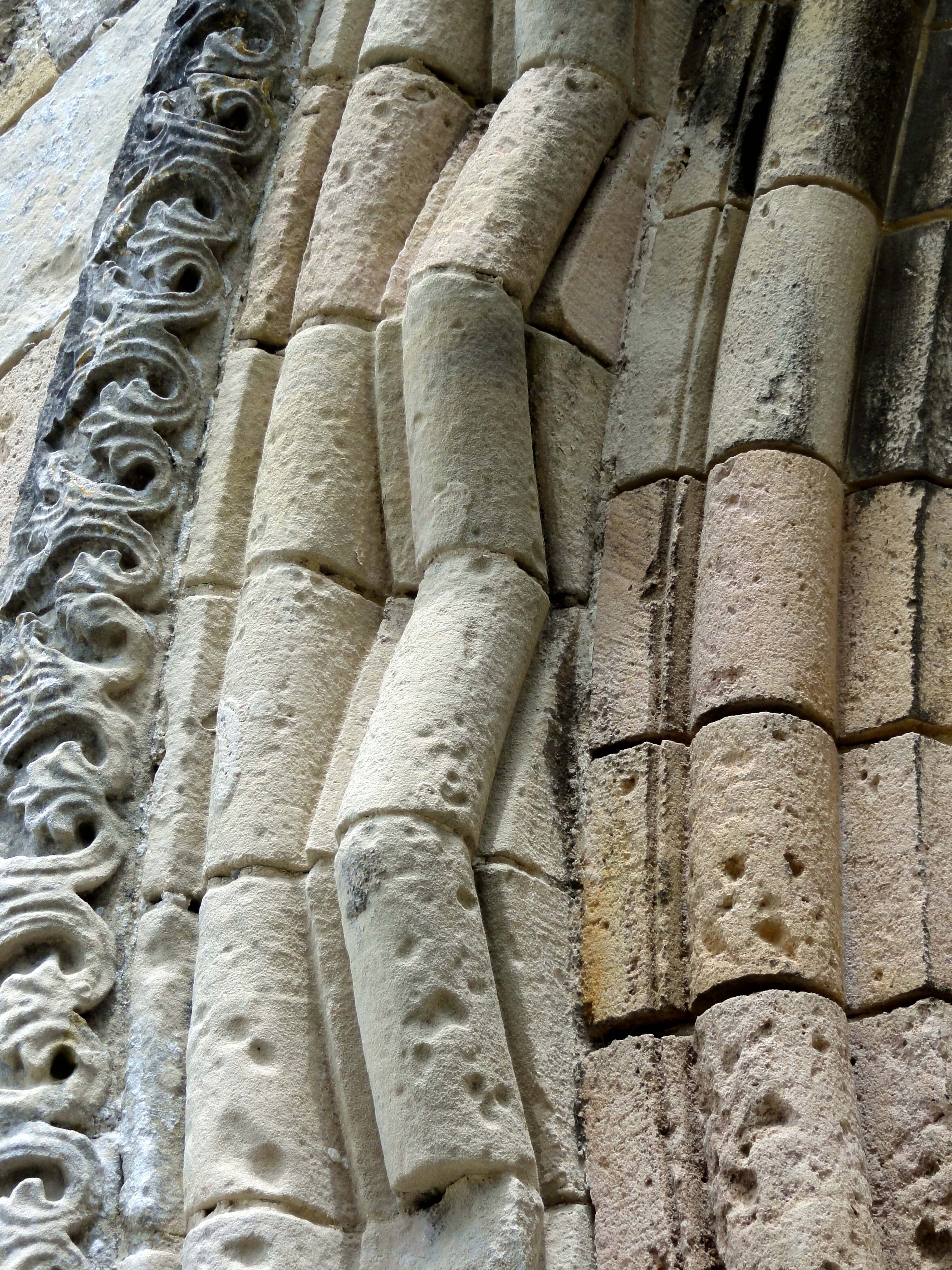
Archivolte supérieure.
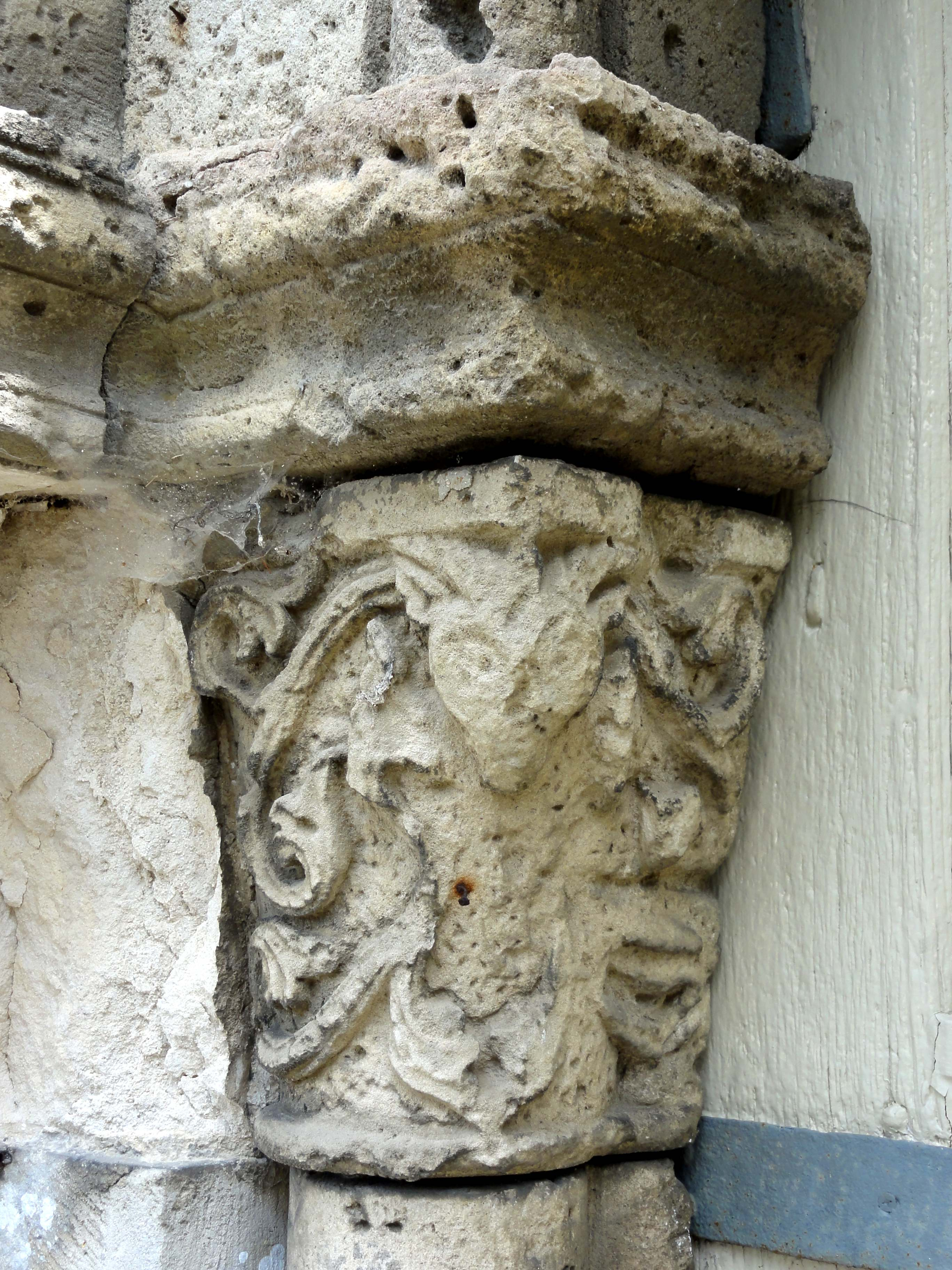
Chapiteau du portail.
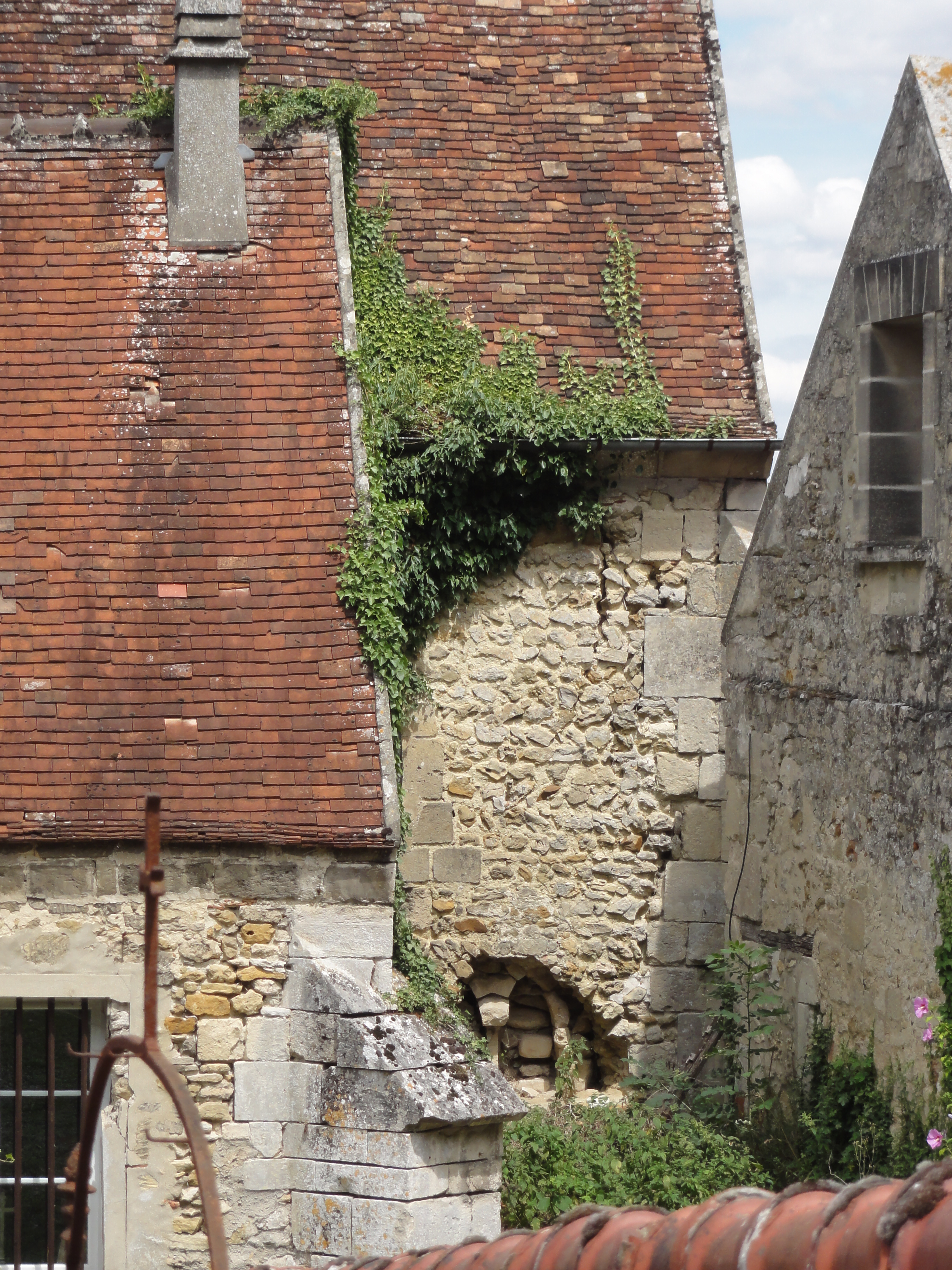
Chœur, côté sud.
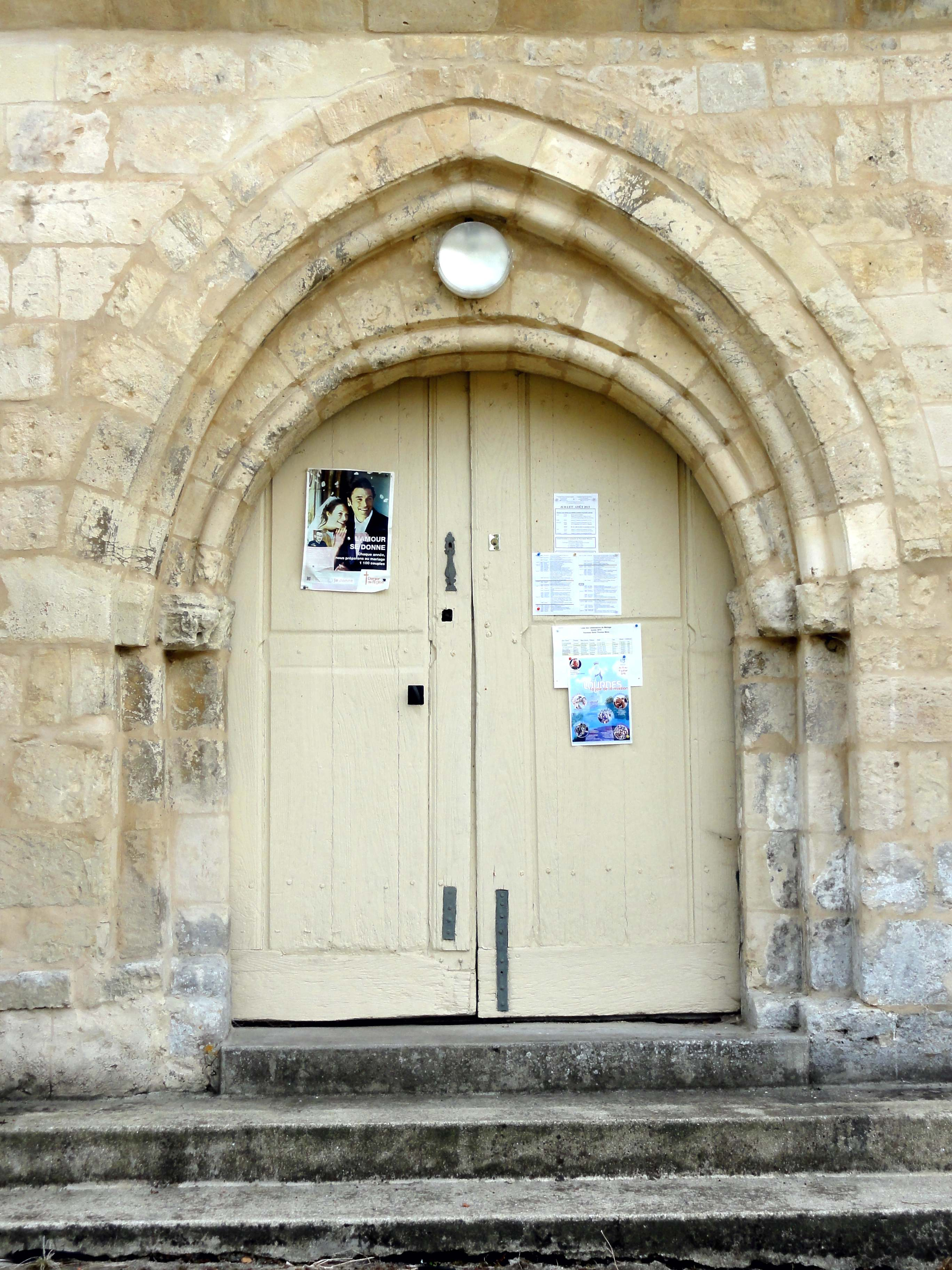
Portail latéral nord.
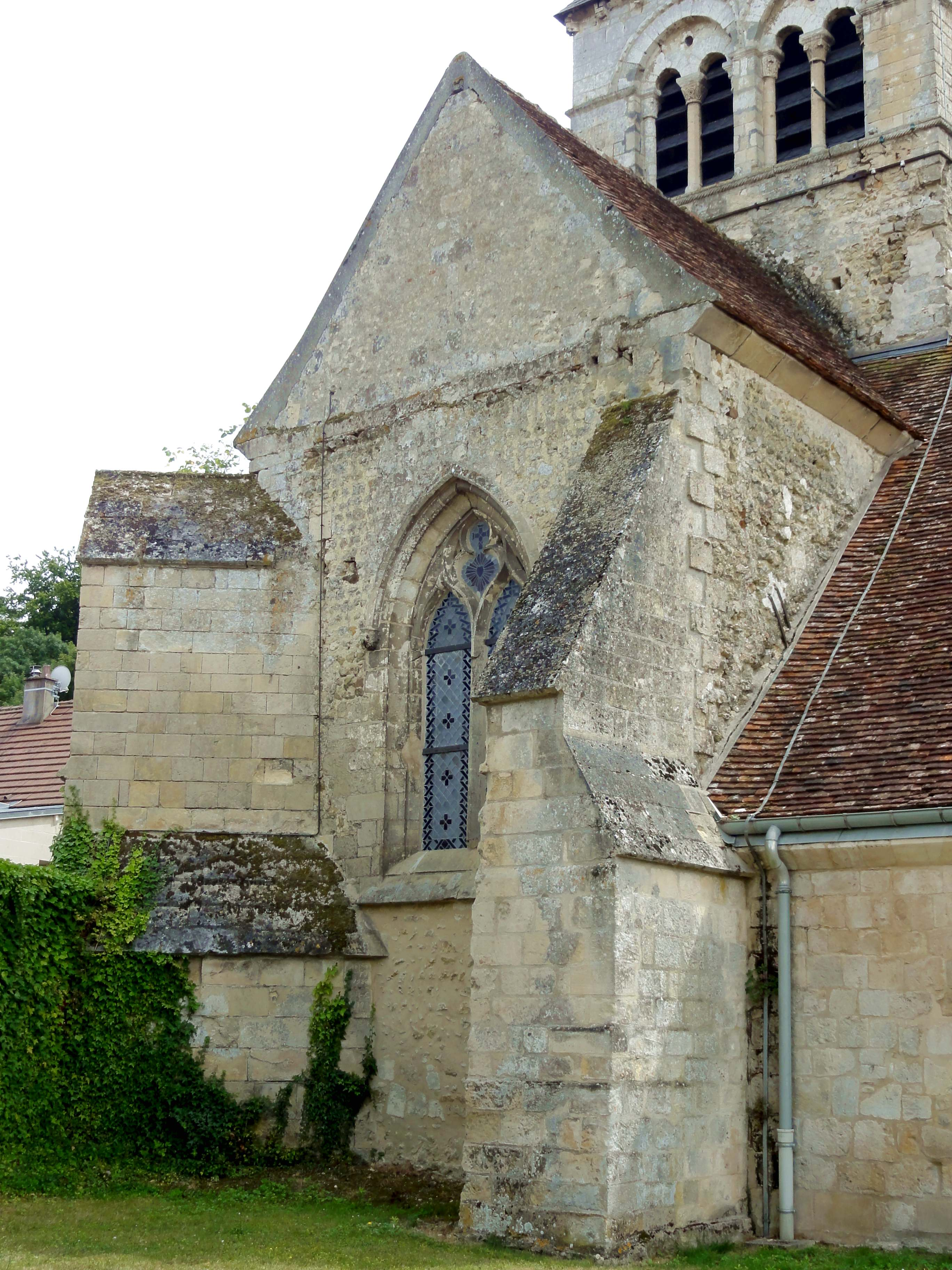
Croisillon nord.

## Mobilier

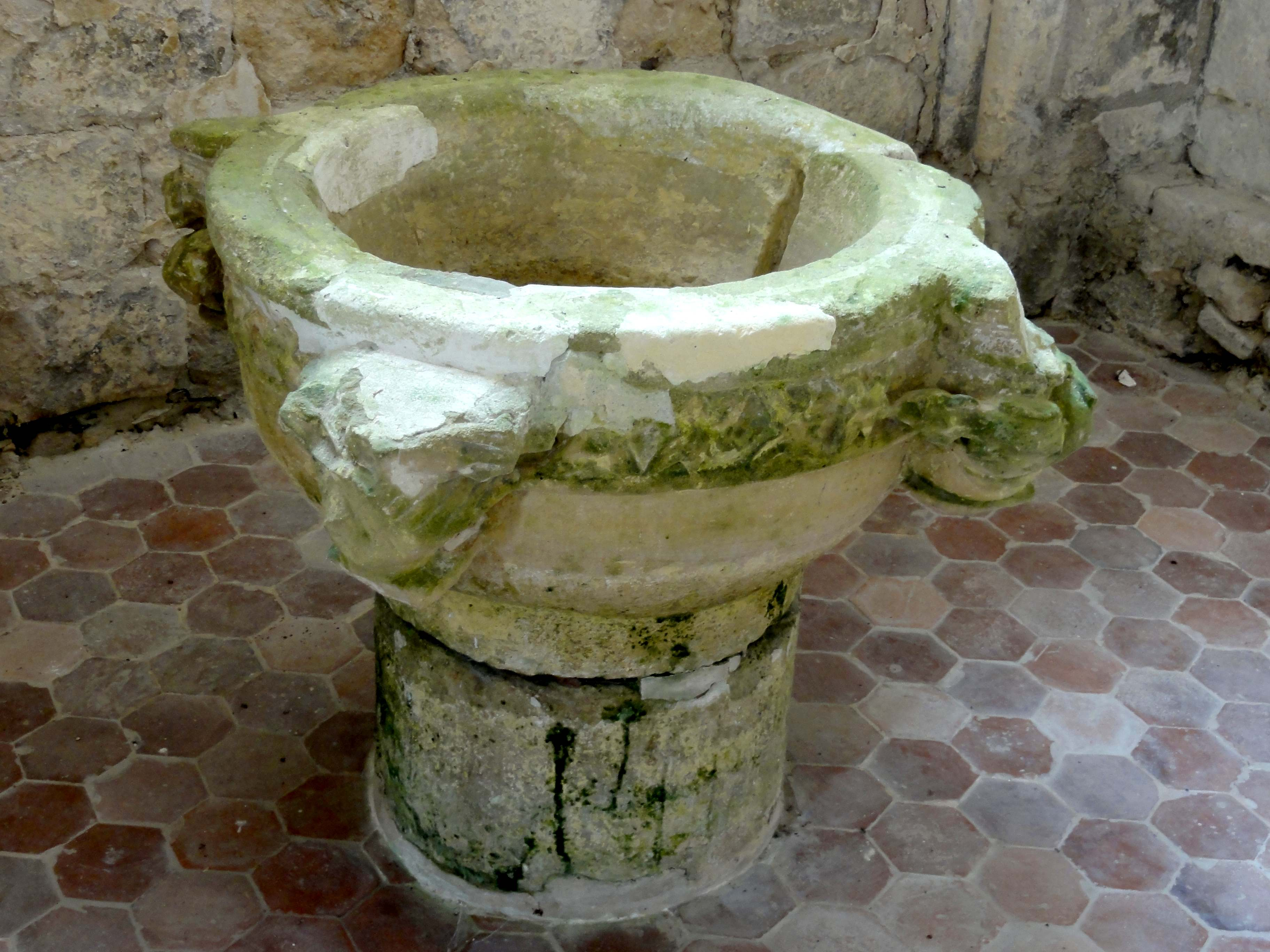
Fonts baptismaux.

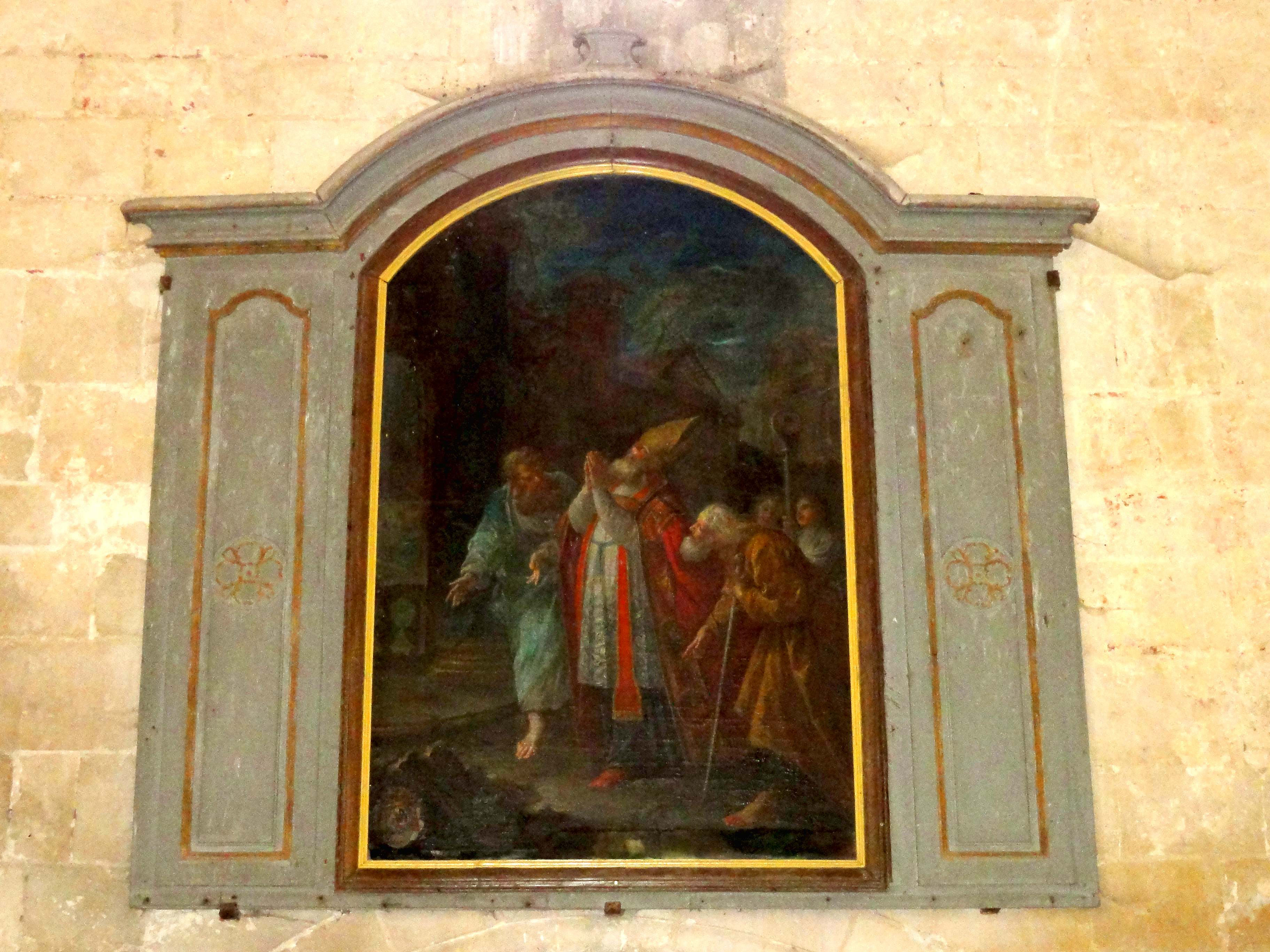
Ancien retable - saint Vaast.

Parmi le mobilier de l'église, quatre éléments sont classés monument historique au titre d'objet par des arrêtés du 5 novembre 1912. Il s'agit des fonts baptismaux et de trois statues. Quelques autres œuvres méritent également l'attention.
- Les fonts baptismaux sont en pierre calcaire, et se présentent sous la forme d'une cuve baptismale à infusion. Le pied est un épais fût cylindrique, sans base, à moins que celle-ci ne soit noyée dans le sol. Il ne mesure que 50 cm de hauteur. La cuve est de plan rond, de 85 cm de diamètre extérieur, et décorée, en-dessous de la bordure, d'une frise de feuilles de lierre. Elle est cantonnée de quatre éléments en forte saillie, dont l'état de dégradation ne permet plus d'identifier les motifs de leur sculpture. Il devrait s'agir d'une sorte de chapiteau, et la cuve devait être flanquée de colonnettes, comme à Glaignes et Pondron. Les chapiteaux représentent des monstres ou des oiseaux fantastiques, dont des hippogriffes et des dragons. Quelques ragréages ont été effectués au ciment. Le décor et la forme rendent possible une datation du XIIIe siècle. Cependant, l'abbé Beaudry attire l'attention sur le fait que des fonts baptismaux semblables ont été confectionnés pendant plusieurs siècles, à compter du XIIe siècle[20],[21].
- Au-dessus du portail, est accroché un panneau en bois provenant apparemment d'un retable démantelé. Il comporte notamment un grand tableau dans un cadre cintré, qui mesure 1,85 m de hauteur et 1,22 m de largeur. Le sujet devrait être issu de la légende de saint Vaast d'Arras, mais n'a pas été identifié par l'abbé Beaudry. Il décrit la scène comme suit : « Un évêque en soutane violette et rochet avec l'étole rouge et la chape de même couleur à orfroi de tapisserie. Il est précédé de deux clercs en surplis et tient sa crosse. À sa gauche, un vieillard s'appuie sur un bâton ; à droite, un personnage en bleu invite par son geste l'évêque à pénétrer dans un édifice. Fond d'architecture. Sous l'enlevure d'une partie du tableau, peut-être des flammes. Au bas de ce tableau embu, les armes d'Étienne-René Potier de Gesvres, évêque de Beauvais en 1728 »[22].
- La statue en bois de chêne polychrome de saint Michel terrassant le démon est de grandes dimensions, et date du XVIe siècle. Conformément à la tradition, l'archange est représenté de face et en pied, vêtu d'une armure, et muni d'un bouclier et d'une épée (qui s'est perdue), foulant le dragon des pieds. La statue a été repeinte, et la main droite a été refixée d'une manière assez malhabile[23].
- La statue en pierre de saint Vaast montre le patron de l'église en tenue épiscopale, accompagné d'un petit ours muselé, l'un de ses attributs. Cette statue n'est pas datée, et n'est pas classée à ce jour[22].
- La statue en pierre d'un (supposé) prophète, dimensions non prises, date probablement du second quart ou du milieu du XIVe siècle. La main droite manque, et la tête est refixée. L'absence d'attribut empêche l'identification à un personnage concret. On peut seulement noter le long phylactère qui pend de la main gauche, et les flammes autour du socle, non mentionnées dans le dossier de classement[24].
- La Vierge à l'Enfant, en pierre polychrome, mesure 195 cm de hauteur, et date du second quart du XIVe siècle. C'est une œuvre de grande qualité, dont les caractéristiques permettent l'attribution à un atelier parisien. L'état de conservation est remarquable. Seulement le sceptre de la Vierge manque. En revanche, la statue a été repeinte d'une façon aléatoire, comme le fait remarquer l'abbé Beaudry : « qu'il soit pardonné, pour sa pieuse intention, au peintre en voitures dont le pinceau fut coupable de ces barbares sévices sur cette belle statue ». L'auteur fournit ensuite une description détaillée de la sculpture : « La tête est légèrement penchée à gauche. Le visage grassement modelé est ovale ; le front, large et dégagé ; le menton, court et rond. La bouche, petite, s'efforce à esquisser un sourire préoccupé. Les cheveux sont recouverts d'un voile qui tombe un peu au-dessous des épaules et sur lequel est posée une couronne à hauts fleurons. Le corps est cambré, vêtu d'une robe talaire à plis montants et drapé dans un ample manteau. Le pied droit, le seul visible, est chaussé d'un soulier. Dans les cassures des plis, qu'il n'a pas craint de compliquer par place, l'artiste a atteint de gracieux effets. Sur le bras gauche de la Vierge est assis l'Enfant Jésus. Il s'amuse avec une pomme. Sa physionomie éveillée et mutine est bien moins distinguée que celle de sa mère dont la main droite tient une fleur ». — Il est à noter que l'église de Tœufles (Somme) possède une Vierge à l'Enfant quasiment identique[25],[26].

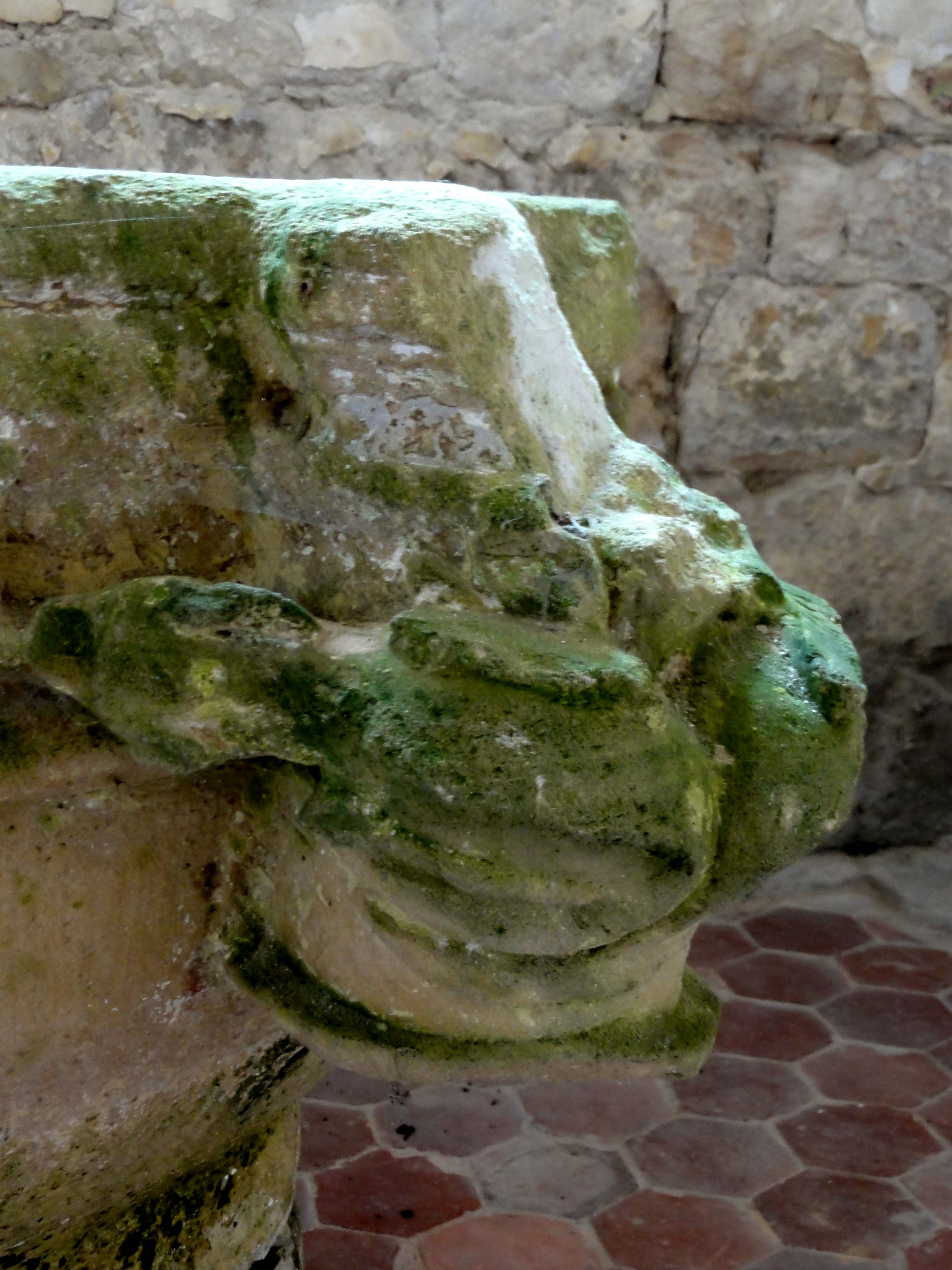
Fonts baptismaux, détail.
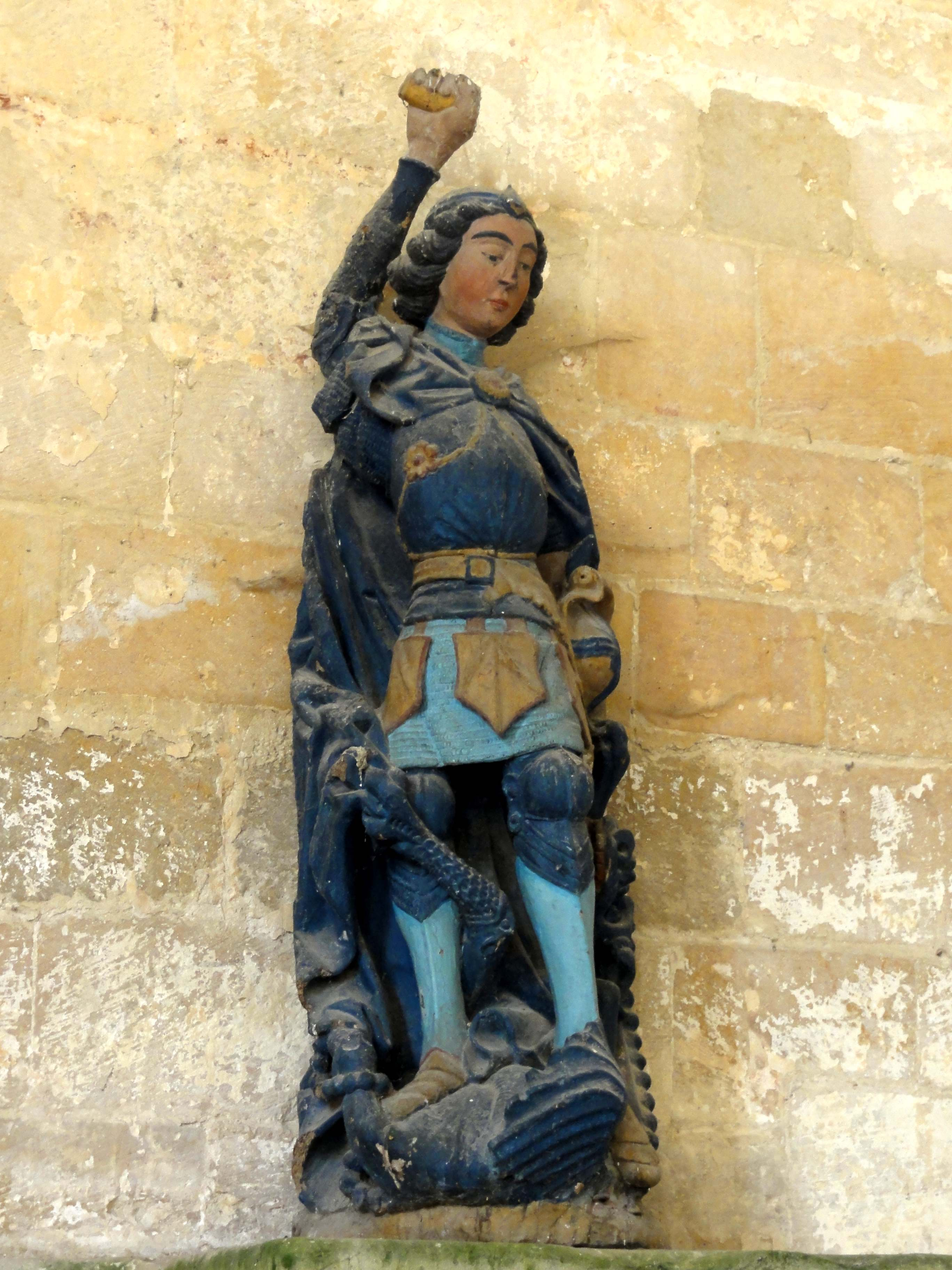
Saint Michel.
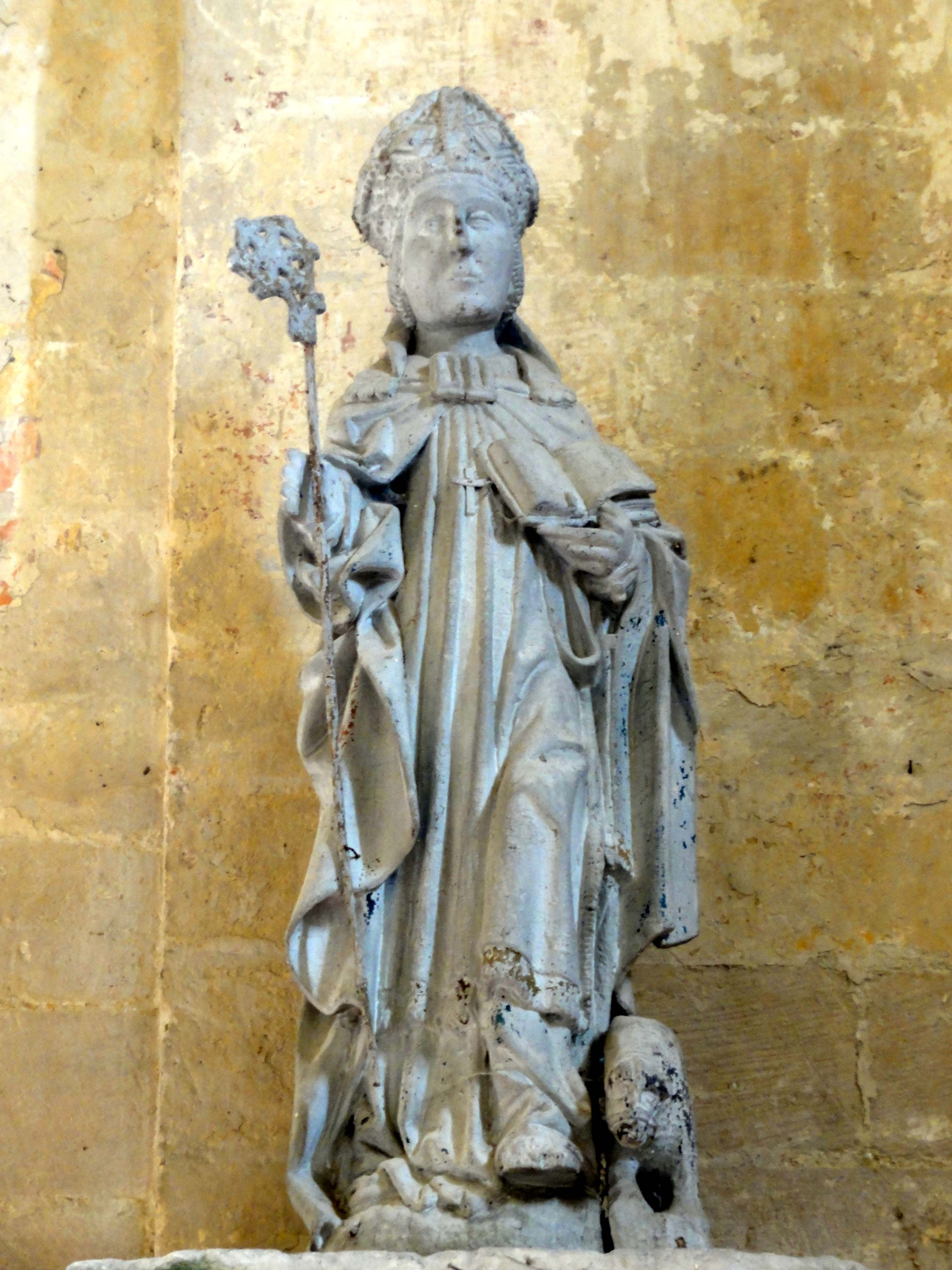
Saint Vaast.
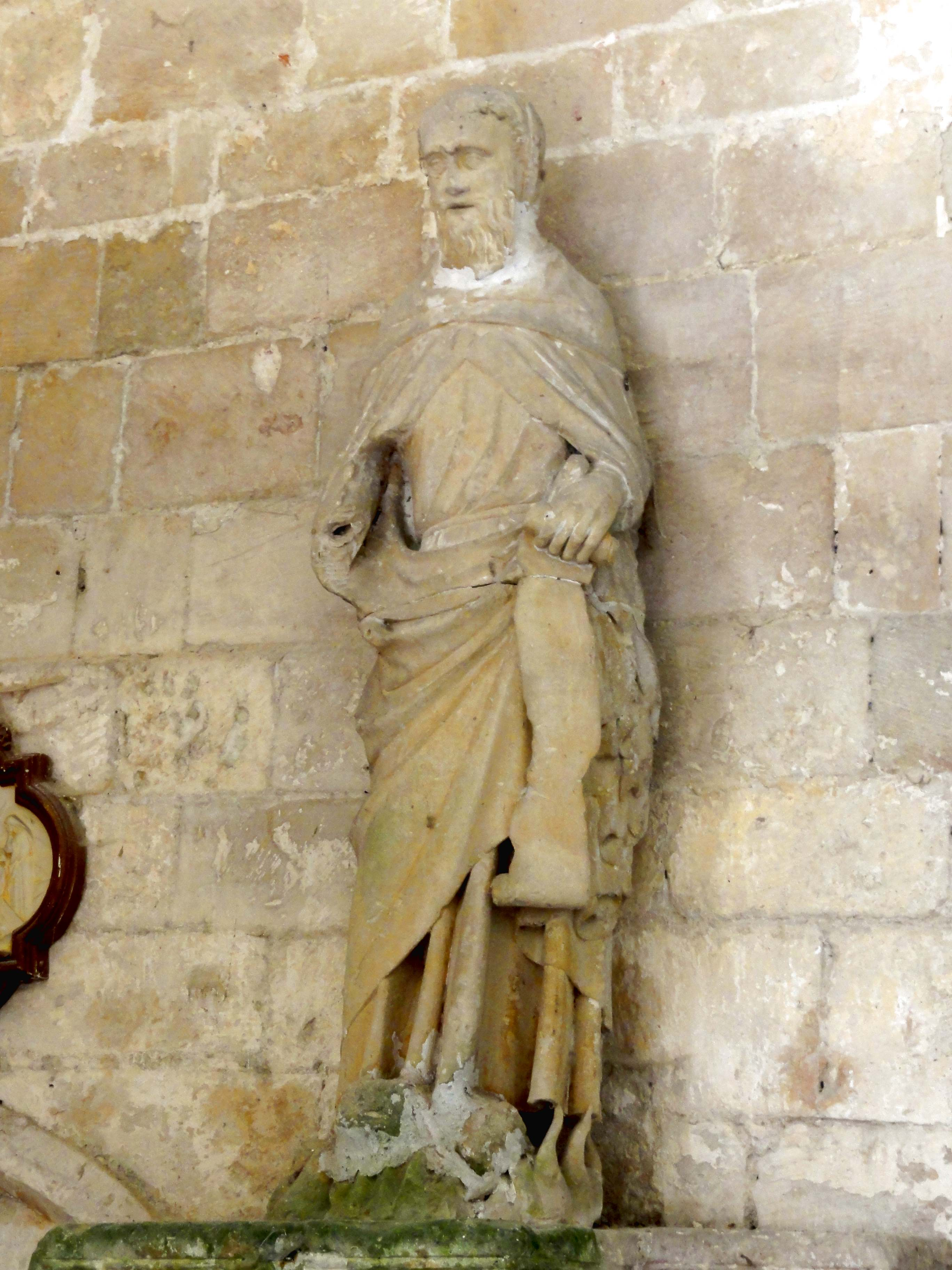
Prophète non identifié.
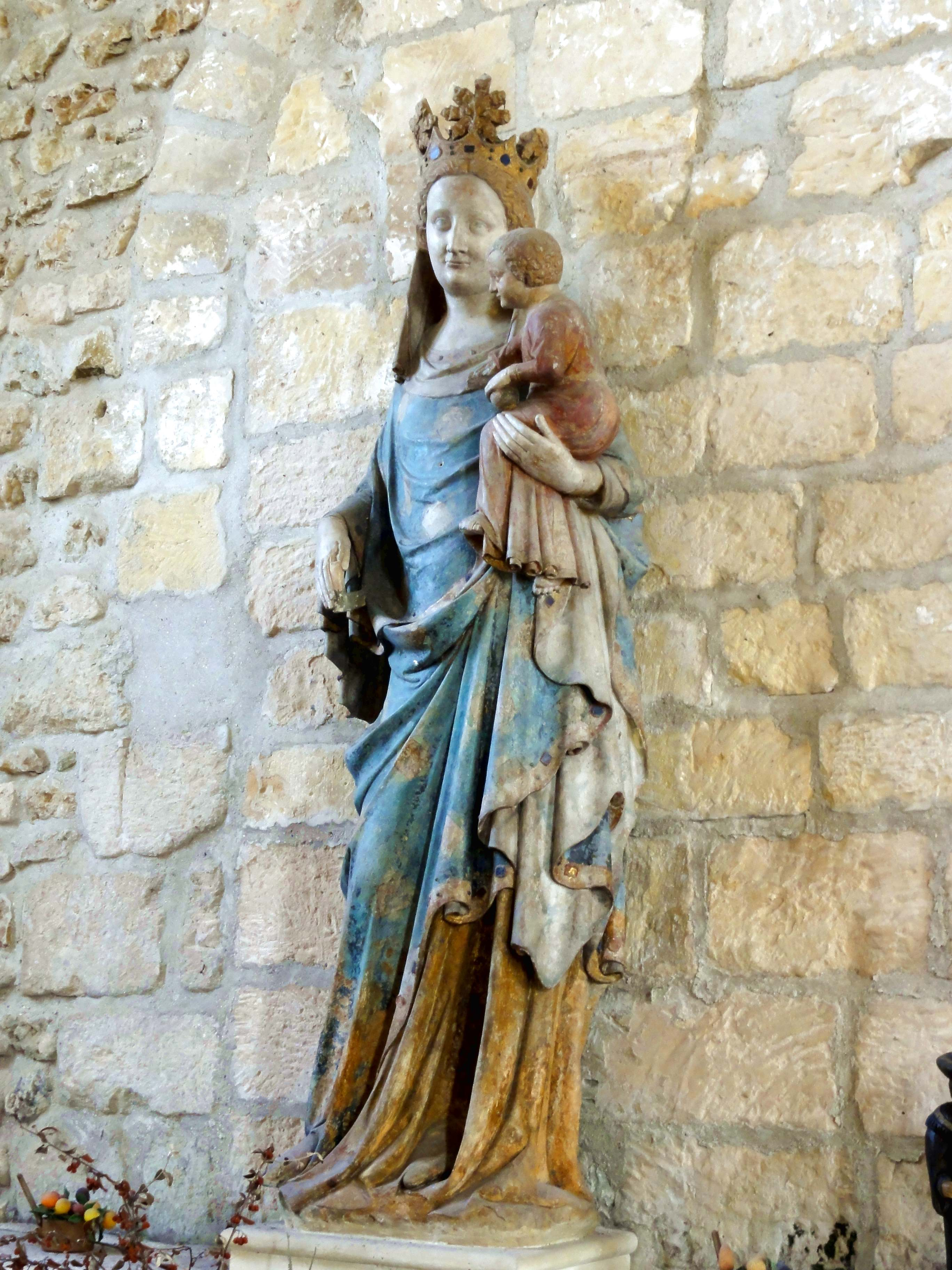
Vierge à l'Enfant.
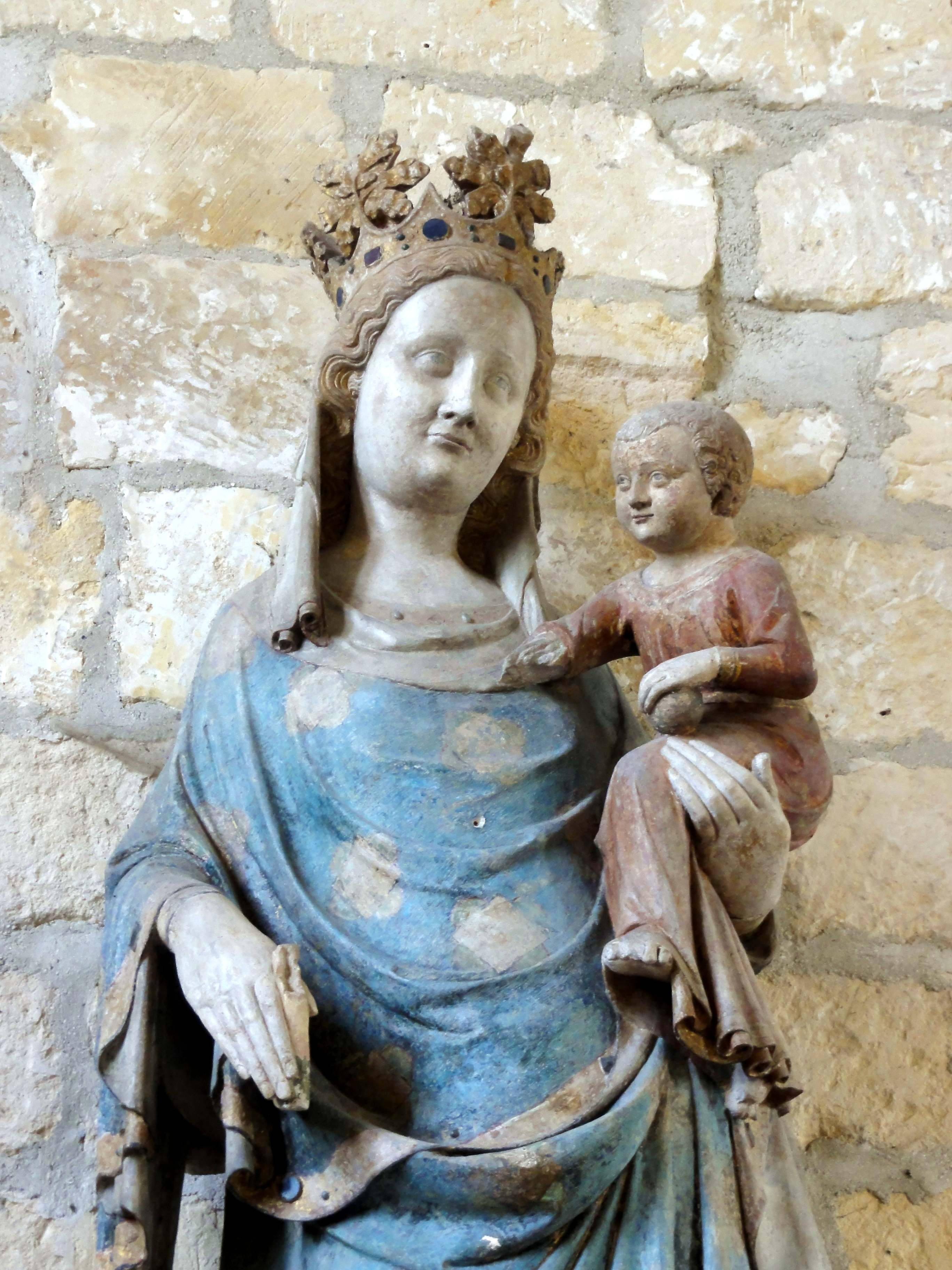
Vierge à l'Enfant, détail.

Plusieurs statues, déjà en mauvais état au début du XXe siècle et rongées par la vermoulure, ne font aujourd'hui plus partie de l'inventaire de l'église. Elles étaient placées sur les colonnettes à chapiteaux de part et d'autre du portail occidental. Plus particulièrement, l'abbé Beaudry signale deux statuettes en bois anciennement polychromes et partiellement dorées, qui représentent sainte Catherine d'Alexandrie accompagnée de sa roue, et un saint tenant dans la main droite un livre sur lequel est posée une sorte de gerbe. Ces statuettes mesuraient respectivement 54 cm et 48 cm de hauteur, et dataient du XVIe siècle. D'autres statues n'étaient déjà plus identifiables. Il y avait également un buste-reliquaire d'« un saint issant des flammes et à dextre bénissante ; dans la main gauche, une sorte de petit coffret dont la partie supérieure est arrondie et dans lequel il y a quelques débris de verre, probablement un vieux reliquaire ».